# Liste des épisodes de Fairy Tail

Logo de l’anime

Cet article présente la liste des épisodes de la série télévisée d’animation japonaise Fairy Tail issue du manga du même nom de Hiro Mashima.

## Généralités
Au Japon, la série est diffusée depuis le 12 octobre 2009 sur TV Tokyo. Elle est regroupée en neuf saisons et par arcs : la première saison allant de l'arc Macao à Bataille de Fairy Tail (épisodes 1 à 48), la deuxième saison allant de l'arc Oracion Seis à l’arc Daphné (épisodes 49 à 72), la troisième saison allant de l'arc Île Tenrô à l’An x791 (épisodes 73 à 124), la quatrième saison est constituée de la suite de l'arc de l’An x791 jusqu’à La clé du ciel étoilé (épisodes 125 à 150), la cinquième saison est seulement faite du début de l’arc du Grand tournoi de la magie (épisodes 151 à 175) la sixième saison continue donc l'arc du Grand tournoi de la magie jusqu’à l’Éclipse des esprits stellaires (épisodes 176 à 218), la septième saisons allant de l’arc de la Mystérieuse créatures à Tartaros (épisodes 219 à 265), la huitième saison allant de l’arc du Jade de Tenrô à 1 an après (épisodes 266 à 277) et enfin la neuvième saisons (épisodes 278 à 328)
En France, Kana Home Video a acquis la licence de la série pour la sortie des coffrets DVD,. Elle est diffusée depuis le 3 juin 2011 sur la chaîne Game One et depuis le 28 janvier 2012 sur Direct Star. Comme au Japon, elle est aussi établie sous forme de saisons : la première saison va également de l'arc Macao à Bataille de Fairy Tail (épisodes 1 à 48), la deuxième saison va de l'arc Oracion Seis à Edolas (épisodes 49 à 96), la troisième saison comprend l'arc Île Tenrô à La Clef du ciel étoilé (épisodes 97 à 150), la quatrième saison comprend l'arc Grand Jeux Magiques (épisodes 151 à 175), la cinquième saison va de l’arc Eclipse à La Créature Mystérieuse (épisodes 176 à 226) et la sixième saison va de l’arc Village Du Soleil à l'arc Un An Plus Tard (épisode 227 à 277).

## Les opening et les saisons
| Génériques | Épisodes  | Début                        | Début                                | Fin                               | Fin                                    | 1re date de diffusion |
| Génériques | Épisodes  | Titre                        | Artiste                              | Titre                             | Artiste                                | 1re date de diffusion |
| ---------- | --------- | ---------------------------- | ------------------------------------ | --------------------------------- | -------------------------------------- | --------------------- |
| 1          | 1 – 11    | Snow Fairy                   | Funkist                              | Kanpekigu no ne                   | Watarirouka Hashiritai                 | 12 octobre 2009       |
| 2          | 12 – 24   | S.O.W. ~Sense of Wonder~     | Idoling!!!                           | Tsuioku Merry-Go-Round            | Onelifecrew                            | 4 janvier 2010        |
| 3          | 25 – 35   | ft.                          | Funkist                              | Gomen Ne Watashi                  | Shiho Nanba                            | 12 avril 2010         |
| 4          | 36 – 48   | R.P.G ~Rockin' Playing Game~ | SuG                                  | Kimi ga Iru Kara                  | Mikuni Shimokawa                       | 5 juillet 2010        |
| 5          | 49 – 60   | Egao no Mahou                | Magic Party                          | Holy Shine                        | Daisy x Daisy                          | 11 octobre 2010       |
| 6          | 61 – 72   | Fiesta                       | +Plus                                | Be as one                         | w-inds.                                | 10 janvier 2011       |
| 7          | 73 – 85   | Evidence                     | Daisy x Daisy                        | Lonely Person                     | ShaNa                                  | 2 avril 2011          |
| 8          | 86 – 98   | The Rock City Boy            | Jamil                                | Don't think. Feel !!!             | Idoling!!!                             | 2 juillet 2011        |
| 9          | 99 – 111  | Towa no Kizuna               | Daisy x Daisy feat. Another Infinity | Kono te Nobashite                 | Hi-Fi CAMP                             | 1er octobre 2011      |
| 10         | 112 – 124 | I wish                       | Milky Bunny                          | Boys be Ambitious!!               | Hi-Fi CAMP                             | 7 janvier 2012        |
| 11         | 125 – 137 | Hajimari no Sora             | +Plus                                | Glitter (Starving Trancer Remix)  | Another Infinity feat. Mayumi Morinaga | 7 avril 2012          |
| 12         | 138 – 150 | Tenohira                     | Hero                                 | Yell ~Kagayaku tame no mono~      | Sātāandagī                             | 7 juillet 2012        |
| 13         | 151 – 166 | Break through                | Going Under Ground                   | Kimi ga Kureta Mono               | Kudo Shizuka                           | 6 octobre 2012        |
| 14         | 167 – 175 | Fairy Tail ~Yakusoku no Hi~  | Chihiro Yonekura                     | We’re the stars                   | Aimi Terakawa                          | 2 février 2013        |
| 15         | 176 – 188 | Masayume Chasing             | BoA                                  | Kimi to Kare to Boku to Kanojo to | BREATHE (ja)                           | 5 avril 2014          |
| 16         | 189 – 203 | Strike Back                  | Back-On                              | Kokoro no Kagi                    | May J.                                 | 5 juillet 2014        |
| 17         | 204 – 214 | Mysterious Magic             | Do As Infinity                       | Kimi no Mirai                     | Root Five                              | 18 octobre 2014       |
| 18         | 215 – 226 | Break Out                    | V6                                   | Don't let me down                 | Mariya Nishiuchi                       | 10 janvier 2015       |
| 19         | 227 – 239 | Yumeiro Graffiti             | Tackey and Tsubasa                   | Never ever                        | Tokyo Girls' Style                     | 4 avril 2015          |
| 20         | 240 – 252 | NEVER-END TAIL               | Tatsuyuki Kobayashi & Konomi Suzuki  | FOREVER HERE                      | Yoko Ishida                            | 4 juillet 2015        |
| 21         | 253 – 265 | Believe in Myself            | Edge of Life                         | Azayaka na Tabiji                 | Megumi Mori                            | 3 octobre 2015        |
| 22         | 266 – 277 | Ashita o Narase              | Kavka Shishido                       | Landscape                         | SOLIDEMO                               | 9 janvier 2016        |
| 23         | 278 – 290 | Power of the Dream           | Lol                                  | Endless Harmony                   | Beverly                                | 7 octobre 2018        |
| 24         | 291 - 303 | Down by Law                  | The Rampage from Exile Tribe         | Pierce                            | EMPiRE                                 | 13 janvier 2019       |
| 25         | 304 - 315 | NO-LIMIT                     | Ōsaka ☆ Shunkashūtō                  | Boku to Kimi no Lullaby           | Miyuna                                 | 14 avril 2019         |
| 26         | 316 - 328 | MORE THAN LiKE               | BiSH                                 | Exceed                            | Miyuu                                  | 7 juillet 2019        |

### Arcs et saisons
| # | # | Début             | Fin               | Arcs   | Arcs                               | Arcs                                      | # | # |
| - | - | ----------------- | ----------------- | ------ | ---------------------------------- | ----------------------------------------- | - | - |
|   | 1 | 12 octobre 2009   | 27 septembre 2010 | Saga 1 |                                    | Arc Macao                                 | 1 |   |
|   | 1 | 12 octobre 2009   | 27 septembre 2010 | Saga 1 |                                    | Arc Macao                                 | 1 |   |
|   | 1 | 12 octobre 2009   | 27 septembre 2010 | Saga 1 | Arc Day Break                      |                                           | 1 |   |
|   | 1 | 12 octobre 2009   | 27 septembre 2010 | Saga 1 |                                    |                                           | 1 |   |
|   | 1 | 12 octobre 2009   | 27 septembre 2010 | Saga 1 | Arc Eisen Wald                     |                                           | 1 |   |
|   | 1 | 12 octobre 2009   | 27 septembre 2010 | Saga 1 |                                    |                                           | 1 |   |
|   | 1 | 12 octobre 2009   | 27 septembre 2010 | Saga 1 |                                    |                                           | 1 |   |
|   | 1 | 12 octobre 2009   | 27 septembre 2010 | Saga 1 |                                    |                                           | 1 |   |
|   | 1 | 12 octobre 2009   | 27 septembre 2010 | Saga 1 |                                    |                                           | 1 |   |
|   | 1 | 12 octobre 2009   | 27 septembre 2010 | Saga 1 | Arc Île de Galuna                  |                                           | 1 |   |
|   | 1 | 12 octobre 2009   | 27 septembre 2010 | Saga 1 |                                    |                                           | 1 |   |
|   | 1 | 12 octobre 2009   | 27 septembre 2010 | Saga 1 |                                    |                                           | 1 |   |
|   | 1 | 12 octobre 2009   | 27 septembre 2010 | Saga 1 |                                    |                                           | 1 |   |
|   | 1 | 12 octobre 2009   | 27 septembre 2010 | Saga 1 |                                    |                                           | 1 |   |
|   | 1 | 12 octobre 2009   | 27 septembre 2010 | Saga 1 |                                    |                                           | 1 |   |
|   | 1 | 12 octobre 2009   | 27 septembre 2010 | Saga 1 |                                    |                                           | 1 |   |
|   | 1 | 12 octobre 2009   | 27 septembre 2010 | Saga 1 |                                    |                                           | 1 |   |
|   | 1 | 12 octobre 2009   | 27 septembre 2010 | Saga 1 |                                    |                                           | 1 |   |
|   | 1 | 12 octobre 2009   | 27 septembre 2010 | Saga 1 | Arc Phantom Lord                   |                                           | 1 |   |
|   | 1 | 12 octobre 2009   | 27 septembre 2010 | Saga 1 |                                    |                                           | 1 |   |
|   | 1 | 12 octobre 2009   | 27 septembre 2010 | Saga 1 |                                    |                                           | 1 |   |
|   | 1 | 12 octobre 2009   | 27 septembre 2010 | Saga 1 |                                    |                                           | 1 |   |
|   | 1 | 12 octobre 2009   | 27 septembre 2010 | Saga 1 |                                    |                                           | 1 |   |
|   | 1 | 12 octobre 2009   | 27 septembre 2010 | Saga 1 |                                    |                                           | 1 |   |
|   | 1 | 12 octobre 2009   | 27 septembre 2010 | Saga 1 |                                    |                                           | 1 |   |
|   | 1 | 12 octobre 2009   | 27 septembre 2010 | Saga 1 |                                    |                                           | 1 |   |
|   | 1 | 12 octobre 2009   | 27 septembre 2010 | Saga 1 |                                    |                                           | 1 |   |
|   | 1 | 12 octobre 2009   | 27 septembre 2010 | Saga 1 |                                    |                                           | 1 |   |
|   | 1 | 12 octobre 2009   | 27 septembre 2010 | Saga 1 |                                    |                                           | 1 |   |
|   | 1 | 12 octobre 2009   | 27 septembre 2010 | Saga 1 | Arc Loki                           |                                           | 1 |   |
|   | 1 | 12 octobre 2009   | 27 septembre 2010 | Saga 1 |                                    |                                           | 1 |   |
|   | 1 | 12 octobre 2009   | 27 septembre 2010 | Saga 1 |                                    |                                           | 1 |   |
|   | 1 | 12 octobre 2009   | 27 septembre 2010 | Saga 1 | Arc Tour du Paradis                |                                           | 1 |   |
|   | 1 | 12 octobre 2009   | 27 septembre 2010 | Saga 1 |                                    |                                           | 1 |   |
|   | 1 | 12 octobre 2009   | 27 septembre 2010 | Saga 1 |                                    |                                           | 1 |   |
|   | 1 | 12 octobre 2009   | 27 septembre 2010 | Saga 1 |                                    |                                           | 1 |   |
|   | 1 | 12 octobre 2009   | 27 septembre 2010 | Saga 1 |                                    |                                           | 1 |   |
|   | 1 | 12 octobre 2009   | 27 septembre 2010 | Saga 1 |                                    |                                           | 1 |   |
|   | 1 | 12 octobre 2009   | 27 septembre 2010 | Saga 1 |                                    |                                           | 1 |   |
|   | 1 | 12 octobre 2009   | 27 septembre 2010 | Saga 1 |                                    |                                           | 1 |   |
|   | 1 | 12 octobre 2009   | 27 septembre 2010 | Saga 1 |                                    |                                           | 1 |   |
|   | 1 | 12 octobre 2009   | 27 septembre 2010 | Saga 1 | Arc Bataille de Fairy Tail         |                                           | 1 |   |
|   | 1 | 12 octobre 2009   | 27 septembre 2010 | Saga 1 |                                    |                                           | 1 |   |
|   | 1 | 12 octobre 2009   | 27 septembre 2010 | Saga 1 |                                    |                                           | 1 |   |
|   | 1 | 12 octobre 2009   | 27 septembre 2010 | Saga 1 |                                    |                                           | 1 |   |
|   | 1 | 12 octobre 2009   | 27 septembre 2010 | Saga 1 |                                    |                                           | 1 |   |
|   | 1 | 12 octobre 2009   | 27 septembre 2010 | Saga 1 |                                    |                                           | 1 |   |
|   | 1 | 12 octobre 2009   | 27 septembre 2010 | Saga 1 |                                    |                                           | 1 |   |
|   | 2 | 11 octobre 2010   | 10 septembre 2011 | Saga 2 |                                    | Arc Oracion Seis                          | 2 |   |
|   | 2 | 11 octobre 2010   | 10 septembre 2011 | Saga 2 |                                    | Arc Oracion Seis                          | 2 |   |
|   | 2 | 11 octobre 2010   | 10 septembre 2011 | Saga 2 |                                    | Arc Oracion Seis                          | 2 |   |
|   | 2 | 11 octobre 2010   | 10 septembre 2011 | Saga 2 |                                    | Arc Oracion Seis                          | 2 |   |
|   | 2 | 11 octobre 2010   | 10 septembre 2011 | Saga 2 |                                    | Arc Oracion Seis                          | 2 |   |
|   | 2 | 11 octobre 2010   | 10 septembre 2011 | Saga 2 |                                    | Arc Oracion Seis                          | 2 |   |
|   | 2 | 11 octobre 2010   | 10 septembre 2011 | Saga 2 |                                    | Arc Oracion Seis                          | 2 |   |
|   | 2 | 11 octobre 2010   | 10 septembre 2011 | Saga 2 |                                    | Arc Oracion Seis                          | 2 |   |
|   | 2 | 11 octobre 2010   | 10 septembre 2011 | Saga 2 |                                    | Arc Oracion Seis                          | 2 |   |
|   | 2 | 11 octobre 2010   | 10 septembre 2011 | Saga 2 |                                    | Arc Oracion Seis                          | 2 |   |
|   | 2 | 11 octobre 2010   | 10 septembre 2011 | Saga 2 |                                    | Arc Oracion Seis                          | 2 |   |
|   | 2 | 11 octobre 2010   | 10 septembre 2011 | Saga 2 |                                    | Arc Oracion Seis                          | 2 |   |
|   | 2 | 11 octobre 2010   | 10 septembre 2011 | Saga 2 |                                    | Arc Oracion Seis                          | 2 |   |
|   | 2 | 11 octobre 2010   | 10 septembre 2011 | Saga 2 |                                    | Arc Oracion Seis                          | 2 |   |
|   | 2 | 11 octobre 2010   | 10 septembre 2011 | Saga 2 |                                    | Arc Oracion Seis                          | 2 |   |
|   | 2 | 11 octobre 2010   | 10 septembre 2011 | Saga 2 |                                    | Arc Oracion Seis                          | 2 |   |
|   | 2 | 11 octobre 2010   | 10 septembre 2011 | Saga 2 |                                    | Arc Oracion Seis                          | 2 |   |
|   | 2 | 11 octobre 2010   | 10 septembre 2011 | Saga 2 |                                    | Arc Oracion Seis                          | 2 |   |
|   | 2 | 11 octobre 2010   | 10 septembre 2011 | Saga 2 |                                    | Arc Oracion Seis                          | 2 |   |
|   | 2 | 11 octobre 2010   | 10 septembre 2011 | Saga 2 |                                    | Arc Oracion Seis                          | 2 |   |
|   | 2 | 11 octobre 2010   | 10 septembre 2011 | Saga 2 | Arc Daphné                         |                                           | 2 |   |
|   | 2 | 11 octobre 2010   | 10 septembre 2011 | Saga 2 |                                    |                                           | 2 |   |
|   | 2 | 11 octobre 2010   | 10 septembre 2011 | Saga 2 |                                    |                                           | 2 |   |
|   | 2 | 11 octobre 2010   | 10 septembre 2011 | Saga 2 |                                    |                                           | 2 |   |
|   | 2 | 11 octobre 2010   | 10 septembre 2011 | Saga 2 | Arc Edolas                         |                                           | 2 |   |
|   | 2 | 11 octobre 2010   | 10 septembre 2011 | Saga 2 |                                    |                                           | 2 |   |
|   | 2 | 11 octobre 2010   | 10 septembre 2011 | Saga 2 |                                    |                                           | 2 |   |
|   | 2 | 11 octobre 2010   | 10 septembre 2011 | Saga 2 |                                    |                                           | 2 |   |
|   | 2 | 11 octobre 2010   | 10 septembre 2011 | Saga 2 |                                    |                                           | 2 |   |
|   | 2 | 11 octobre 2010   | 10 septembre 2011 | Saga 2 |                                    |                                           | 2 |   |
|   | 2 | 11 octobre 2010   | 10 septembre 2011 | Saga 2 |                                    |                                           | 2 |   |
|   | 2 | 11 octobre 2010   | 10 septembre 2011 | Saga 2 |                                    |                                           | 2 |   |
|   | 2 | 11 octobre 2010   | 10 septembre 2011 | Saga 2 |                                    |                                           | 2 |   |
|   | 2 | 11 octobre 2010   | 10 septembre 2011 | Saga 2 |                                    |                                           | 2 |   |
|   | 2 | 11 octobre 2010   | 10 septembre 2011 | Saga 2 |                                    |                                           | 2 |   |
|   | 2 | 11 octobre 2010   | 10 septembre 2011 | Saga 2 |                                    |                                           | 2 |   |
|   | 2 | 11 octobre 2010   | 10 septembre 2011 | Saga 2 |                                    |                                           | 2 |   |
|   | 2 | 11 octobre 2010   | 10 septembre 2011 | Saga 2 |                                    |                                           | 2 |   |
|   | 2 | 11 octobre 2010   | 10 septembre 2011 | Saga 2 |                                    |                                           | 2 |   |
|   | 2 | 11 octobre 2010   | 10 septembre 2011 | Saga 2 |                                    |                                           | 2 |   |
|   | 2 | 11 octobre 2010   | 10 septembre 2011 | Saga 2 |                                    |                                           | 2 |   |
|   | 2 | 11 octobre 2010   | 10 septembre 2011 | Saga 2 |                                    |                                           | 2 |   |
|   | 2 | 11 octobre 2010   | 10 septembre 2011 | Saga 2 |                                    |                                           | 2 |   |
|   | 2 | 11 octobre 2010   | 10 septembre 2011 | Saga 2 |                                    |                                           | 2 |   |
|   | 2 | 11 octobre 2010   | 10 septembre 2011 | Saga 2 |                                    |                                           | 2 |   |
|   | 2 | 11 octobre 2010   | 10 septembre 2011 | Saga 2 |                                    |                                           | 2 |   |
|   | 2 | 11 octobre 2010   | 10 septembre 2011 | Saga 2 |                                    |                                           | 2 |   |
|   | 2 | 11 octobre 2010   | 10 septembre 2011 | Saga 2 |                                    |                                           | 2 |   |
|   | 3 | 17 septembre 2011 | 29 septembre 2012 | Saga 3 |                                    | Arc Île Tenrô                             | 3 |   |
|   | 3 | 17 septembre 2011 | 29 septembre 2012 | Saga 3 |                                    | Arc Île Tenrô                             | 3 |   |
|   | 3 | 17 septembre 2011 | 29 septembre 2012 | Saga 3 |                                    | Arc Île Tenrô                             | 3 |   |
|   | 3 | 17 septembre 2011 | 29 septembre 2012 | Saga 3 |                                    | Arc Île Tenrô                             | 3 |   |
|   | 3 | 17 septembre 2011 | 29 septembre 2012 | Saga 3 |                                    | Arc Île Tenrô                             | 3 |   |
|   | 3 | 17 septembre 2011 | 29 septembre 2012 | Saga 3 |                                    | Arc Île Tenrô                             | 3 |   |
|   | 3 | 17 septembre 2011 | 29 septembre 2012 | Saga 3 |                                    | Arc Île Tenrô                             | 3 |   |
|   | 3 | 17 septembre 2011 | 29 septembre 2012 | Saga 3 |                                    | Arc Île Tenrô                             | 3 |   |
|   | 3 | 17 septembre 2011 | 29 septembre 2012 | Saga 3 |                                    | Arc Île Tenrô                             | 3 |   |
|   | 3 | 17 septembre 2011 | 29 septembre 2012 | Saga 3 |                                    | Arc Île Tenrô                             | 3 |   |
|   | 3 | 17 septembre 2011 | 29 septembre 2012 | Saga 3 |                                    | Arc Île Tenrô                             | 3 |   |
|   | 3 | 17 septembre 2011 | 29 septembre 2012 | Saga 3 |                                    | Arc Île Tenrô                             | 3 |   |
|   | 3 | 17 septembre 2011 | 29 septembre 2012 | Saga 3 |                                    | Arc Île Tenrô                             | 3 |   |
|   | 3 | 17 septembre 2011 | 29 septembre 2012 | Saga 3 |                                    | Arc Île Tenrô                             | 3 |   |
|   | 3 | 17 septembre 2011 | 29 septembre 2012 | Saga 3 |                                    | Arc Île Tenrô                             | 3 |   |
|   | 3 | 17 septembre 2011 | 29 septembre 2012 | Saga 3 |                                    | Arc Île Tenrô                             | 3 |   |
|   | 3 | 17 septembre 2011 | 29 septembre 2012 | Saga 3 |                                    | Arc Île Tenrô                             | 3 |   |
|   | 3 | 17 septembre 2011 | 29 septembre 2012 | Saga 3 |                                    | Arc Île Tenrô                             | 3 |   |
|   | 3 | 17 septembre 2011 | 29 septembre 2012 | Saga 3 |                                    | Arc Île Tenrô                             | 3 |   |
|   | 3 | 17 septembre 2011 | 29 septembre 2012 | Saga 3 |                                    | Arc Île Tenrô                             | 3 |   |
|   | 3 | 17 septembre 2011 | 29 septembre 2012 | Saga 3 |                                    | Arc Île Tenrô                             | 3 |   |
|   | 3 | 17 septembre 2011 | 29 septembre 2012 | Saga 3 |                                    | Arc Île Tenrô                             | 3 |   |
|   | 3 | 17 septembre 2011 | 29 septembre 2012 | Saga 3 |                                    | Arc Île Tenrô                             | 3 |   |
|   | 3 | 17 septembre 2011 | 29 septembre 2012 | Saga 3 |                                    | Arc Île Tenrô                             | 3 |   |
|   | 3 | 17 septembre 2011 | 29 septembre 2012 | Saga 3 |                                    | Arc Île Tenrô                             | 3 |   |
|   | 3 | 17 septembre 2011 | 29 septembre 2012 | Saga 3 |                                    | Arc Île Tenrô                             | 3 |   |
|   | 3 | 17 septembre 2011 | 29 septembre 2012 | Saga 3 | Arc Sept ans plus tard             |                                           | 3 |   |
|   | 3 | 17 septembre 2011 | 29 septembre 2012 | Saga 3 |                                    |                                           | 3 |   |
|   | 3 | 17 septembre 2011 | 29 septembre 2012 | Saga 3 | Arc La Clé du ciel étoilé          |                                           | 3 |   |
|   | 3 | 17 septembre 2011 | 29 septembre 2012 | Saga 3 |                                    |                                           | 3 |   |
|   | 3 | 17 septembre 2011 | 29 septembre 2012 | Saga 3 |                                    |                                           | 3 |   |
|   | 3 | 17 septembre 2011 | 29 septembre 2012 | Saga 3 |                                    |                                           | 3 |   |
|   | 3 | 17 septembre 2011 | 29 septembre 2012 | Saga 3 |                                    |                                           | 3 |   |
|   | 3 | 17 septembre 2011 | 29 septembre 2012 | Saga 3 |                                    |                                           | 3 |   |
|   | 3 | 17 septembre 2011 | 29 septembre 2012 | Saga 3 |                                    |                                           | 3 |   |
|   | 3 | 17 septembre 2011 | 29 septembre 2012 | Saga 3 |                                    |                                           | 3 |   |
|   | 3 | 17 septembre 2011 | 29 septembre 2012 | Saga 3 |                                    |                                           | 3 |   |
|   | 3 | 17 septembre 2011 | 29 septembre 2012 | Saga 3 |                                    |                                           | 3 |   |
|   | 3 | 17 septembre 2011 | 29 septembre 2012 | Saga 3 |                                    |                                           | 3 |   |
|   | 3 | 17 septembre 2011 | 29 septembre 2012 | Saga 3 |                                    |                                           | 3 |   |
|   | 3 | 17 septembre 2011 | 29 septembre 2012 | Saga 3 |                                    |                                           | 3 |   |
|   | 3 | 17 septembre 2011 | 29 septembre 2012 | Saga 3 |                                    |                                           | 3 |   |
|   | 3 | 17 septembre 2011 | 29 septembre 2012 | Saga 3 |                                    |                                           | 3 |   |
|   | 3 | 17 septembre 2011 | 29 septembre 2012 | Saga 3 |                                    |                                           | 3 |   |
|   | 3 | 17 septembre 2011 | 29 septembre 2012 | Saga 3 |                                    |                                           | 3 |   |
|   | 3 | 17 septembre 2011 | 29 septembre 2012 | Saga 3 |                                    |                                           | 3 |   |
|   | 3 | 17 septembre 2011 | 29 septembre 2012 | Saga 3 |                                    |                                           | 3 |   |
|   | 3 | 17 septembre 2011 | 29 septembre 2012 | Saga 3 |                                    |                                           | 3 |   |
|   | 3 | 17 septembre 2011 | 29 septembre 2012 | Saga 3 |                                    |                                           | 3 |   |
|   | 3 | 17 septembre 2011 | 29 septembre 2012 | Saga 3 |                                    |                                           | 3 |   |
|   | 3 | 17 septembre 2011 | 29 septembre 2012 | Saga 3 |                                    |                                           | 3 |   |
|   | 3 | 17 septembre 2011 | 29 septembre 2012 | Saga 3 |                                    |                                           | 3 |   |
|   | 3 | 17 septembre 2011 | 29 septembre 2012 | Saga 3 |                                    |                                           | 3 |   |
|   | 3 | 17 septembre 2011 | 29 septembre 2012 | Saga 3 |                                    |                                           | 3 |   |
|   | 4 | 6 octobre 2012    | 30 mars 2013      | Saga 4 |                                    | Arc Grand Tournoi des jeux inter-magiques | 4 |   |
|   | 4 | 6 octobre 2012    | 30 mars 2013      | Saga 4 |                                    | Arc Grand Tournoi des jeux inter-magiques | 4 |   |
|   | 4 | 6 octobre 2012    | 30 mars 2013      | Saga 4 |                                    | Arc Grand Tournoi des jeux inter-magiques | 4 |   |
|   | 4 | 6 octobre 2012    | 30 mars 2013      | Saga 4 |                                    | Arc Grand Tournoi des jeux inter-magiques | 4 |   |
|   | 4 | 6 octobre 2012    | 30 mars 2013      | Saga 4 |                                    | Arc Grand Tournoi des jeux inter-magiques | 4 |   |
|   | 4 | 6 octobre 2012    | 30 mars 2013      | Saga 4 |                                    | Arc Grand Tournoi des jeux inter-magiques | 4 |   |
|   | 4 | 6 octobre 2012    | 30 mars 2013      | Saga 4 |                                    | Arc Grand Tournoi des jeux inter-magiques | 4 |   |
|   | 4 | 6 octobre 2012    | 30 mars 2013      | Saga 4 |                                    | Arc Grand Tournoi des jeux inter-magiques | 4 |   |
|   | 4 | 6 octobre 2012    | 30 mars 2013      | Saga 4 |                                    | Arc Grand Tournoi des jeux inter-magiques | 4 |   |
|   | 4 | 6 octobre 2012    | 30 mars 2013      | Saga 4 |                                    | Arc Grand Tournoi des jeux inter-magiques | 4 |   |
|   | 4 | 6 octobre 2012    | 30 mars 2013      | Saga 4 |                                    | Arc Grand Tournoi des jeux inter-magiques | 4 |   |
|   | 4 | 6 octobre 2012    | 30 mars 2013      | Saga 4 |                                    | Arc Grand Tournoi des jeux inter-magiques | 4 |   |
|   | 4 | 6 octobre 2012    | 30 mars 2013      | Saga 4 |                                    | Arc Grand Tournoi des jeux inter-magiques | 4 |   |
|   | 4 | 6 octobre 2012    | 30 mars 2013      | Saga 4 |                                    | Arc Grand Tournoi des jeux inter-magiques | 4 |   |
|   | 4 | 6 octobre 2012    | 30 mars 2013      | Saga 4 |                                    | Arc Grand Tournoi des jeux inter-magiques | 4 |   |
|   | 4 | 6 octobre 2012    | 30 mars 2013      | Saga 4 |                                    | Arc Grand Tournoi des jeux inter-magiques | 4 |   |
|   | 4 | 6 octobre 2012    | 30 mars 2013      | Saga 4 |                                    | Arc Grand Tournoi des jeux inter-magiques | 4 |   |
|   | 4 | 6 octobre 2012    | 30 mars 2013      | Saga 4 |                                    | Arc Grand Tournoi des jeux inter-magiques | 4 |   |
|   | 4 | 6 octobre 2012    | 30 mars 2013      | Saga 4 |                                    | Arc Grand Tournoi des jeux inter-magiques | 4 |   |
|   | 4 | 6 octobre 2012    | 30 mars 2013      | Saga 4 |                                    | Arc Grand Tournoi des jeux inter-magiques | 4 |   |
|   | 4 | 6 octobre 2012    | 30 mars 2013      | Saga 4 |                                    | Arc Grand Tournoi des jeux inter-magiques | 4 |   |
|   | 4 | 6 octobre 2012    | 30 mars 2013      | Saga 4 |                                    | Arc Grand Tournoi des jeux inter-magiques | 4 |   |
|   | 4 | 6 octobre 2012    | 30 mars 2013      | Saga 4 |                                    | Arc Grand Tournoi des jeux inter-magiques | 4 |   |
|   | 4 | 6 octobre 2012    | 30 mars 2013      | Saga 4 |                                    | Arc Grand Tournoi des jeux inter-magiques | 4 |   |
|   | 4 | 6 octobre 2012    | 30 mars 2013      | Saga 4 |                                    | Arc Grand Tournoi des jeux inter-magiques | 4 |   |
|   | 5 | 5 avril 2014      | 28 mars 2015      | Saga 5 |                                    | Arc Éclipse                               | 5 |   |
|   | 5 | 5 avril 2014      | 28 mars 2015      | Saga 5 |                                    | Arc Éclipse                               | 5 |   |
|   | 5 | 5 avril 2014      | 28 mars 2015      | Saga 5 |                                    | Arc Éclipse                               | 5 |   |
|   | 5 | 5 avril 2014      | 28 mars 2015      | Saga 5 |                                    | Arc Éclipse                               | 5 |   |
|   | 5 | 5 avril 2014      | 28 mars 2015      | Saga 5 |                                    | Arc Éclipse                               | 5 |   |
|   | 5 | 5 avril 2014      | 28 mars 2015      | Saga 5 |                                    | Arc Éclipse                               | 5 |   |
|   | 5 | 5 avril 2014      | 28 mars 2015      | Saga 5 |                                    | Arc Éclipse                               | 5 |   |
|   | 5 | 5 avril 2014      | 28 mars 2015      | Saga 5 |                                    | Arc Éclipse                               | 5 |   |
|   | 5 | 5 avril 2014      | 28 mars 2015      | Saga 5 |                                    | Arc Éclipse                               | 5 |   |
|   | 5 | 5 avril 2014      | 28 mars 2015      | Saga 5 |                                    | Arc Éclipse                               | 5 |   |
|   | 5 | 5 avril 2014      | 28 mars 2015      | Saga 5 |                                    | Arc Éclipse                               | 5 |   |
|   | 5 | 5 avril 2014      | 28 mars 2015      | Saga 5 |                                    | Arc Éclipse                               | 5 |   |
|   | 5 | 5 avril 2014      | 28 mars 2015      | Saga 5 |                                    | Arc Éclipse                               | 5 |   |
|   | 5 | 5 avril 2014      | 28 mars 2015      | Saga 5 |                                    | Arc Éclipse                               | 5 |   |
|   | 5 | 5 avril 2014      | 28 mars 2015      | Saga 5 |                                    | Arc Éclipse                               | 5 |   |
|   | 5 | 5 avril 2014      | 28 mars 2015      | Saga 5 |                                    | Arc Éclipse                               | 5 |   |
|   | 5 | 5 avril 2014      | 28 mars 2015      | Saga 5 |                                    | Arc Éclipse                               | 5 |   |
|   | 5 | 5 avril 2014      | 28 mars 2015      | Saga 5 |                                    | Arc Éclipse                               | 5 |   |
|   | 5 | 5 avril 2014      | 28 mars 2015      | Saga 5 |                                    | Arc Éclipse                               | 5 |   |
|   | 5 | 5 avril 2014      | 28 mars 2015      | Saga 5 |                                    | Arc Éclipse                               | 5 |   |
|   | 5 | 5 avril 2014      | 28 mars 2015      | Saga 5 |                                    | Arc Éclipse                               | 5 |   |
|   | 5 | 5 avril 2014      | 28 mars 2015      | Saga 5 |                                    | Arc Éclipse                               | 5 |   |
|   | 5 | 5 avril 2014      | 28 mars 2015      | Saga 5 |                                    | Arc Éclipse                               | 5 |   |
|   | 5 | 5 avril 2014      | 28 mars 2015      | Saga 5 |                                    | Arc Éclipse                               | 5 |   |
|   | 5 | 5 avril 2014      | 28 mars 2015      | Saga 5 |                                    | Arc Éclipse                               | 5 |   |
|   | 5 | 5 avril 2014      | 28 mars 2015      | Saga 5 |                                    | Arc Éclipse                               | 5 |   |
|   | 5 | 5 avril 2014      | 28 mars 2015      | Saga 5 |                                    | Arc Éclipse                               | 5 |   |
|   | 5 | 5 avril 2014      | 28 mars 2015      | Saga 5 |                                    | Arc Éclipse                               | 5 |   |
|   | 5 | 5 avril 2014      | 28 mars 2015      | Saga 5 | Arc Éclipse des esprits stellaires |                                           | 5 |   |
|   | 5 | 5 avril 2014      | 28 mars 2015      | Saga 5 |                                    |                                           | 5 |   |
|   | 5 | 5 avril 2014      | 28 mars 2015      | Saga 5 |                                    |                                           | 5 |   |
|   | 5 | 5 avril 2014      | 28 mars 2015      | Saga 5 |                                    |                                           | 5 |   |
|   | 5 | 5 avril 2014      | 28 mars 2015      | Saga 5 |                                    |                                           | 5 |   |
|   | 5 | 5 avril 2014      | 28 mars 2015      | Saga 5 |                                    |                                           | 5 |   |
|   | 5 | 5 avril 2014      | 28 mars 2015      | Saga 5 |                                    |                                           | 5 |   |
|   | 5 | 5 avril 2014      | 28 mars 2015      | Saga 5 |                                    |                                           | 5 |   |
|   | 5 | 5 avril 2014      | 28 mars 2015      | Saga 5 |                                    |                                           | 5 |   |
|   | 5 | 5 avril 2014      | 28 mars 2015      | Saga 5 |                                    |                                           | 5 |   |
|   | 5 | 5 avril 2014      | 28 mars 2015      | Saga 5 |                                    |                                           | 5 |   |
|   | 5 | 5 avril 2014      | 28 mars 2015      | Saga 5 |                                    |                                           | 5 |   |
|   | 5 | 5 avril 2014      | 28 mars 2015      | Saga 5 |                                    |                                           | 5 |   |
|   | 5 | 5 avril 2014      | 28 mars 2015      | Saga 5 |                                    |                                           | 5 |   |
|   | 5 | 5 avril 2014      | 28 mars 2015      | Saga 5 |                                    |                                           | 5 |   |
|   | 5 | 5 avril 2014      | 28 mars 2015      | Saga 5 | Arc La Créature mystérieuse        |                                           | 5 |   |
|   | 5 | 5 avril 2014      | 28 mars 2015      | Saga 5 |                                    |                                           | 5 |   |
|   | 5 | 5 avril 2014      | 28 mars 2015      | Saga 5 |                                    |                                           | 5 |   |
|   | 5 | 5 avril 2014      | 28 mars 2015      | Saga 5 |                                    |                                           | 5 |   |
|   | 5 | 5 avril 2014      | 28 mars 2015      | Saga 5 |                                    |                                           | 5 |   |
|   | 5 | 5 avril 2014      | 28 mars 2015      | Saga 5 |                                    |                                           | 5 |   |
|   | 5 | 5 avril 2014      | 28 mars 2015      | Saga 5 |                                    |                                           | 5 |   |
|   | 5 | 5 avril 2014      | 28 mars 2015      | Saga 5 |                                    |                                           | 5 |   |
|   | 6 | 4 avril 2015      | 26 mars 2016      | Saga 6 |                                    | Arc La Flamme éternelle                   | 6 |   |
|   | 6 | 4 avril 2015      | 26 mars 2016      | Saga 6 |                                    | Arc La Flamme éternelle                   | 6 |   |
|   | 6 | 4 avril 2015      | 26 mars 2016      | Saga 6 |                                    | Arc La Flamme éternelle                   | 6 |   |
|   | 6 | 4 avril 2015      | 26 mars 2016      | Saga 6 |                                    | Arc La Flamme éternelle                   | 6 |   |
|   | 6 | 4 avril 2015      | 26 mars 2016      | Saga 6 |                                    | Arc La Flamme éternelle                   | 6 |   |
|   | 6 | 4 avril 2015      | 26 mars 2016      | Saga 6 |                                    | Arc La Flamme éternelle                   | 6 |   |
|   | 6 | 4 avril 2015      | 26 mars 2016      | Saga 6 |                                    | Arc La Flamme éternelle                   | 6 |   |
|   | 6 | 4 avril 2015      | 26 mars 2016      | Saga 6 | Arc Tartaros                       |                                           | 6 |   |
|   | 6 | 4 avril 2015      | 26 mars 2016      | Saga 6 |                                    |                                           | 6 |   |
|   | 6 | 4 avril 2015      | 26 mars 2016      | Saga 6 |                                    |                                           | 6 |   |
|   | 6 | 4 avril 2015      | 26 mars 2016      | Saga 6 |                                    |                                           | 6 |   |
|   | 6 | 4 avril 2015      | 26 mars 2016      | Saga 6 |                                    |                                           | 6 |   |
|   | 6 | 4 avril 2015      | 26 mars 2016      | Saga 6 |                                    |                                           | 6 |   |
|   | 6 | 4 avril 2015      | 26 mars 2016      | Saga 6 |                                    |                                           | 6 |   |
|   | 6 | 4 avril 2015      | 26 mars 2016      | Saga 6 |                                    |                                           | 6 |   |
|   | 6 | 4 avril 2015      | 26 mars 2016      | Saga 6 |                                    |                                           | 6 |   |
|   | 6 | 4 avril 2015      | 26 mars 2016      | Saga 6 |                                    |                                           | 6 |   |
|   | 6 | 4 avril 2015      | 26 mars 2016      | Saga 6 |                                    |                                           | 6 |   |
|   | 6 | 4 avril 2015      | 26 mars 2016      | Saga 6 |                                    |                                           | 6 |   |
|   | 6 | 4 avril 2015      | 26 mars 2016      | Saga 6 |                                    |                                           | 6 |   |
|   | 6 | 4 avril 2015      | 26 mars 2016      | Saga 6 |                                    |                                           | 6 |   |
|   | 6 | 4 avril 2015      | 26 mars 2016      | Saga 6 |                                    |                                           | 6 |   |
|   | 6 | 4 avril 2015      | 26 mars 2016      | Saga 6 |                                    |                                           | 6 |   |
|   | 6 | 4 avril 2015      | 26 mars 2016      | Saga 6 |                                    |                                           | 6 |   |
|   | 6 | 4 avril 2015      | 26 mars 2016      | Saga 6 |                                    |                                           | 6 |   |
|   | 6 | 4 avril 2015      | 26 mars 2016      | Saga 6 |                                    |                                           | 6 |   |
|   | 6 | 4 avril 2015      | 26 mars 2016      | Saga 6 |                                    |                                           | 6 |   |
|   | 6 | 4 avril 2015      | 26 mars 2016      | Saga 6 |                                    |                                           | 6 |   |
|   | 6 | 4 avril 2015      | 26 mars 2016      | Saga 6 |                                    |                                           | 6 |   |
|   | 6 | 4 avril 2015      | 26 mars 2016      | Saga 6 |                                    |                                           | 6 |   |
|   | 6 | 4 avril 2015      | 26 mars 2016      | Saga 6 |                                    |                                           | 6 |   |
|   | 6 | 4 avril 2015      | 26 mars 2016      | Saga 6 |                                    |                                           | 6 |   |
|   | 6 | 4 avril 2015      | 26 mars 2016      | Saga 6 |                                    |                                           | 6 |   |
|   | 6 | 4 avril 2015      | 26 mars 2016      | Saga 6 |                                    |                                           | 6 |   |
|   | 6 | 4 avril 2015      | 26 mars 2016      | Saga 6 |                                    |                                           | 6 |   |
|   | 6 | 4 avril 2015      | 26 mars 2016      | Saga 6 |                                    |                                           | 6 |   |
|   | 6 | 4 avril 2015      | 26 mars 2016      | Saga 6 |                                    |                                           | 6 |   |
|   | 6 | 4 avril 2015      | 26 mars 2016      | Saga 6 |                                    |                                           | 6 |   |
|   | 6 | 4 avril 2015      | 26 mars 2016      | Saga 6 |                                    |                                           | 6 |   |
|   | 6 | 4 avril 2015      | 26 mars 2016      | Saga 6 | Arc Fairy Tail Zerø                |                                           | 6 |   |
|   | 6 | 4 avril 2015      | 26 mars 2016      | Saga 6 |                                    |                                           | 6 |   |
|   | 6 | 4 avril 2015      | 26 mars 2016      | Saga 6 |                                    |                                           | 6 |   |
|   | 6 | 4 avril 2015      | 26 mars 2016      | Saga 6 |                                    |                                           | 6 |   |
|   | 6 | 4 avril 2015      | 26 mars 2016      | Saga 6 |                                    |                                           | 6 |   |
|   | 6 | 4 avril 2015      | 26 mars 2016      | Saga 6 |                                    |                                           | 6 |   |
|   | 6 | 4 avril 2015      | 26 mars 2016      | Saga 6 |                                    |                                           | 6 |   |
|   | 6 | 4 avril 2015      | 26 mars 2016      | Saga 6 |                                    |                                           | 6 |   |
|   | 6 | 4 avril 2015      | 26 mars 2016      | Saga 6 |                                    |                                           | 6 |   |
|   | 6 | 4 avril 2015      | 26 mars 2016      | Saga 6 |                                    |                                           | 6 |   |
|   | 6 | 4 avril 2015      | 26 mars 2016      | Saga 6 | Arc Un an plus tard                |                                           | 6 |   |
|   | 6 | 4 avril 2015      | 26 mars 2016      | Saga 6 |                                    |                                           | 6 |   |
|   | 7 | 7 octobre 2018    | 28 septembre 2019 | Saga 7 |                                    | Arc Avatar                                | 7 |   |
|   | 7 | 7 octobre 2018    | 28 septembre 2019 | Saga 7 |                                    | Arc Avatar                                | 7 |   |
|   | 7 | 7 octobre 2018    | 28 septembre 2019 | Saga 7 |                                    | Arc Avatar                                | 7 |   |
|   | 7 | 7 octobre 2018    | 28 septembre 2019 | Saga 7 |                                    | Arc Avatar                                | 7 |   |
|   | 7 | 7 octobre 2018    | 28 septembre 2019 | Saga 7 |                                    | Arc Avatar                                | 7 |   |
|   | 7 | 7 octobre 2018    | 28 septembre 2019 | Saga 7 |                                    | Arc Avatar                                | 7 |   |
|   | 7 | 7 octobre 2018    | 28 septembre 2019 | Saga 7 |                                    | Arc Avatar                                | 7 |   |
|   | 7 | 7 octobre 2018    | 28 septembre 2019 | Saga 7 | Arc Arbaless                       |                                           | 7 |   |
|   | 7 | 7 octobre 2018    | 28 septembre 2019 | Saga 7 |                                    |                                           | 7 |   |
|   | 7 | 7 octobre 2018    | 28 septembre 2019 | Saga 7 |                                    |                                           | 7 |   |
|   | 7 | 7 octobre 2018    | 28 septembre 2019 | Saga 7 |                                    |                                           | 7 |   |
|   | 7 | 7 octobre 2018    | 28 septembre 2019 | Saga 7 |                                    |                                           | 7 |   |
|   | 7 | 7 octobre 2018    | 28 septembre 2019 | Saga 7 |                                    |                                           | 7 |   |
|   | 7 | 7 octobre 2018    | 28 septembre 2019 | Saga 7 |                                    |                                           | 7 |   |
|   | 7 | 7 octobre 2018    | 28 septembre 2019 | Saga 7 |                                    |                                           | 7 |   |
|   | 7 | 7 octobre 2018    | 28 septembre 2019 | Saga 7 |                                    |                                           | 7 |   |
|   | 7 | 7 octobre 2018    | 28 septembre 2019 | Saga 7 |                                    |                                           | 7 |   |
|   | 7 | 7 octobre 2018    | 28 septembre 2019 | Saga 7 |                                    |                                           | 7 |   |
|   | 7 | 7 octobre 2018    | 28 septembre 2019 | Saga 7 |                                    |                                           | 7 |   |
|   | 7 | 7 octobre 2018    | 28 septembre 2019 | Saga 7 |                                    |                                           | 7 |   |
|   | 7 | 7 octobre 2018    | 28 septembre 2019 | Saga 7 |                                    |                                           | 7 |   |
|   | 7 | 7 octobre 2018    | 28 septembre 2019 | Saga 7 |                                    |                                           | 7 |   |
|   | 7 | 7 octobre 2018    | 28 septembre 2019 | Saga 7 |                                    |                                           | 7 |   |
|   | 7 | 7 octobre 2018    | 28 septembre 2019 | Saga 7 |                                    |                                           | 7 |   |
|   | 7 | 7 octobre 2018    | 28 septembre 2019 | Saga 7 |                                    |                                           | 7 |   |
|   | 7 | 7 octobre 2018    | 28 septembre 2019 | Saga 7 |                                    |                                           | 7 |   |
|   | 7 | 7 octobre 2018    | 28 septembre 2019 | Saga 7 |                                    |                                           | 7 |   |
|   | 7 | 7 octobre 2018    | 28 septembre 2019 | Saga 7 |                                    |                                           | 7 |   |
|   | 7 | 7 octobre 2018    | 28 septembre 2019 | Saga 7 |                                    |                                           | 7 |   |
| # | # | Début             | Fin               | Arcs   | Arcs                               | Arcs                                      | # | # |

## Liste des épisodes

### Légende des tableaux
|  | Épisodes filler (épisodes détachés de l'histoire principale)                                      |
|  |                                                                                                   |
|  |                                                                                                   |
|  |                                                                                                   |
|  |                                                                                                   |
|  | Épisodes semi-filler (épisodes qui suivent l'histoire principale et qui ajoutent des suppléments) |

### Saison 1
Diffusée entre le 12 octobre 2009 et le 27 septembre 2010 au Japon et entre le 3 juin 2011 et le 28 septembre 2011 en France.

#### Arc Macao
| No | Titre français                           | Titre japonais | Titre japonais                                                | Date de 1re diffusion |
| No | Titre français                           | Kanji          | Rōmaji                                                        | Date de 1re diffusion |
| --- | ---------------------------------------- | -------------- | ------------------------------------------------------------- | --------------------- |
| 1 | Fairy Tail                               | 妖精の尻尾     | Yōsei no shippo (Queue de fée)                                | 12 octobre 2009       |
| [Chapitre 1] - Bienvenue dans le monde merveilleux de Fiore ! Lucy, une jeune magicienne, rêve d'entrer dans une guilde de mages, plus particulièrement celle de Fairy Tail. Elle rencontre un mage qui se fait passer pour « Salamander », utilisant sa magie pour charmer les jeunes femmes, mais Natsu la libère de son emprise. Faisant la rencontre de Natsu et Happy, elle les invite au restaurant pour les remercier de leur aide. Ce même mage l'invite sur son bateau, mais elle s'aperçoit que ce dernier a usurpé le surnom de Natsu. Pris d'un mauvais pressentiment et fou de rage, Natsu vole à la rescousse de Lucy et se débarrasse de l'imposteur, ainsi que de ses acolytes. Il lui apprend qu'il est un mage de la guilde de ses rêves et l'invite à la rejoindre. |                                          |                |                                                               |                       |
| 2 | Le Dragon de feu, le Singe et le Taureau | 火竜と猿と牛   | Karyū to saru to ushi (Le dragon de feu, le singe et le bœuf) | 19 octobre 2009       |
| [Chapitres 2 – 3] – À peine arrivée à la guilde, Lucy fait la rencontre des autres membres de Fairy Tail : Grey Fullbuster, Elfman et Mirajane Strauss, Loki, Kanna Alperona et le maître de la guilde, Makarof. Elle décide d'accomplir une première mission avec Natsu et Happy, mais Roméo, le fils de Macao, n'a pas de nouvelles de son père depuis une semaine, alors qu'il était parti pour une mission de 3 jours. Lucy apprend par Mirajane l'enfance de Natsu. Accompagnés de Lucy, Natsu et Happy se rendent au mont Hakobé afin de sauver Macao. Il bat facilement le singe qui a possédé le corps de son ami et libère Macao de son emprise. |                                          |                |                                                               |                       |

#### ArcDay Break
Résumé : Natsu convainc Lucy de faire équipe avec lui pour une mission, leur première mission avec une grosse récompense à la clé.
| No | Titre français                   | Titre japonais                       | Titre japonais                                                   | Date de 1re diffusion |
| No | Titre français                   | Kanji                                | Rōmaji                                                           | Date de 1re diffusion |
| --- | -------------------------------- | ------------------------------------ | ---------------------------------------------------------------- | --------------------- |
| 3 | Infiltrons le manoir d’Everlue ! | 潜入せよ！！エバルー屋敷             | Sennyū seyo!! Ebarū yashiki (Infiltrons-nous !! Le Manoir Evaro) | 26 octobre 2009       |
| [Chapitres 4 – 7] – Lucy se transforme en une magnifique servante afin de mener à bien sa mission, qui consiste à détruire le "Day Break", livre écrit par le père de Kaby Melon. |                                  |                                      |                                                                  |                       |
| 4 | Mon cher Kaby                    | DEAR KABY ～親愛なるまでカービィへ～ | Shin'ai naru Kābī e (CHER KABY)                                  | 2 novembre 2009       |
| [Chapitres 8 – 9 + filler] – Natsu et Lucy parviennent enfin à avoir le livre dans lequel est caché un message secret à Melon Kaby de la part de son père. En effet, le père de Kaby a écrit ce livre afin d'adresser une lettre destinée à son fils. Il a jeté un sort sur ce roman qui ne s'intitule pas « Day Break », mais « Dear Kaby ». |                                  |                                      |                                                                  |                       |

#### ArcEisen Wald
Résumé : Erza fait son retour à Fairy Tail et forme une équipe avec Natsu et Grey afin d’enquêter sur les agissements de la guilde Eisen Wald. Lucy et Happy les accompagnent aussi.
| No | Titre français                    | Titre japonais   | Titre japonais                                      | Date de 1re diffusion |
| No | Titre français                    | Kanji            | Rōmaji                                              | Date de 1re diffusion |
| --- | --------------------------------- | ---------------- | --------------------------------------------------- | --------------------- |
| 5 | Le Mage à l'armure                | 鎧の魔導士       | Yoroi no madōshi (Le mage à l’armure)               | 9 novembre 2009       |
| [Chapitres 10 – 12] – Erza revient à Fairy Tail après une mission et demande à Natsu et Grey d’aller avec elle pour mettre fin à la Guilde Eisen Wald qui souhaite utiliser le sort de la berceuse Lullaby pour tuer tous ceux qui l’entendent. |                                   |                  |                                                     |                       |
| 6 | Fairy Tail, au cœur de la tempête | 妖精たちは風の中 | Yōsei-tachi wa kaze no naka (Les fées dans le vent) | 16 novembre 2009      |
| [Chapitres 13 – 15] – L’équipe de choc de Fairy Tail arrive à la gare d’Oshibana où les membres d’Eisen Wald les attendent de pied ferme. |                                   |                  |                                                     |                       |
| 7 | Les Flammes et le Vent            | 炎と風           | Honō to kaze (Les flammes et le vent)               | 23 novembre 2009      |
| [Chapitres 16 – 18] – Avec l’aide de Virgo, l’équipe de Fairy Tail parvient enfin à s’échapper de la gare mais rattraperont-ils Eligoal à temps ?                                                                                               |                                   |                  |                                                     |                       |
| 8 | La Meilleure des équipes !        | 最強チーム！！！ | Saikyō chīmu!!! (L’équipe la plus puissante !!!)    | 30 novembre 2009      |
| [Chapitres 19 – 21] – Eligoal battu par Natsu, la flûte Lullaby prend forme "humaine" et compte bien semer le mal sur son passage. |                                   |                  |                                                     |                       |
| 9 | Natsu mange un village            | ナツ、村を食う   | Natsu, mura o kuu (Natsu mange un village)          | 7 décembre 2009       |
| [Les petits boulots de Happy 1 – 2 + filler] – C’est le retour vers Magnolia pour l’équipe accompagnée de Makarof. Mais ils doivent traverser de longues gorges, et ont faim.                                                                   |                                   |                  |                                                     |                       |

#### ArcÎle de Galuna
| No | Titre français                       | Titre japonais        | Titre japonais                                                  | Date de 1re diffusion |
| No | Titre français                       | Kanji                 | Rōmaji                                                          | Date de 1re diffusion |
| --- | ------------------------------------ | --------------------- | --------------------------------------------------------------- | --------------------- |
| 10 | Natsu contre Erza                    | ナツ vs. エルザ       | Natsu vs. Eruza (Natsu contre Erza)                             | 14 décembre 2009      |
| [Chapitres 22 – 24] – Le combat que Erza a promis à Natsu va enfin avoir lieu, mais il est rapidement interrompu par un envoyé du conseil : Erza Scarlet est en état d’arrestation. Natsu se rend au conseil pour empêcher le jugement d'Erza, mais cette dernière allait être relaxée et les deux mages se retrouvent emprisonnés. Ils seront ensuite relâchés. Par le biais d'Happy, Natsu enfreint les règles de la guilde en choisissant une quête de rang S sans autorisation et y entraîne Lucy.                                                  |                                      |                       |                                                                 |                       |
| 11 | L’Île maudite                        | 呪われた島            | Norowareta shima (L’île maudite)                                | 21 décembre 2009      |
| [Chapitres 25 – 27] – Natsu, Lucy, Happy et maintenant Grey arrivent sur l’île maudite de Galuna pour accomplir leur quête de rang S où les habitants leur demandent de détruire la lune. |                                      |                       |                                                                 |                       |
| 12 | Les Gouttes de Lune                  | 月の雫                | Mūn dorippu (Moon Drip)                                         | 4 janvier 2010        |
| [Chapitres 28 – 30] – Grey découvre que Léon, ancien élève de Oul tout comme lui, veut ressusciter le démon Deliora à l’aide du Moon Drip, une magie lunaire. Son objectif est de montrer qu’il a surpassé Oul qui est décédée en se sacrifiant pour sceller Deliora des années auparavant. |                                      |                       |                                                                 |                       |
| 13 | Natsu contre les ondes de Yûka       | ナツ vs. 波動のユウカ | Natsu vs. hadō no Yūka (Natsu contre Yûka des ondes)            | 11 janvier 2010       |
| [Chapitres 31 – 33] – Natsu ramène Grey, blessé, au village qui est attaqué par les alliés de Léon. Natsu les en empêche et combat Yûka, un mage spécialisé dans le combat contre les mages. |                                      |                       |                                                                 |                       |
| 14 | Le gagnant fait ce qui lui plaît     | 勝手にしやがれ!!      | Katte ni shiyagare!! (Fais ce que tu veux !)                    | 18 janvier 2010       |
| [Chapitres 34 – 36] – Grey, Lucy & Happy sont rejoints par Erza qui les gronde mais finalement, accepte de les aider à terminer la mission, n'oubliant pas de les punir après l'avoir accomplie. De son côté, Natsu attaque la pyramide où se cachent Leon et Zalty, un mage masqué. Son but est de réveiller Deliora à tout prix, mais Leon cherche à tuer le démon géant. Il commence même un combat contre Natsu pour que son plan se déroule comme prévu. Sur la route vers la pyramide, Grey révèle à Lucy, Happy et Erza que Oul n'est pas morte. |                                      |                       |                                                                 |                       |
| 15 | La Magie éternelle                   | 永遠の魔法            | Eien no mahō (La magie éternelle)                               | 25 janvier 2010       |
| [Chapitres 37 – 38] – Pendant que Natsu et Léon se battent, flash-back sur le passé de Grey et son maître. |                                      |                       |                                                                 |                       |
| 16 | L’Île de Galuna – La Bataille finale | ガルナ島 最終決戦     | Garuna-tō saishū kessen (La bataille finale de l’île de Galuna) | 1er février 2010      |
| [Chapitres 39 – 41] – Grey rejoint Natsu et affronte Léon tandis que Natsu part à la poursuite de Zalty. |                                      |                       |                                                                 |                       |
| 17 | Burst                                | ＢＵＲＳＴ            | BURST (EXPLOSION)                                               | 8 février 2010        |
| [Chapitres 42 – 44] – Zalty révèle que son but est de prendre le contrôle de Deliora et n'a que faire de Léon qui n'a aucune chance d'éliminer le démon géant. Natsu s'énerve, car détruire un village pour un objectif aussi stupide est complètement inutile. De leur côté, Lucy, Erza et Happy parviennent à stopper l'écoulement des gouttes de lune mais trop tard : Deliora est réveillé. |                                      |                       |                                                                 |                       |
| 18 | La Mission ! Vers le ciel !          | 届け あの空に         | Todoke! Ano sora ni! (Atteins-la ! Vers le ciel !)              | 15 février 2010       |
| [Chapitres 45 – 46] – Erza tire une lance sur la lune qui se fissure. En réalité, c'est le ciel qui se fissure. Un voile créé par les gouttes de lune transformait la lune en lune violette. En réalité, ce sont des démons transformés en humains à cause des gouttes de lune et qui ont perdu la mémoire. Les sbires de Léon viennent au village et révèlent qu'ils ont suivi Léon pour se venger de Deliora qui avait détruit leur village. Zalty, quant à lui, se révèle être une femme du nom d'Ultia.                                             |                                      |                       |                                                                 |                       |

#### ArcPhantom Lord
Résumé : Natsu, Lucy, Happy, Grey et Erza sont de retour ! Ils ont la surprise de retrouver leur guilde détruite. Mirajane leur apprend que c’est l’œuvre d’une autre guilde, celle de Phantom Lord. Cette dernière ne s’arrête d’ailleurs pas là et attaque trois mages de Fairy Tail entraînant une guerre ouverte entre les deux guildes, ce que souhaitait Phantom Lord pour créer une diversion leur permettant de kidnapper Lucy.
| No | Titre français                        | Titre japonais           | Titre japonais                                                   | Date de 1re diffusion |
| No | Titre français                        | Kanji                    | Rōmaji                                                           | Date de 1re diffusion |
| --- | ------------------------------------- | ------------------------ | ---------------------------------------------------------------- | --------------------- |
| 19 | Changeling                            | チェンジリング           | Chenjuringu (Inversion)                                          | 22 février 2010       |
| [Chapitre filler] – En lisant une mission, Natsu active un puissant et très vieux sort qui échange les esprits de Natsu avec Loki, Grey avec Lucy et Erza avec Happy. Reby réussit à trouver la solution, mais seuls Lucy et Grey ont retrouvé leurs corps respectifs. Malheureusement, d'autres esprits se sont permutés : Mirajane avec Makarof, Kanna avec Elfman, Jett avec Droy. |                                       |                          |                                                                  |                       |
| 20 | Natsu et l’Œuf du dragon              | ナツとドラゴンの卵       | Natsu to doragon no tamago (Natsu et l’œuf de dragon)            | 1er mars 2010         |
| [Chapitre Spécial X778 + filler] – En tombant sur une photo, Lucy demande à Mirajane qui est le dragon que chevauche Natsu. Cette dernière lui raconte leur enfance à la guilde. À l'époque, Natsu et Grey se disputaient très souvent, tout comme Erza et elle. Natsu a découvert un oeuf de dragon, puis décide de l'élever, aidé par Lisanna. |                                       |                          |                                                                  |                       |
| 21 | Phantom Lord                          | 幽鬼の支配者             | Yūki no shihaisha (Le seigneur des fantômes)                     | 8 mars 2010           |
| [Chapitres 47 – 49] – Natsu, Lucy, Happy, Grey et Erza ont la surprise de retrouver leur guilde détruite. Mirajane leur apprend que c’est l’œuvre d’une autre guilde, celle de Phantom Lord. Cette dernière ne s’arrête d’ailleurs pas là et attaque trois mages de Fairy Tail entraînant une guerre ouverte entre les deux guildes, ce que souhaitait Phantom Lord pour créer une diversion leur permettant de kidnapper Lucy. |                                       |                          |                                                                  |                       |
| 22 | Lucy Heartfilia                       | ルーシィ・ハートフィリア | Rūshī Hātofiria (Lucy Heartfilia)                                | 15 mars 2010          |
| [Chapitre 50] – Fairy Tail attaque la guilde de Phantom Lord, mais lorsque leur maître est vaincu et que José a capturé Lucy, Fairy Tail bat en retraite. De son côté, Lucy découvre la vérité à propos de son enlèvement. En effet, son père, un homme très riche, est prêt à tout pour récupérer sa fille qui a fugué de chez elle. Elle est récupérée en plein vol par Natsu, mais José ne compte pas se faire avoir aussi facilement. |                                       |                          |                                                                  |                       |
| 23 | 15 minutes                            | １５分                   | Jūgo-fun (15 minutes)                                            | 22 mars 2010          |
| [Chapitres 51 – 52] – Les mages de Fairy Tail apprennent que Lucy est l'héritière de la riche famille des Heartfilia, et que c'est son père qui a engagé Phantom Lord pour la capturer afin de la ramener à la maison. Phantom Lord décide d'activer l'attaque de Jupiter, une magie très puissante. Pendant ce temps à Fairy Tail, Mirajane décide de cacher Lucy et de prendre son apparence pour plus de sûreté. |                                       |                          |                                                                  |                       |
| 24 | Pour ne pas voir tes larmes           | その涙を見ない為に       | Sono namida o minai tame ni (Pour ne pas voir tes larmes)        | 29 mars 2010          |
| [Chapitres 53 – 55] – Pendant la guerre entre les deux guildes, Mirajane se fait enlever. Grey et Elfman partent aussitôt aider Natsu et les autres au combat, mais Elfman se voit obligé de réaliser un Take-Over complet pour protéger sa grande sœur. |                                       |                          |                                                                  |                       |
| 25 | La fleur qui s’épanouit sous la pluie | 雨の中に咲く花           | Ame no naka ni saku hana (La fleur qui s’épanouit sous la pluie) | 12 avril 2010         |
| [Chapitres 56 – 57] – Pendant qu'Elfman combat Mister Sol, Grey se retrouve face à Jubia, la femme de la pluie qui tombe tout de suite sous son charme. Mais à la suite d'une réplique de Grey en apparence anodine, Jubia se met dans une colère noire. Grey réussit à geler l'eau bouillante de son adversaire... puis touche involontairement sa poitrine. Cependant, le jeune homme parvient à neutraliser Jubia. Natsu, de son côté, rencontre l'élément Vent. |                                       |                          |                                                                  |                       |
| 26 | Les Ailes de feu                      | 炎の翼                   | Honō no tsubasa (Les ailes de flammes)                           | 19 avril 2010         |
| [Chapitres 58 – 60] – Après qu'Erza ait battu le mage du Vent des 4 éléments, Natsu part à la recherche de José dans l'espoir de l'affronter. Mais Erza, revenue à elle, prend sa place et l'envoie combattre le chasseur de dragon d'acier : Gajil. Pendant ce temps, ce dernier s'amuse avec la constelaltionniste en la tabassant et en la torturant, mais Natsu intervient pour la sauver, puis affronte le mage d'acier. |                                       |                          |                                                                  |                       |
| 27 | Les Deux Chasseurs de dragons         | 二人の滅竜魔導士         | Futari no doragon sureiyā (Les deux chasseurs de dragon)         | 26 avril 2010         |
| [Chapitres 61 – 63] – Le combat commence entre Natsu et Gajil, et le mage de feu prend l'avantage. Cependant, Gajil dévore tout l'acier qu'il trouve, puis prend l'ascendant sur son adversaire. Lucy ne peut que regarder le combat, sans rien pouvoir faire pour aider son partenaire, tout comme Happy. De son côté, Erza affronte le maître de Phantom Lord, mais ne fait pas le poids face à lui. Elle reçoit le renfort de Makarof, venu prendre sa revanche... |                                       |                          |                                                                  |                       |
| 28 | La Loi des fées                       | フェアリーロウ           | Fearī Rō (Fairy Law)                                             | 3 mai 2010            |
| [Chapitres 64 – 65] – Grâce à l'aide de Lucy qui a invoqué Sagittarius afin de faire manger du feu à son compagnon, Natsu absorbe le feu de l'explosion, récupérant toute sa magie, ce qui lui permet de reprendre le dessus sur Gajil, pour enfin parvenir à le battre. Makarof, venu se venger de l'humiliation subie auparavant, active la « Loi des fées » et met José hors d'état de nuire. Fairy Tail remporte la victoire face à Phantom Lord ! |                                       |                          |                                                                  |                       |
| 29 | C’est mon choix                       | あたしの決意             | Atashi no ketsui (Ma décision)                                   | 10 mai 2010           |
| [Chapitres 66 – 68] – Natsu et Gajil discutent au sujet de leurs dragons respectifs, malgré une certaine animosité entre eux. Tous les membres de la guilde travaillent sur la reconstruction de la tanière, détruite par Phantom Lord. De son côté, Lucy laisse un message à ses amis de Fairy Tail, disant qu'elle rentre chez son père. Mais lorsqu'elle arrive sur les lieux, la jeune fille décide de dire à son père tout ce qu'elle avait sur le coeur. Elle refuse son mariage arrangé, le menace de le traiter comme un ennemi et d'agir en conséquences s'il récidive, puis décide de lui tourner définitivement le dos, n'ayant plus de comptes à lui rendre. Natsu, Erza, Grey et Happy la retrouvent devant la tombe de sa mère, inquiets à son sujet. |                                       |                          |                                                                  |                       |

#### ArcLoki
Résumé : Après l’attaque de Phantom Lord, le passé et l’identité de Loki sont révélés.
| No | Titre français            | Titre japonais                | Titre japonais                                                          | Date de 1re diffusion |
| No | Titre français            | Kanji                         | Rōmaji                                                                  | Date de 1re diffusion |
| --- | ------------------------- | ----------------------------- | ----------------------------------------------------------------------- | --------------------- |
| 30 | Next Generation           | ＮＥＸＴ ＧＥＮＥＲＡＴＩＯＮ | NEXT GENERATION (GÉNÉRATION SUIVANTE)                                   | 17 mai 2010           |
| [Chapitres 69 – 70] – Makarof est encouragé à laisser la place à la nouvelle génération et l'équipe a pour mission de jouer une pièce de théâtre, de quoi lui prouver qu'ils sont encore bien indisciplinés.       |                           |                               |                                                                         |                       |
| 31 | L’Étoile tombée des cieux | 空に戻れない星                | Sora ni modorenai hoshi (L’étoile qui ne peut retourner dans les cieux) | 24 mai 2010           |
| [Chapitres 71 – 72] – Loki agit de plus en plus étrangement, notamment avec Lucy. Cette dernière se pose des questions lorsqu'il disparaît mystérieusement peu après.                                              |                           |                               |                                                                         |                       |
| 32 | Le Roi des constellations | 星霊王                        | Seirei-ō (Le roi des esprits)                                           | 31 mai 2010           |
| [Chapitres 73 – 74] – Alors que son secret est révélé et malgré sa culpabilité, Lucy refuse catégoriquement que Loki se laisse mourir. Lorsqu'elle lui montre sa résolution, le Roi des Esprits Célestes apparaît. |                           |                               |                                                                         |                       |

#### ArcTour du Paradis
Résumé : Les amis d’enfance d’Erza font leur apparition et son passé resurgit peu à peu.
| No | Titre français                    | Titre japonais   | Titre japonais                                                | Date de 1re diffusion |
| No | Titre français                    | Kanji            | Rōmaji                                                        | Date de 1re diffusion |
| --- | --------------------------------- | ---------------- | ------------------------------------------------------------- | --------------------- |
| 33 | La Tour du Paradis                | 楽園の塔         | Rakuen no tō (La tour du paradis)                             | 7 juin 2010           |
| [Chapitres 75 – 77] – Erza, Natsu, Lucy, Grey et Happy prennent du bon temps dans un hôtel de luxe. Mais alors que les vacances ne faisaient que commencer, ils se font attaquer par d'anciens amis d'Erza. Erza et Happy se font enlever. |                                   |                  |                                                               |                       |
| 34 | Jellal                            | ジェラール       | Jerāru (Gerald)                                               | 21 juin 2010          |
| [Chapitres 78 – 80] – Il apparaît que Jellal et Erza sont de vieilles connaissances. Natsu, Lucy, Grey et Jubia (elle venait de la Guilde Phantom Lord, amis à présent elle veut absolument faire partie de Fairy Tail) ont bien l'intention d'aller sauver Erza et Happy. Pendant ce temps, le conseil apprend l'existence de la Tour. |                                   |                  |                                                               |                       |
| 35 | L’appel des ténèbres              | 闇の声           | Yami no koe (La voix des ténèbres)                            | 28 juin 2010          |
| [Chapitres 81 – 83] – Erza, lors de son enfance, se battait pour la libération des esclaves alors que Jellal était torturé. C'est alors que l'entité à la source de ses pouvoirs, Zeleph était apparu. |                                   |                  |                                                               |                       |
| 36 | Le jeu du Paradis                 | 楽園ゲーム       | Rakuen gēmu (Le jeu du Paradis)                               | 5 juillet 2010        |
| [Chapitres 84 – 86] – Jellal envoie trois combattants contre l'équipe de Natsu. Le premier s'attaque à Lucy et Jubia, il utilise ses pouvoirs afin de prendre le contrôle de Jubia et la forcer à attaquer son amie. |                                   |                  |                                                               |                       |
| 37 | L’armure du cœur                  | 心の鎧           | Kokoro no yoroi (L’armure du cœur)                            | 12 juillet 2010       |
| [Chapitres 87 – 89] – Grey rejoint Natsu et Simon tandis que Jubia et Lucy font un "unison raid" pour battre leur adversaire. |                                   |                  |                                                               |                       |
| 38 | Destinée                          | 運命             | Desutinī (Destinée)                                           | 19 juillet 2010       |
| [Chapitres 90 – 93] – Erza élimine la garde de Jellal et commence à se battre contre lui. Malheureusement, l'Aetherion fait feu. |                                   |                  |                                                               |                       |
| 39 | Une prière pour la lumière sainte | 聖なる光に祈りを | Seinaru hikari ni inori o (Une prière sous la lumière sainte) | 26 juillet 2010       |
| [Chapitres 93 – 96] – Aetherion est lancée sur la tour du paradis qui se révèle être une lacrima géante. Erza découvre que Jycrain n'est autre qu'une projection de Jellal. Pendant ce temps, le conseil de la magie est plongé dans le chaos. Natsu commence le combat avec Jellal. |                                   |                  |                                                               |                       |
| 40 | La Chute de la reine des fées     | 妖精女王、散る   | Titānia, chiru (Titania, la chute)                            | 2 août 2010           |
| [Chapitres 97 – 100] – Natsu se fait battre par Jellal mais décide de manger Aetherion pour absorber sa puissance. Désormais transformé en chasseur de dragon, il bat Jellal et la tour s'effondre. Erza décide de ne faire qu'un avec la lacrima pour contrôler le pouvoir d'Aetherion et l'empêcher d'exploser. |                                   |                  |                                                               |                       |
| 41 | Home                              | ＨＯＭＥ         | HOME (CHEZ SOI)                                               | 9 août 2010           |
| [Chapitres 100 – 105] – Erza se fait sauver par Natsu. De retour à l'hôtel, elle propose à ses anciens amis de rejoindre Fairy Tail, mais ceux-ci préfèrent partir en voyage autour du monde. Elle décide alors de leur faire une cérémonie d'adieu. Après tout cela, nos héros rentrent à la guilde qui a bien changé. Par ailleurs, en plus de Jubia qui a rejoint officiellement la guilde, Makarof présente une autre recrue : Gajil. Ce dernier a bien du mal à se faire accepter auprès de ses nouveaux camarades (à part Reby qui ne lui en veut plus). Il se fait passer à tabac par Jett et Droy, ainsi que par Luxus, mais ne réplique pas, voulant être intégré. |                                   |                  |                                                               |                       |

#### ArcBataille de Fairy Tail
Résumé : De retour après l’épreuve de la Tour du Paradis, l'équipe a la surprise de retrouver Fairy Tail complètement reconstruite ! Mais d’autres surprises attendent nos héros.
| No | Titre français                        | Titre japonais                 | Titre japonais                                                      | Date de 1re diffusion |
| No | Titre français                        | Kanji                          | Rōmaji                                                              | Date de 1re diffusion |
| --- | ------------------------------------- | ------------------------------ | ------------------------------------------------------------------- | --------------------- |
| 42 | La Bataille de Fairy Tail             | バトル・オブ・フェアリーテイル | Batoru obu Fearī Teiru (Battle of Fairy Tail)                       | 16 août 2010          |
| [Chapitres 106 – 108] – Pendant le concours miss Fairy Tail, Luxus interrompt la fête en transformant les filles participantes en pierre et lance la Battle Fairy. |                                       |                                |                                                                     |                       |
| 43 | Attaque ton ami pour le sauver        | 友の為に友を討て               | Tomo no tame ni tomo o ute (Attaquez vos amis pour sauver vos amis) | 23 août 2010          |
| [Chapitres 109 – 112] – Pendant que la bataille fait rage à Magnolia, l'unité de Raijin se bat contre les membres de Fairy Tail comme Bixrow contre Grey mais Erza et Mistgun entrent dans la bataille. |                                       |                                |                                                                     |                       |
| 44 | Le Palais de la foudre                | 神鳴殿                         | Kaminari den (Le palais du tonnerre)                                | 30 août 2010          |
| [Chapitres 112 – 115] – Erza vient de triompher contre Evergreen donc les miss Fairy Tail sont délivrées du sortilège. Luxus invoque le palais de la foudre, un sort capable de détruire toute la ville. Réby cherche un moyen de défaire les runes pour libérer Natsu et Gajil tandis que Lucy et Loki se battent contre Bixrow. |                                       |                                |                                                                     |                       |
| 45 | L’avènement de Satan                  | サタン降臨                     | Satan kōrin (L’avènement de Satan)                                  | 6 septembre 2010      |
| [Chapitres 115 – 118] – Avec l'aide de Loki, Lucy a réussi à vaincre Bixrow. Réby trouve le moyen de conjurer le sort de Fried. Jubia et Kanna deviennent prisonnières d'une enceinte magique mais Jubia se sacrifie pour ne pas se battre contre Kanna. Fried combat Kanna, puis Elfman. Mirajane décide donc de révéler son pouvoir pour vaincre Fried, le combat fini en match nul mais Mirajane aura littéralement dominé ce combat. |                                       |                                |                                                                     |                       |
| 46 | Catastrophe à la cathédrale de Kardia | 激突！カルディア大聖堂         | Gekitotsu! Karudia daiseidō (Catastrophe ! La cathédrale de Kaldia) | 13 septembre 2010     |
| [Chapitres 119 – 122] – Délivré du sort de Fried, Natsu se met à la recherche de Luxus, Erza fait de même de son côté. C'est alors que Mistgun arrive et décide de combattre Luxus. On découvre alors la véritable identité de Mistgun qui n'est autre que Jellal. Erza décide de détruire les lacrimas du Palais de la Foudre pendant que Natsu se confronte à Luxus.                                                                   |                                       |                                |                                                                     |                       |
| 47 | Triple Dragon                         | トリプル ドラゴン              | Toripuru doragon (Triple Dragon)                                    | 20 septembre 2010     |
| [Chapitres 122 – 125] – Lors du combat de Natsu contre Luxus, Gajil vient aider Natsu. Pendant cet instant, Erza tente d'invoquer le maximum d'armes pour détruire les lacrimas, Erza se fait aider par la guilde entière. Luxus, furieux que les lacrimas soit détruites, lance le sort de son grand-père Makarof, la Loi des fées. |                                       |                                |                                                                     |                       |
| 48 | Fantasia                              | 幻想曲                         | Fantajia (Fantasia)                                                 | 27 septembre 2010     |
| [Chapitres 125 – 129] – Le sort de Luxus n'a eu aucun effet ! Natsu réussit à vaincre Luxus avec l'aide de Gajil. Après ça, Luxus, plus calmé, fut renvoyé de la guilde et l'accepte. Ainsi, la fête nommée Fantasia a pu avoir lieu. |                                       |                                |                                                                     |                       |

### Saison 2
Diffusée entre le 11 octobre 2010 et le 10 septembre 2011 au Japon et entre le 29 septembre 2011 et le 2 février 2013 en France.

#### ArcOracion Seis
Résumé : Les guildes de Fairy Tail, Blue Pegasus, Lamia Scale et Cait Shelter forment une alliance pour détruire la puissante guilde noire des Oracion Seis, qui n'est pourtant composée que de six membres.
| No | Titre français                                 | Titre japonais                   | Titre japonais                                                                                       | Date de 1re diffusion |
| No | Titre français                                 | Kanji                            | Rōmaji                                                                                               | Date de 1re diffusion |
| --- | ---------------------------------------------- | -------------------------------- | --- | --------------------- |
| 49 | Une rencontre marquée par le destin            | 運命の出会いの日                 | Unmei no deai no hi (Le jour de la rencontre fatidique)                                              | 11 octobre 2010       |
| [Chapitre 104 + Omake] – Toute la guilde est sur le qui-vive, car Jason, un journaliste du magazine Sorcerer, va faire un reportage sur Fairy Tail. Kanna et Lucy parlent d'amour et la mage des cartes lui prédit une rencontre qui va changer sa vie. À la bibliothèque, la constellationniste croise la route d'un jeune écrivain qui lui demande de lui faire visiter Magnolia, ce qu'elle refuse au départ, car elle n'a pas le temps. Lors de l'arrivée du journaliste, elle tente d'attirer son attention, mais en vain. Elle retrouve le jeune homme et finit par changer d'avis. Cependant, elle est confrontée à un cruel dilemme : Natsu et Happy lui proposent une mission pour le lendemain (départ prévu le soir même), mais celui qu'elle vient de rencontrer l'a invitée à dîner. Après une longue réflexion, elle accepte la mission du mage de feu et c'est Kanna qui rejoint le jeune écrivain à sa place. |                                                |                                  | |                       |
| 50 | Mission spéciale. Prends garde à l’être aimé ! | 特別依頼。気になる彼に注意せよ！ | Tokubetsu irai. Kini naru kare ni chūi seyo! (Requête spéciale. Prends garde à celui que tu aimes !) | 18 octobre 2010       |
| [Chapitre spécial + filler] – Pour tenter de séduire Grey, Jubia décide d'acheter un philtre d'amour. De son côté, Lucy discute avec Mirajane au sujet de Natsu et la mage démoniaque la persuade que le mage de feu est peut-être amoureux de la constellationniste. Celui-ci s'introduit chez Lucy pour lui dire quelque chose, mais est rapidement mis dehors par cette dernière qui, après son départ, se rend compte que son cœur bat plus vite. Le lendemain, elle s'imagine que Natsu va lui avouer ses sentiments, voire des choses romantiques sur leur relation et le mage de feu lui propose un rendez-vous pour le soir près du parc de la porte Sud de Magnolia. Quant à la mage d'eau, elle essaie son philtre sur le mage de glace, mais les autres membres de la guilde, dont Grey, avalent les bulles dispersées et se comportent bizarrement (Grey défie Happy, Macao défie Wakaba, Makarof un baril de vin, Erza un poteau du bâtiment et Mirajane sa rivale de toujours). Jubia ne s'aperçoit pas que le philtre ne contient que des restes de potions et diverses sustances illicites. Chez elle, Lucy hésite à aller au rendez-vous de Natsu, mais décide quand même de s'y rendre et se fait belle pour l'occasion. Le soir même, elle s'aperçoit que ce dernier n'avait besoin que de l'aide de Virgo pour détérrer un trésor qui, d'après les rumeurs, contient des photos compromettantes des membres de la guilde. Déçue par l'attitude de son coéquipier, elle le gifle violemment et rentre. Quelques jours plus tard, le calme est revenu à la guilde et les mages ont complètement oublié l'état dans lequel ils étaient sous l'effet du faux philtre. Mirajane retente de persuader Lucy que cette fois, c'est Grey qui est amoureux d'elle, mais celle-ci ne veut plus aborder le sujet. Jubia, de son côté, fait avaler le flacon entier à Grey qui défie l'horizon et se rend compte qu'elle s'est faite arnaquer par le vendeur. Le mage de glace se retrouve seul sur l'île de Galuna. |                                                |                                  | |                       |
| 51 | LOVE & LUCKY                                   | ＬＯＶＥ ＆ ＬＵＣＫＹ           | LOVE & LUCKY (AMOUR et CHANCE)                                                                       | 25 octobre 2010       |
| [Chapitres 129 – 130] – Lucy découvre que le rôdeur, qui la suit depuis quelque temps, n'est autre que son père. Ce dernier a perdu l'entreprise familiale, la maison, son argent et a dû vendre tout ce qu'il possédait. Il lui apprend également qu'il va retourner à la guilde LOVE & LUCKY, situé à Akalifa, afin de repartir de zéro. Il demande ensuite à sa fille de lui prêter 100 000 joyaux, mais elle refuse de l'aider. Plus tard, elle apprend qu'un cambriolage se déroule à la guilde où doit se rendre son père. Inquiète, elle se rend sur place et met les voleurs hors d'état de nuire. Ce n'est que plus tard que son père arrive en ville. Ce dernier lui révèle également que c'est dans cette guilde que sa mère et lui se sont connus. À l'époque, lorsque Leila était enceinte, il manquait la lettre K au nom de la guilde, ce qui a poussé les parents à choisir Lucy comme prénom, si l'enfant serait une fille. Inquiets pour Lucy, Natsu, Grey et Erza la rejoignent et font la rencontre de son père. |                                                |                                  | |                       |
| 52 | Équipe de la coalition, parée !                | 連合軍、集結！                   | Rengōgun, shūketsu! (Forces alliés, rassemblement !)                                                 | 1er novembre 2010     |
| [Chapitres 131 – 132] – Pour contrer la guilde noire Oracion Seis, le conseil décide de créer une alliance formée de Blue Pegasus, Lamia Scale, Fairy Tail et Cait Shelter. Les mages de la coalition se rassemblent au château de Blue Pegasus et Ichiya explique le plan à ses alliés. |                                                |                                  | |                       |
| 53 | Oracion Seis entre en scène !                  | 六魔将軍現る！                   | Orashion Seisu arawaru! (Les six généraux magiciens (Oracion Seis) apparaissent !)                   | 8 novembre 2010       |
| [Chapitres 133 – 134] – Le groupe se fait duper, car Angel, une des membres d'Oracion Seis, a utilisé l'esprit Gemini pour découvrir le plan de la coalition en créant un faux Ichiya, ayant assommé ce dernier, ainsi que Jura. Natsu, Grey, Happy, Lucy, Erza et les autres tombent nez-à-nez avec les cinq mages de la guilde clandestine. Le combat à peine engagé, l'alliance est décimée et Wendy se fait enlever par les ennemis. |                                                |                                  | |                       |
| 54 | La Prêtresse Céleste                           | 天空の巫女                       | Tenkū no miko (La prêtresse des cieux)                                                               | 15 novembre 2010      |
| [Chapitres 135 – 136] – Wendy, qui maîtrise la magie des soins, est enlevée par Oracion Seis. Le groupe tente de la ramener pour sauver Erza, empoisonnée par Cobra. |                                                |                                  | |                       |
| 55 | La Fillette et le Fantôme                      | 少女と亡霊                       | Shōjo to bōrei (La petite fille et le fantôme)                                                       | 22 novembre 2010      |
| [Chapitres 137 – 138] – Alors que chaque groupe affronte les hommes de main d'Oracion Seis, Brain ordonne à Wendy de ramener Jellal à la vie. |                                                |                                  | |                       |
| 56 | Le Grand Prix de la mort                       | デッドＧＰ                       | Deddo Guran Puri (Dead Grand Prix)                                                                   | 29 novembre 2010      |
| [Chapitres 139 – 140] – Alors que Natsu sauve Wendy et Happy, Grey qui est rejoint par Leon, est défié par Racer à une course de vitesse. |                                                |                                  | |                       |
| 57 | Les Ténèbres                                   | 闇                               | Yami (Ténèbres)                                                                                      | 6 décembre 2010       |
| [Chapitres 141 – 142] – Wendy parvient à soigner Erza. Mais le Nirvana, la magie d'inversion qui change la lumière en ténèbres, est déclenchée. |                                                |                                  | |                       |
| 58 | Duel d’esprits                                 | 星霊合戦                         | Seirei gassen (Combat d’esprits)                                                                     | 13 décembre 2010      |
| [Chapitres 143 – 144] – Alors qu'ils se dirigent vers le Nirvana pour l’arrêter, Lucy, Natsu et Hibiki sont confrontés à Angel, une autre utilisatrice des esprits célestes. |                                                |                                  | |                       |
| 59 | L’ancien Jellal                                | 追憶のジェラール                 | Tsuioku no Jerāru (Le Jellal de mes souvenirs)                                                       | 20 décembre 2010      |
| [Chapitres 145 – 146] – Tandis que les premiers effets de la magie du Nirvana se font ressentir, Jellal fait une fois de plus face à Erza. |                                                |                                  | |                       |
| 60 | La marche de la destruction                    | 破滅の行進                       | Hametsu no kōshin (La marche de la destruction)                                                      | 27 décembre 2010      |
| [Chapitres 147 – 148] – Le Nirvana se révèle être une ville mobile sous le contrôle de Brain. Chaque groupe essaie de se rendre à son sommet pour l'y déloger alors qu'il prévoit d'en utiliser le pouvoir. |                                                |                                  | |                       |
| 61 | Un combat aérien : Natsu contre Cobra !        | 超空中戦！ ナツｖｓ．コブラ      | Chō kūchū-sen! Natsu vs. Kobura (Grand combat aérien ! Natsu contre Cobra)                           | 10 janvier 2011       |
| [Chapitres 149 – 150] – Alors qu'ils veulent abattre Brain, Natsu et Happy font face à Cobra et sont obligés de le combattre. |                                                |                                  | |                       |
| 62 | Jura, le mage sacré                            | 聖十のジュラ                     | Seiten no Jura (Jura, le mage sacré)                                                                 | 17 janvier 2011       |
| [Chapitres 151 – 152] – Fasciné par sa victoire contre Cobra, Brain enlève Natsu pour faire de lui un nouveau membre d'Oracion Seis. Déterminé à connaître le but de Brain, Jura le défie peu après les avoir retrouvés. |                                                |                                  | |                       |
| 63 | Tes paroles plus que tout                      | 君の言葉こそ                     | Kimi no kotoba koso (Ce sont tes paroles)                                                            | 24 janvier 2011       |
| [Chapitres 153 – 154] – Tandis que le groupe cherche à arrêter le Nirvana, Erza et Jellal sont confrontés à Midnight. |                                                |                                  | |                       |
| 64 | Zéro                                           | ゼロ                             | Zero (Zero)                                                                                          | 31 janvier 2011       |
| [Chapitres 155 – 156] – Erza termine son combat contre Midnight, ce qui réveille la seconde personnalité de Brain : Zéro, le maître de la guilde Oracion Seis. |                                                |                                  | |                       |
| 65 | De la part de Pégase                           | 天馬から妖精たちへ               | Tenma kara yōsei-tachi e (De Pégase aux fées)                                                        | 7 février 2011        |
| [Chapitres 157 – 158] – Alors que le Nirvana s’apprête à détruire la guilde Cait Shelter, le cheval volant de Blue Pegasus, Christina refait son apparition. Sous les indications d'Hibiki, les personnes restantes s'organisent pour arrêter le Nirvana. |                                                |                                  | |                       |
| 66 | La force des sentiments                        | 想いの力                         | Omoi no chikara (Le pouvoir des sentiments)                                                          | 14 février 2011       |
| [Chapitres 159 – 160] – Natsu choisit délibérément le lacrima où se trouve Zéro pour l'affronter, mais fait en plus face à Jellal, qui semble avoir retrouvé la mémoire. |                                                |                                  | |                       |
| 67 | Je suis avec toi                               | 私がついている                   | Watashi ga tsuiteru (Je suis avec toi)                                                               | 21 février 2011       |
| [Chapitres 161 – 162] – Natsu continue son combat contre Zéro et, grâce à la flamme de Jellal, libère entièrement son pouvoir de chasseur de dragon. Chacun se prépare devant les six lacrimas jusqu'au moment fatidique. |                                                |                                  | |                       |
| 68 | Une guilde fondée pour une personne            | たった一人の為のギルド           | Tatta hitori no tame no girudo (Une guilde fondée pour une personne)                                 | 28 février 2011       |
| [Chapitres 163 – 164] – Jellal fait ses adieux et est remis aux mains du conseil. Nos héros se rendent à Cait Shelter où le maître de guilde, Lawbawl, leur dévoile la vérité sur les origines de sa guilde. En réalité, cette guilde et ces membres n'ont jamais existé. Ils ont été créés par l'esprit du dernier Nirveat qui voulait se racheter pour avoir créé le Nirvana et, par la même occasion, pour que Wendy puisse se retrouver entourée de compagnons. |                                                |                                  | |                       |

#### ArcDaphné
Résumé : Daphné veut capturer Natsu pour créer un dragon artificiel. Grey décide de s’associer avec elle pour l’aider et par la même occasion, régler ses différends avec Natsu. Ainsi, il trahit Fairy Tail.
| No | Titre français                      | Titre japonais           | Titre japonais                                                   | Date de 1re diffusion |
| No | Titre français                      | Kanji                    | Rōmaji                                                           | Date de 1re diffusion |
| --- | ----------------------------------- | ------------------------ | ---------------------------------------------------------------- | --------------------- |
| 69 | L’Appel du dragon                   | 竜の誘い                 | Ryū no izanai (L’appel du dragon)                                | 7 mars 2011           |
| [Chapitre 165 + filler] – Wendy passe joyeusement sa première semaine à Fairy Tail et cherche à faire équipe pour son premier travail. Pendant ce temps, Grey annonce à Natsu qu'une personne nommée Daphné a vu récemment un dragon qui pourrait être Ignir.   |                                     |                          |                                                                  |                       |
| 70 | Natsu contre Grey !                 | ナツｖｓ.グレイ!!        | Natsu vs. Gurei!! (Natsu vs. Grey !!)                            | 14 mars 2011          |
| [Chapitre filler] – L'auberge indiquée par Grey se révèle être un piège. Natsu combat Grey tandis qu'Erza est inquiétée par un étrange adversaire. |                                     |                          |                                                                  |                       |
| 71 | L’amitié est plus forte que la mort | 友は屍を越えて           | Tomo wa shikabane wo koete (L’amitié est plus forte que la mort) | 21 mars 2011          |
| [Chapitre filler] – Daphné utilise les pouvoirs de Natsu afin de pouvoir utiliser son dragonoid. Celui-ci se dirige vers Magnolia qui est évacuée. Erza tente de l'arrêter et de sauver Natsu alors que Wakaba et Macao s'occupent de ramener Grey à la guilde. |                                     |                          |                                                                  |                       |
| 72 | Les mages de Fairy Tail             | フェアリーテイルの魔導士 | Fearī Teiru no madōshi (Les mages de Fairy Tail)                 | 28 mars 2011          |
| [Chapitre filler] – Makarof ordonne à la guilde de combattre le dragonoid sans se soucier de Natsu, qui donne son accord. Erza et Grey décident de s'occuper du sauvetage de Natsu.                                                                             |                                     |                          |                                                                  |                       |

#### ArcEdolas
Résumé : La ville de Magnolia disparaît avec tous ses habitants sauf Natsu, Wendy, Gajil, Lucy, Happy et Carla. Ils découvrent qu’elle se trouve dans un autre monde : Edolas.
| No | Titre français                               | Titre japonais             | Titre japonais                                                         | Date de 1re diffusion |
| No | Titre français                               | Kanji                      | Rōmaji                                                                 | Date de 1re diffusion |
| --- | -------------------------------------------- | -------------------------- | ---------------------------------------------------------------------- | --------------------- |
| 73 | Les cerisiers arc-en-ciel                    | 虹の桜                     | Niji no sakura (Les cerisiers arc-en-ciel)                             | 2 avril 2011          |
| [Chapitre spécial + omake] – La guilde se prépare à fêter l'hanami ou la floraison des cerisiers. Natsu, Lucy, Grey, Erza, Happy, Wendy et Carla se rendent au mont Hakobé pour cueillir une herbe médicinale qui possède la capacité d'augmenter la puissance magique d'un mage. Le lendemain, toute la guilde se rend à la floraison. Malheureusement, Lucy ne peut participer à la fête, car elle a attrapé un rhume à cause de l'avalanche qui lui est tombée dessus la veille. Préoccupé par l'état de sa camarade durant le Bingo et l'événement, Natsu arrache un des cerisiers de Magnolia afin que Lucy puisse, elle aussi, en profiter. |                                              |                            |                                                                        |                       |
| 74 | Première grande mission pour Wendy           | ウェンディ、初めての大仕事 | Wendi, hajimete no ōshigoto (Wendy, première grande mission)           | 9 avril 2011          |
| [Chapitre filler] – Wendy doit réussir sa première mission en dehors de Magnolia, accompagnée de Fried et Happy mais le reste de la guilde est inquiet. |                                              |                            |                                                                        |                       |
| 75 | Les vingt-quatre heures à pied de Fairy Tail | ２４時間耐久ロードレース   | 24 jikantaikyū rōdoresu (Les vingt-quatre heures à pied de Fairy Tail) | 16 avril 2011         |
| [Chapitre filler] – La grande course d'endurance de 24 heures va commencer. Chaque participant fait son maximum pour arriver premier et éviter la terrible punition que Makarof réserve au perdant. |                                              |                            |                                                                        |                       |
| 76 | Gildarts                                     | ギルダーツ                 | Girudātsu (Gildarts)                                                   | 23 avril 2011         |
| [Chapitre 166 + filler] – Après trois ans d'absence, le mage le plus fort de Fairy Tail, Gildarts Clive, refait son apparition. |                                              |                            |                                                                        |                       |
| 77 | Earthland                                    | アースランド               | Āsu rando (Earth Land)                                                 | 30 avril 2011         |
| [Chapitres 167 – 168] – Alors qu'une pluie étrange s'abat sur Magnolia, Mistgun retrouve Wendy et l'informe d'un danger imminent. |                                              |                            |                                                                        |                       |
| 78 | Edolas                                       | エドラス                   | Edorasu (Edolas)                                                       | 7 mai 2011            |
| [Chapitre 169] – Fairy Tail et Magnolia ont entièrement disparu. Seuls Wendy, Natsu, Happy et Carla sont restés, celle-ci leur expliquant la situation : la guilde a été envoyée dans un monde parallèle, Edolas, qui manque de ressources magiques. Tous les quatre s'y rendent immédiatement. |                                              |                            |                                                                        |                       |
| 79 | La chasse aux fées                           | 妖精狩り                   | Yōsei gari (La chasse aux fées)                                        | 14 mai 2011           |
| [Chapitre 170] – Après leur arrivée à Edolas, le petit groupe ne tarde pas à retrouver la guilde Fairy Tail qui semble avoir légèrement changé. |                                              |                            |                                                                        |                       |
| 80 | Les clés de l’espérance                      | 希望の鍵                   | Kibō no kagi (Les clés de l'espérance)                                 | 21 mai 2011           |
| [Chapitres 171 – 172] – Après avoir échappé à la Erza d'Edolas, Natsu et Wendy se dirigent vers la Cité Royale où ils espèrent pouvoir retrouver leur guilde. |                                              |                            |                                                                        |                       |
| 81 | Fireball                                     | ファイアボール             | Faiabōru (Fireball)                                                    | 28 mai 2011           |
| [Chapitres 173 – 174] – Natsu et Wendy sont désormais accompagnés des 2 Lucy, celle d'Edolas et celle d'Earth land qui parvient quand même à utiliser sa magie (grâce à une pilule donnée par Mistgun). Ils doivent maintenant s'organiser pour échapper à la garde. |                                              |                            |                                                                        |                       |
| 82 | Soyez les bienvenus                          | おかえりなさいませ         | Okaerinasaimase (Soyez les bienvenus)                                  | 4 juin 2011           |
| [Chapitres 174 – 175] – Pendant qu'ils visitent la Cité Royale, le groupe tombe sur le lacrima géant qui renferme toute la magie volée à Earth land. Ils décident de s'introduire dans le château pour trouver le moyen de retransformer la lacrima et sauver tout le monde. Malheureusement, à la suite des mauvaises informations envoyées à Carla, Natsu, Lucy et Wendy se font capturer par l'armée royale dirigée par Erza Knightwalker, qui félicite Happy et Carla d'avoir accompli leur mission. |                                              |                            |                                                                        |                       |
| 83 | Extalia                                      | エクスタリア               | Ekusutaria (Extalia)                                                   | 11 juin 2011          |
| [Chapitre 176] – Alors que Natsu, Lucy et Wendy sont emprisonnés, Carla et Happy découvrent une ville peuplée uniquement de chats parlants : Extalia. Pendant ce temps, Gajil prévoit d'attaquer la garde qui surveille la lacrima. Les deux Exceeds apprennent qu'ils ont été envoyés à Earthland pour assassiner Wendy et Natsu, les chasseurs de dragons. Mais leur mission a été modifiée à la toute dernière minute. |                                              |                            |                                                                        |                       |
| 84 | Envole-toi vers tes amis !                   | 飛べ！ 友のもとに！        | Tobe! Tomo no moto ni! (Envole-toi vers tes amis !)                    | 18 juin 2011          |
| [Chapitre 177] – Happy et Carla, en apprenant qu'ils se sont fait manipuler, s'enfuient du palais et sont recueillis par un couple de fermiers (qui sembleraient être les parents d'Happy). |                                              |                            |                                                                        |                       |
| 85 | Code DTE                                     | コードＥＴＤ               | Kōdo ETD (Code ETD)                                                    | 25 juin 2011          |
| [Chapitres 178 – 179] – Alors que Erza Knightwalker s’apprête à tuer Lucy, Happy et Carla la sauvent de justesse mais sont poursuivis par tout le palais. Ils doivent ensuite délivrer Natsu et Wendy qui sont toujours prisonniers. Le roi Faust ordonne le déclenchement du code DTE : la destruction totale des Exceeds (Exceed Total Destruction). |                                              |                            |                                                                        |                       |
| 86 | Erza contre Erza                             | エルザ vs. エルザ          | Eruza vs. Eruza (Erza contre Erza)                                     | 2 juillet 2011        |
| [Chapitres 180 – 181] – Grâce à Gajil, Erza et Grey arrivent juste à temps pour sauver Lucy. Erza reste pour combattre son alter-égo, tandis que les autres vont chercher Natsu et Wendy qui ont été vidés de leur force magique par Byro. |                                              |                            |                                                                        |                       |
| 87 | Ce sont des vies !!!!                        | 命だろーが！！！           | Inochi darō ka!!! (Ce sont des vies !!!)                               | 9 juillet 2011        |
| [Chapitres 182 – 183] – Alors qu'ils cherchent le roi, Natsu, Lucy et Grey sont bloqués dans un parc d'attractions où Sugarboy et Hugues, deux des capitaines de la garde, les affrontent. Gajil, guidé par Happy, doit affronter Panther Lily qui l'empêche d'approcher la lacrima géante. |                                              |                            |                                                                        |                       |
| 88 | Pour la fierté du fleuve étoilé              | 星の大河は誇りの為に       | Hoshi no taiga wa hokori no tame ni (Pour la fierté du fleuve étoilé)  | 16 juillet 2011       |
| [Chapitres 184 – 185] – Byro, qui poursuivait Coco après qu'elle eut volé la clé du roi, se bat contre Lucy à cause d'un malentendu. Il s'ensuit un combat entre Grey et Sugarboy, au sujet de cette fameuse clé qui pourrait bien sauver tous leurs compagnons. |                                              |                            |                                                                        |                       |
| 89 | Le Harpon du dragon de l’apocalypse          | 終焉の竜鎖砲               | Shūen no ryūsahō (Le Harpon du dragon de l’apocalypse)                 | 23 juillet 2011       |
| [Chapitres 186 – 187] – Alors que Grey, rejoint par Natsu, réussit à s'emparer de la clé, ils sont tous deux pris en otage par Erza Knightwalker, qui n'était autre que la Erza d'Earthland qui les oblige à s'en servir pour libérer leurs amis. Pendant ce temps, Carla et Wendy tentent de convaincre les Exceeds de la dangerosité du plan des humains. |                                              |                            |                                                                        |                       |
| 90 | Le Garçon de cette époque                    | あの時の少年               | Ano toki no shōnen (Le Garçon de cette époque)                         | 30 juillet 2011       |
| [Chapitres 188 – 189] – Le canon de la chaîne du dragon est finalement raccroché au lacrima. Alors qu'il prend de la vitesse, le petit groupe tente à tout prix de le stopper. Chez les Exceeds, la reine Chagotte fait une révélation troublante. Enfin, Mistgun refait son apparition. Les Exceeds, raisonnés, viennent en aide aux mages de Fairy Tail pour stopper la lacrima. |                                              |                            |                                                                        |                       |
| 91 | Les Sens du Dragon                           | ＤＲＡＧＯＮ ＳＥＮＳＥ    | DRAGON SENSE (LE SENS DU DRAGON)                                       | 6 août 2011           |
| [Chapitres 190 – 191] – Extalia est sauvée, mais l'armée royale, dirigée par Erza Knightwalker, attaque. Panther Lily a été blessé par l'attaque d'Erza. Le roi ne tarde pas à révéler son arme secrète : le Dorma Anim, un dragon mécanisé extrêmement puissant. Pour l'affronter, Natsu, Wendy & Gajil, les trois chasseurs de dragon, font équipe. |                                              |                            |                                                                        |                       |
| 92 | Pour les vivants                             | 生きる者たちよ             | Ikiru mono-tachi yo (Pour les vivants)                                 | 13 août 2011          |
| [Chapitres 192 – 193] – La bataille fait rage et le roi, dans son dragon géant mécanique, se bat contre les mages de Fairy Tail qui veulent à tout prix sauver leurs amis. Les deux Erza se font face dans les ruines d'Extalia, pendant que les mages de l'Edo-Fairy Tail choisissent leur camp. |                                              |                            |                                                                        |                       |
| 93 | Je suis là, devant toi !                     | オレはここに立っている     | Ore wa koko ni tatteiru (Je suis ici)                                  | 20 août 2011          |
| [Chapitres 194 – 196] – Natsu, Wendy et Gajil viennent finalement à bout du roi et du Droma Anim. Pendant ce temps, Mistgun inverse l'Anima et la magie commence à quitter le monde d'Edolas, ce qui provoque la panique. Pour s'assurer de la stabilité de son monde, il ordonne à Panther Lily de devenir le héros du peuple et de le tuer. |                                              |                            |                                                                        |                       |
| 94 | Bye bye Edolas                               | バイバイ エドラス          | Baibai Edorasu (Bye Bye Edolas)                                        | 27 août 2011          |
| [Chapitres 196 – 197] – Mistgun, qui s’apprêtait à se sacrifier pour ramener le calme dans la cité, est perturbé par Natsu qui inverse ses plans et prend le rôle du méchant sir Dragnir venu détruire Edolas. La magie disparaît complètement, emportant avec elle les Exceeds et les mages d'Earthland, ramenés dans leur monde d'origine. |                                              |                            |                                                                        |                       |
| 95 | Lisanna                                      | リサーナ                   | Risāna (Lisana)                                                        | 3 septembre 2011      |
| [Chapitres 198 – 199] – Natsu et ses amis sont tous revenus à Earthland, où ils retrouvent les Exceeds qui décident de vivre ici, vu qu'Extalia a été détruite. Panther Lily a capturé Lisanna, la considérant suspecte. Les retrouvailles avec Natsu et les autres sont chaleureux. Elle explique à tout le monde qu'il y a 2 ans, elle n'était pas morte. Après avoir été attaquée accidentellement par Elfman, elle a été aspirée par l'Anima et envoyée dans le monde d'Edolas. Elle s'est familiarisée avec la guilde clandstine de Fairy Tail, mais lors de la disparition de la magie, la Mirajane et le Elfman d'Edolas ont su, dès le départ, que Lisanna était bien leur soeur, mais pas celle d'Edolas. Cette dernière court retrouver Mirajane et Elfman, et leurs retrouvailles sont émouvantes. |                                              |                            |                                                                        |                       |
| 96 | Celui qui anéantit la vie                    | 生命を消す者               | Inochi o kesu mono (Ce qui anéantit la vie (la vie))                   | 10 septembre 2011     |
| [Chapitre 200] – À Edolas, malgré la disparition de la magie, la vie a repris son cours. Mistgun, devenu le nouveau roi, condamne Erza, Sugarboy, Hughes & Byro à la reconstruction de la cité. Faust, de son côté, est banni d'Edolas à tout jamais. Natsu et les autres sont enfin rentrés à Earthland et font un topo de leurs aventures à Edolas aux autres membres de Fairy Tail. Le nouveau conseil magique prend des décisions à l'encontre de Fairy Tail. Entre-temps, aux abords d'une forêt, un homme qui retire la vie de toute chose veut rencontrer Natsu. |                                              |                            |                                                                        |                       |

### Saison 3
Diffusée entre le 17 septembre 2011 et le 29 septembre 2012 au Japon et entre le 3 février 2013 et le 14 juin 2013 en France.

#### ArcÎle Tenrô
Résumé : Les mages de Fairy Tail se rendent sur la terre sacrée de leur guilde pour passer l'examen des mages de rang S mais ils sont vite interrompus par une guilde noire appelée Grimoire Heart.
| No | Titre français                     | Titre japonais      | Titre japonais                                              | Date de 1re diffusion |
| No | Titre français                     | Kanji               | Rōmaji                                                      | Date de 1re diffusion |
| --- | ---------------------------------- | ------------------- | ----------------------------------------------------------- | --------------------- |
| 97 | Les meilleurs partenaires          | ベストパートナー    | Besuto pātonā (Best Partner)                                | 17 septembre 2011     |
| [Chapitres 201 – 202] – Makarof, Erza, Mirajane et Gildarts annoncent à toute la guilde que l'examen des mages de rang S va commencer. Huit personnes sont choisies : Natsu, Grey, Jubia, Kanna, Elfman, Fried, Réby et Mest, chacun choisi un partenaire pour l'accompagner. |                                    |                     |                                                             |                       |
| 98 | Qui a de la chance ?               | 運がいいのは誰？    | Un ga ii no wa dare? (Qui a de la chance ?)                 | 24 septembre 2011     |
| [Chapitres 203 – 204] – Les huit participants à l'examen des mages de rang S sont en route pour l'île Tenrô. Le coup d'envoi est donné et les uns après les autres partent sur l'île. Pas de chance pour Lucy et Kanna, elles tombent sur Fried et Bixrow, quant à Natsu et Happy, ils tombent sur le plus puissant de la guilde, Gildarts. |                                    |                     |                                                             |                       |
| 99 | Natsu contre Gildarts              | ナツ vs. ギルダーツ | Natsu vs. Girudātsu (Natsu contre Gildarts)                 | 1er octobre 2011      |
| [Chapitres 205 – 206] – Lisanna et Jubia affrontent Erza, de l'autre côté, Elfman et Evergreen affrontent Mirajane. Natsu se bat contre Gildarts, un combat exceptionnel est en train de se dérouler sur l'île Tenrô. |                                    |                     |                                                             |                       |
| 100 | Mest                               | メスト              | Mesuto (Mest)                                               | 8 octobre 2011        |
| [Chapitres 207 – 208] – Mest et Wendy ont échoué contre Grey et Loki. Ceux-ci rejoignent Réby, Kanna et Natsu accompagnés de leurs partenaires. Jubia et Lisanna ont été vaincues par Erza et contre toute attente, Mirajane a été battue par Elfman et Evergreen. Lily et Carla se demandent qui est vraiment Mest. |                                    |                     |                                                             |                       |
| 101 | Le mage noir                       | 黒魔導士            | Kuro madō-shi (Le mage noir)                                | 15 octobre 2011       |
| [Chapitres 209 – 210] – Natsu, Happy, Elfman et Evergreen font la rencontre d'une personne qui n'est autre que Zeleph, le mage noir. Pendant ce temps, la fameuse guilde Grimoire Heart est en route pour l'île Tenrô. Réby se dispute avec Gajil et fuit, elle est soudain attaquée par deux membres de la guilde Grimoire Heart mais elle peut compter sur Gajil. |                                    |                     |                                                             |                       |
| 102 | L’âme d’acier                      | 鉄の魂              | Tetsu no tamashii (Âme de fer)                              | 22 octobre 2011       |
| [Chapitres 211 – 213] – Gajil et Réby engagent le combat contre Kawazu et Yomazu. Grâce à Réby, ils tiennent tête aux deux ennemis, malheureusement Gajil tombe à terre et Réby n'est plus d'une grande utilité. Elle part prévenir ses compagnons de la situation. Gajil, muni d'une volonté à toute épreuve, décide de montrer aux deux mages de Grimoire Heart la puissance de Fairy Tail. |                                    |                     |                                                             |                       |
| 103 | Makarof à l’assaut                 | 進撃のマカロフ      | Shingeki no Makarofu (La charge de Makarof)                 | 29 octobre 2011       |
| [Chapitres 213 – 215] – Lily et Carla qui ont découvert l'identité de Mest rejoignent celui-ci ainsi que Wendy mais ils sont soudain attaqués par Azuma, un membre de Grimoire Heart qui a détruit la flotte du conseil. Les forces principales de Grimoire Heart débarquent sur l'île Tenrô en renfort et croisent malencontreusement la route de Makarof. |                                    |                     |                                                             |                       |
| 104 | Magie perdue                       | 失われた魔法        | Rosuto Majikku (Lost Magic)                                 | 5 novembre 2011       |
| [Chapitres 216 – 217] – Makarof poursuit son combat contre Hadès mais la puissance du maître de Grimoire Heart est trop grande. Toutes les équipes de Fairy Tail n'ont aucun mal à repousser les sbires de la guilde noire mais voilà que chacune vont devoir affronter un membre des sept chevaliers du purgatoire. La bataille ultime de Fairy Tail est sur le point de commencer. |                                    |                     |                                                             |                       |
| 105 | Dragon de feu contre Dieu du feu   | 火竜vs.炎神         | Karyū vs. Enjin (Dragon de feu contre dieu des flammes)     | 12 novembre 2011      |
| [Chapitres 218 – 219] – Natsu termine son combat contre Thuncrow par une défaite et se retrouve propulsé à côté de Makarof allongé au sol. Mais voilà qu'ils sont de nouveau rejoint par Thuncrow et un nouveau face à face débute entre lui et Natsu. |                                    |                     |                                                             |                       |
| 106 | Le monde de la grande magie        | 大魔法世界          | Dai mahō sekai (Le monde de la grande magie)                | 19 novembre 2011      |
| [Chapitres 220 – 221] – Mirajane devient sérieuse et utilise son Take Over face à Azuma pour délivrer Lisanna mais la puissance magique d'Azuma s'avère trop grande et les deux sœurs échouent. Ever Green et Elfman ne sont eux aussi pas de taille face à Rustyrose. Pendant que les sept chevaliers du purgatoire expliquent leur but, Ultia met la main sur le légendaire mage noir, Zeleph. |                                    |                     |                                                             |                       |
| 107 | L’arc de la matérialisation        | 具現のアーク        | Gugen no āku (L’arc de la matérialisation)                  | 26 novembre 2011      |
| [Chapitres 222 – 223] – Grâce à sa magie perdue, Rustyrose vient à bout de Evergreen et Elfman. Mest, alias « Dranbalt », rejoint Laharl, un autre commandant du nouveau conseil magique. Natsu se réveille enfin, Quant à Loki, il entame son combat contre Capri et demande à Grey, Kanna et Lucy de trouver les autres chevaliers. Mais à peine enfuie, Capri découvre déjà l'identité de Lucy. |                                    |                     |                                                             |                       |
| 108 | La porte des humains               | 人間の扉            | Ningen no tobira (La porte des humains)                     | 3 décembre 2011       |
| [Chapitres 224 - 225] – Loki poursuit son combat contre Capri. Natsu qui croyait aller vers Zelty se dirige en fait vers Ultia. Erza et Jubia entament le combat contre Meldy, une des sept chevaliers du purgatoire. Capri et Loki rejoignent leur maîtresse. Lucy s'est séparée de Grey avec Kanna mais en chemin, elle se fait trahir par Kanna et est retrouvée par Kain Hikaru de Grimoire Heart. |                                    |                     |                                                             |                       |
| 109 | Lucy Fire                          | ルーシィファイア    | Rūshī Faia (Lucy Fire)                                      | 10 décembre 2011      |
| [Chapitres 226 – 227] – Kain passe à l'attaque contre Lucy et elle se voit contrainte de fuir mais elle s'entrave. Kain qui charge, se prend un coup par Natsu qui était normalement destiné pour Ultia. Lucy se retrouve en compagnie de Natsu et Happy, ils décident donc de reformer leur équipe le temps d'un moment. |                                    |                     |                                                             |                       |
| 110 | L’impasse du désespoir             | 絶望の袋小路        | Zetsubō no fukurokōji (L’impasse du désespoir)              | 17 décembre 2011      |
| [Chapitres 228 – 229] – Natsu réussi à sortir des roches. Kanna qui est passée par la route E, se dirige vers la tombe du maître Mavis. Grey se voit lui espionner Ultia et Zeleph. Après avoir entendu parler de Grey dans son combat contre Meldy, Jubia libère son vrai pouvoir : la force des sentiments éprouvés pour un être cher. |                                    |                     |                                                             |                       |
| 111 | Les larmes d’amour et de vie       | 愛と活力の涙        | Ai to katsuryoku no namida (Des larmes d’amour et de vie)   | 24 décembre 2011      |
| [Chapitres 230 – 231] – Jubia et Meldy terminent leur combat en versant toutes deux des larmes. Grey est repéré par Ultia qui est en réalité la fille de Oul. Natsu accompagné de Lucy, Wendy, Happy et Carla retournent au camp de la guilde. Erza croise la route d'Azuma. En chemin, Natsu et son équipe tombent sur Bluenote Stinger. |                                    |                     |                                                             |                       |
| 112 | Ce que je n’ai pas pu lui dire     | 言えなかった一言    | Ienakatta hitokoto (Ce que je n’ai pas pu lui dire)         | 7 janvier 2012        |
| [Chapitres 232 – 233] – Natsu et les autres ne peuvent rien contre la gravité de Bluenote. Kanna qui est aux pieds de la tombe du maître Mavis se remémore son passé, la carte "help" de Lucy lui donne confiance. Elle se voit alors octroyer une magie de Fairy Tail mais cette magie ne suffit pas à battre l'ennemi, voilà qu'un renfort de taille arrive. |                                    |                     |                                                             |                       |
| 113 | L’arbre de Tenrô                   | 天狼樹              | Tenrō-ju (L’arbre Tenrô)                                    | 14 janvier 2012       |
| [Chapitres 234 – 235] – Gildarts tient tête à Bluenote tandis que Natsu et les autres s'en vont vers le camp, Fried et Bixrow s'opposent à Rustyrose. Erza entame son combat contre Azuma mais les membres de Grimoire Heart reprennent le dessus et Azuma prend le contrôle de l'arbre de l'île Tenrô, tout repose sur Erza. |                                    |                     |                                                             |                       |
| 114 | Erza contre Azuma                  | エルザ vs. アズマ   | Eruza vs. Azuma (Erza contre Azuma)                         | 21 janvier 2012       |
| [Chapitres 236 – 237] – Le pouvoir des membres de Fairy Tail est drainé. Erza, bien décidée à sauver sa guilde ainsi que l'île Tenrô, se bat sérieusement contre Azuma. Tous deux enchaînent des sorts de magie incroyables, Erza est touchée par l'ultime technique d'Azuma mais les liens d'amitié entre elle et ses amis la sauve. |                                    |                     |                                                             |                       |
| 115 | Fureur glaçante                    | 凍える闘志          | Kogoeru tōshi (Fureur glaçante)                             | 28 janvier 2012       |
| [Chapitres 238 – 239] – Erza a vaincu Azuma et le pouvoir des membres de Fairy Tail revient. Bixrow et Fried viennent à bout de Rustyrose, Gildarts vient lui aussi à bout de Bluenote. Natsu et les autres arrivent au campement et retrouvent leurs amis tandis que Grey se voit affronter Ultia. |                                    |                     |                                                             |                       |
| 116 | Le pouvoir de la vie               | 生なる力            | Seinaru chikara (Le pouvoir de la vie)                      | 4 février 2012        |
| [Chapitres 240 – 241] – Grey et Ultia s'affrontent. Ultia se remémore l'époque où elle était encore petite et réalise plus tard que sa mère, Oul, ne l'avait pas abandonnée. Grey gagne alors contre Ultia et se dirige vers Hadès. |                                    |                     |                                                             |                       |
| 117 | Le grondement du tonnerre          | 雷鳴響く            | Raimei hibiku (Le grondement de tonnerre)                   | 11 février 2012       |
| [Chapitres 242 – 244] – Natsu, Lucy, Wendy et les exceeds partent au combat contre Hadès, Grey et Erza les rejoignent. Autre part, Jubia et Meldy sont stoppées par Thuncrow mais Zeleph se réveille et l'abat. L'équipe de Fairy Tail enchaîne les attaques contre Hadès mais ça n'a aucun effet. En mauvaise posture, l'équipe de Fairy Tail est secourue par quelqu'un d'inattendu. |                                    |                     |                                                             |                       |
| 118 | L’homme sans symbole               | 紋章を刻まぬ男      | Monshō o kizamanu otoko (L'homme sans symbole)              | 18 février 2012       |
| [Chapitre 245 + filler] – Kawazu, Yomazu et Kain refont surface et lancent un assaut sur le campement de Fairy Tail. Luxus qui a fait son arrivée sur le champ de bataille mène une lutte acharnée contre maître Hades. Sur le point de perdre, il confie ses espoirs à Natsu et lui offre un cadeau. |                                    |                     |                                                             |                       |
| 119 | Les plus profondes abysses         | 深淵の領域          | Shin'en no ryōiki (Les plus profondes abysses)              | 25 février 2012       |
| [Chapitres 246 – 247 + filler] – Les troupes du conseil magique s'en vont. Fried, Elfman et Bixrow achèvent leur combat contre Kawazu et Yomazu. Natsu réussi à tenir tête à Hadès grâce à un nouveau pouvoir. Le désespoir prend place face au maître de Grimoire Heart qui vient tout juste de s'éveiller mais Natsu peut compter sur ses amis. |                                    |                     |                                                             |                       |
| 120 | Le jour se lève sur l'île de Tenrô | 暁の天狼島          | Akatsuki no Tenrō-jima (Le jour se lève sur l'île de Tenrô) | 3 mars 2012           |
| [Chapitres 248 – 249] – Fairy Tail achève son combat contre Hadès grâce à l'aide d'Ultia qui remet en place l'arbre de l'île de Tenrô. La guilde de Grimoire Heart est vaincu et bat en retraite avec Zeleph à son bord. |                                    |                     |                                                             |                       |
| 121 | Le droit d’aimer                   | 愛する資格          | Ai suru shikaku (Le droit d’aimer)                          | 10 mars 2012          |
| [Chapitres 250 – 251] – De retour au campement, les membres de Fairy Tail apprennent que Makarof a décidé, à la suite de l'attaque Grimoire Heart, d'interrompre l'examen de rang S jusqu'à nouvel ordre. De leurs côtés, les membres de la guilde ennemie se font éliminer par Zeleph. Ultia finit par révéler la vérité à Melby au sujet du meurtre de ses parents et de ses amis. Alors qu'elle tente de se suicider, la jeune fille la sauve et lui pardonne. Kanna, de son côté, prend la décision de tout dévoiler à Gildarts qui apprend la pêche à Natsu. Seuls, elle révèle au premier qu'elle est sa fille, puis ce dernier est sous le choc et se rend compte que Kanna est la fille de Cornelia Alperona, la seule femme qu'il ait aimé toute sa vie, mais ignorait qu'elle avait eu une enfant. Tout semble être rentré dans l'ordre, que ce soit de façon triste ou joyeuse, mais personne ne se doute encore de ce qui est sur le point d'arriver. |                                    |                     |                                                             |                       |
| 122 | Donnons-nous la main               | 手をつなごう        | Te o tsunagō (Donnons-nous la main)                         | 17 mars 2012          |
| [Chapitres 252 – 253] – Le 16 décembre X-784 restera une date gravée à jamais dans la mémoire de la guilde Fairy Tail. Alors que Natsu et ses compagnons profitent d'un repos amplement mérité après la dure bataille face à Grimoire Heart, Acnologia, le dragon noir de l'apocalypse, attaque l'île de Tenrô. Pour protéger ses mages, Makarof tente vainement de l'arrêter. Natsu, refusant de l'abandonner, vient lui prêter main-forte, aidé par les autres membres de la guilde, y compris Luxus. Cependant, l'attaque combinée des mages n'a eu aucun effet sur le dragon. Acnologia attaque l'île et provoque la disparition de celle-ci, ainsi que celle des mages de Fairy Tail. |                                    |                     |                                                             |                       |

#### ArcSept ans plus tard
Résumé : Après le drame survenu sur l’île Tenrô, tous les membres de Fairy Tail se retrouvent sept ans plus tard.
| No | Titre français          | Titre japonais                            | Titre japonais                                                      | Date de 1re diffusion |
| No | Titre français          | Kanji                                     | Rōmaji                                                              | Date de 1re diffusion |
| --- | ----------------------- | ----------------------------------------- | ------------------------------------------------------------------- | --------------------- |
| 123 | Fairy Tail, année X-791 | X７９１年・妖精の尻尾（フェアリーテイル） | Nana-hyaku Kyū-jū Ichi-nen ・ Fearī Teiru (Année X-791, Fairy Tail) | 24 mars 2012          |
| [Chapitres 254 – 255] – Sept ans se sont écoulés depuis la disparition des mages de Fairy Tail, après l'attaque d'Acnologia sur l'île de Tenrô. La guilde Twilight Ogre s'en prend à Fairy Tail. Pleurant leurs amis disparus, Blue Pegasus apparaît et apporte une incroyable nouvelle, l'île Tenrô existe encore. Tandis que Fairy Tail part à la recherche de l'île, Twilight Ogre revient pour réclamer la dette. Alors que les choses s'enveniment, Natsu et ses camarades font leur retour à la guilde. |                         |                                           |                                                                     |                       |
| 124 | Sept ans d’absence      | 空白の７年                                | Kūhaku no nana-nen (Sept ans d’absence)                             | 31 mars 2012          |
| [Chapitres 256 – 257] – C'est la fête à Fairy Tail. Les guildes Blue Pegasus et Lamia Scale leur rendent visite. Lorsque Lucy décide de rentrer chez elle, sa propriétaire l'attend pour lui réclamer 7 ans de loyers impayés (5 880 000 joyaux). Accompagnée de Natsu et Happy, elle part à Akalifa pour rendre visite à son père, mais elle apprend qu'il est mort depuis un mois. Elle se rend devant le tombe de celui-ci, puis se confie à Natsu sur sa relation avec son père, et le mage de feu fait de son mieux pour la réconforter. De son côté, Makarof règle ses comptes avec le chef de la guilde Twilight Ogre, accompagné d'Erza et Mirajane. Un peu plus tard, Lucy s'isole, déprimée. Plus tard, la propriétaire revient la chercher pour la ramener à sa maison. Elle lui apprend que pendant son absence, elle faisait le ménage chez elle toutes les semaines. Lucy découvre alors tous les cadeaux envoyés par son père pour son anniversaire durant son absence, une lettre de ce dernier et un chèque destiné à la propriétaire pour les loyers impayés. Dans sa lettre, Jude avoue être inquiet pour sa fille depuis sa disparition, lui disant qu'il pense très souvent à sa mère et elle, puis avoue avoir toujours aimé Lucy, ce qui touche émotionnellement la jeune femme. Lucy fond en larmes et partage les sentiments de son père. Natsu et Happy lui proposent une mission pour se changer les idées, et elle accepte. |                         |                                           |                                                                     |                       |

#### ArcLa Clé du ciel étoilé
Résumé : Après quelques missions effectuées pour rattraper les années manquées, une certaine Michelle Lobster apparaît dans la guilde de Fairy Tail. Elle apporte avec elle une mystérieuse aiguille qui aurait soi-disant appartenu au père de Lucy, Jude Heartfilia. Cependant, cette aiguille va commencer à créer des problèmes à Fairy Tail, ils se retrouveront contre la légion de Zentopia qui veut empêcher Fairy Tail de rassembler les morceaux de l'horloge dont fait partie l'aiguille et feront même face à d'anciens ennemis.
| No | Titre français                             | Titre japonais                 | Titre japonais                                                                    | Date de 1re diffusion |
| No | Titre français                             | Kanji                          | Rōmaji                                                                            | Date de 1re diffusion |
| --- | ------------------------------------------ | ------------------------------ | --------------------------------------------------------------------------------- | --------------------- |
| 125 | Le bal de la magie                         | 魔法舞踏会                     | Mahō butōkai (Le bal de la magie)                                                 | 7 avril 2012          |
| [Chapitre filler] – Natsu, Lucy et Happy ayant besoin d'argent, ils choisissent une mission rapportant 4 000 000 joyaux, consistant à attraper un bandit du nom de Velveno durant un bal. Pour se familiariser à la soirée, Lucy apprend à Natsu à danser, puis d'autres membres de la guilde se mettent à danser en couple. Natsu s'y rend en compagnie de Erza, Grey, Elfman, Warren, Wendy, Lucy, Happy et Carla. Ils apprennent également que quiconque réussira à attraper une bague pourra demander Aceto, la fille du comte Balsamico, en mariage. Mais au moment où ils débusquent le voleur de joyau qui s'empare de la bague, un événement inattendu se produit : Velveno demande Aceto en mariage et cette dernière accepte, à condition qu'il se rende. Pour célébrer les fiançailles, Erza propose à toutes les personnes conviées de faire la fête jusqu'au bout de la nuit. Alors que Natsu voulait quitter la soirée, Lucy l'invite à danser avec elle. |                                            |                                |                                                                                   |                       |
| 126 | Ketsupuri, le gang des pures crapules      | 真の悪ケツプリ団               | Shin no waru Ketsupuri-dan (Ketsupuri, le gang des pures crapules)                | 14 avril 2012         |
| [Chapitre filler] – En mission de surveillance dans un wagon de train, Natsu ne supporte pas le transport et le sort de troia s'avère inefficace. Un groupe d'ennemis profite de la situation pour éjecter Lucy, Happy et Carla : trois curieux bandits qui se fait appeler le gang des Fesses Dodues. Wendy prend les choses en main, mais Natsu et Lucy ne sont pas loin derrière. |                                            |                                |                                                                                   |                       |
| 127 | La frayeur de Lucy l’invisible             | 透明ルーシィの恐怖！           | Tōmei Rūshī no kyōfu ! (La frayeur de Lucy l'invisible)                           | 21 avril 2012         |
| [Chapitre filler] – Lucy retrouve un parfum qu'elle avait confectionné elle-même, il y a maintenant sept ans, mais elle n'imagine pas que la composition du parfum a changé avec le temps. Lucy devient invisible et commence à disparaître, ses amis vont alors essayer de la faire réapparaître, mais cela ne fera qu'empirer les choses. Ayant utilisé trop de parfum, Lucy perd de son existence, et ses amis des souvenirs d'elle. C'est finalement grâce à Natsu, qui a prooncé son nom par habitude, qu'elle retrouve son apparence normale. Un malheur n'arrivant jamais seul, c'est maintenant au tour de Natsu & des autres de devenir invisibles... |                                            |                                |                                                                                   |                       |
| 128 | Le souvenir d’un père                      | 父の遺品                       | Chichi no ihin (Le souvenir de mon père)                                          | 28 avril 2012         |
| [Chapitre filler] – Lucy reçoit la visite d'une mystérieuse jeune fille à Fairy Tail. Elle prétend se nommer Michelle Lobster et être sa cousine. Michelle explique pourquoi elle est là et remet un souvenir de Jude à Lucy, une aiguille, mais cette aiguille s'avère être spéciale. |                                            |                                |                                                                                   |                       |
| 129 | Natsu contre Luxus ! Le duel des enragés ! | 怒涛の対決！ ナツ vs. ラクサス | Dotō no taiketsu! Natsu vs. Rakusasu (Natsu contre Luxus ! Le duel des enragés !) | 5 mai 2012            |
| [Chapitre filler] – Luxus reçoit la visite d'un balcan des forêts et Natsu et Gajil le défient en combat. Ailleurs, Grey et Erza continuent leur mission consistant à arrêter des bandits. Quant à Lucy et Michelle, elles sont toujours sur la quête du déchiffrage des écriteaux apparaissant sur l'aiguille. La veille du combat, les membres de Fairy Tail s'organisent une petite fête. Le lendemain, Luxus bat facilement Natsu en un seul coup & Gajil a pris la fuite. |                                            |                                |                                                                                   |                       |
| 130 | Lucy est traquée                           | 狙われたルーシィ               | Nerawareta Rūshī (Lucy est traquée)                                               | 12 mai 2012           |
| [Chapitre filler] – Fairy Tail rencontre Coco, Hugues et Sugar Boy qu'ils trouvent différents : ils sont en réalité leur version d'Earthland. Coco déteste les chats, Hugues est une fille nommée Mary et Sugar Boy n'aime pas les choses douces. Ils cherchent Lucy et ne tardent pas à en faire voir de toutes les couleurs à Fairy Tail. Natsu tente de retenir ses trois adversaires, mais a bien du mal. Poursuivies par Mary, Michelle & Lucy chutent d'une falaise... |                                            |                                |                                                                                   |                       |
| 131 | La fureur de la légion                     | レギオンの猛威                 | Region no mōi (La fureur de la Légion)                                            | 19 mai 2012           |
| [Chapitre filler] – Lucy et Michelle sont au bord d'une falaise : Lucy réussit à les sauver grâce à Aries puis engage un combat contre Mary Hugues. Natsu, de son côté, lutte contre Sugar Boy et sa magie d'absorption. Ces ennemis font partie de la Légion Zentopia, organisation de la plus grande église de Fiore. Gildarts quant à lui, affronte Byro tandis que Lily poursuit Coco. |                                            |                                |                                                                                   |                       |
| 132 | La clé du ciel étoilé                      | 星空の鍵                       | Hoshizora no kagi (La clé du ciel étoilé)                                         | 26 mai 2012           |
| [Chapitre filler] – Lucy se retrouve maintenant sans l'aiguille laissée par son père. Elle se rend en compagnie de Natsu, Grey, Erza, Michelle, Wendy, Happy et Carla à la demeure des Heartfilia pour explorer le mystère de l'horloge, Jude a en fait laissé une anagramme. À peine une piste trouvée que de nouveaux ennemis apparaissent. |                                            |                                |                                                                                   |                       |
| 133 | Compagnons de voyage                       | 旅の仲間たち                   | Tabi no nakamatachi (Compagnons de voyage)                                        | 2 juin 2012           |
| [Chapitre filler] – Natsu est devenu minuscule à la suite de son combat dans la demeure des Heartfilia. De retour à la guilde, les mages décident de former cinq équipes pour retrouver toutes les pièces de l'horloge. Droy, Jet, Réby, Gajil et Lily. Kanna, Wendy, Carla et Erza. Jubia et Grey. Natsu, Lucy, Michelle, Roméo et Happy. Et enfin, Elfman, Lisanna et Mirajane. |                                            |                                |                                                                                   |                       |
| 134 | La rhapsodie du labyrinthe                 | 迷宮狂想曲                     | Meikyū kyōsōkyoku (La rhapsodie du labyrinthe)                                    | 9 juin 2012           |
| [Chapitre filler] – L'équipe de Natsu dans le désert trouve une porte et demande à l'esprit Cancer de Lucy de l'ouvrir, ils tombent alors dans des ruines. Rejointe par Léon, l'équipe de Grey trouve aussi une porte et grâce à Jubia, ils découvrent les ruines d'une église. Tandis que l'équipe de Natsu dévie toute sorte de piège, celle de Grey affronte Sugar Boy pour récupérer une pièce de l'horloge. |                                            |                                |                                                                                   |                       |
| 135 | Sur les traces du mythe                    | 神話の足跡                     | Shinwa no ashiato (Sur les traces du mythe)                                       | 16 juin 2012          |
| [Chapitre filler] – La quête du mystère de l'horloge et la recherche des pièces manquantes se poursuivent. La légion refait son apparition, tout comme le groupe des Fesses Dodues qui semble vouloir nuire à Fairy Tail. Quant à Lucy, la chance qu'elle disait posséder lui fait défaut et lui attire tous les pièges imaginables. |                                            |                                |                                                                                   |                       |
| 136 | Le retour du diable en personne            | 真の悪、ふたたび               | Waru, futatabi (Le retour du diable en personne)                                  | 23 juin 2012          |
| [Chapitre filler] – Erza est arrivée à la bibliothèque afin d'obtenir les pièces manquantes de l'horloge, mais elle découvre avec stupeur, en compagnie de Carla, Wendy et Kanna le groupe des Fesses Dodues. Wendy veut régler cela rapidement et propose aux autres de se vêtir des tenues moulantes noires de leurs adversaires. Quant au groupe de Natsu, il est toujours aux prises avec Dan, l'homme au bouclier. |                                            |                                |                                                                                   |                       |
| 137 | Au-delà des prévisions                     | 計算をこえるもの               | Keisan o koeru mono (Au-delà des prévisions)                                      | 30 juin 2012          |
| [Chapitre filler] – Dan ne se lasse pas de demander la main de Lucy et raconte son histoire au groupe. Le groupe de Réby trouve enfin l'une des parties de l'horloge, mais ils doivent surpasser un obstacle de taille. Panther Lily, lui, fait face à Samuel, l'Exceed surdoué. |                                            |                                |                                                                                   |                       |
| 138 | Vers la guerre sainte                      | 聖戦のゆくえ                   | Seisen no yukue (Vers la guerre sainte)                                           | 7 juillet 2012        |
| [Chapitre filler] – Natsu et Roméo engagent le combat contre Byro. Mary Hugues asservie Mirajane et fait sortir Satan Soul de son corps pour attaquer Lisanna et Elfman, mais elle reprend connaissance et se transforme en démon Halphas. Kinana commence à entendre des voix tandis qu'Asuka essaye de comprendre le livre. Grâce à sa transformation interdite, Mirajane bat facilement Mary Hughes. |                                            |                                |                                                                                   |                       |
| 139 | Lancement du compte à rebours !            | 動き始めた刻                   | Ugoki hajimeta koku (Lancement du compte à rebours !)                             | 14 juillet 2012       |
| [Chapitre filler] – Tous les groupes ont trouvé les pièces de l'horloge. La pieuvre de Byro est vaincue et Natsu engage le combat contre lui. Au moment où Byro s'apprête à porter le coup final, Erza et les autres équipes interviennent, mais il est trop tard, les pièces s'assemblent et l'horloge sonne le glas. Natsu flaire un danger. À la grande surprise de tout le monde, les Oracion Seis effectuent leur retour ! |                                            |                                |                                                                                   |                       |
| 140 | Voici Oracion Seis, nouvelle version !     | 新生六魔将軍現る！             | Shinsei Orashion Seisu arawaru! (Voici Oracion Seis, nouvelle version !)          | 21 juillet 2012       |
| [Chapitre filler] – Les nouveaux Oracion Seis apparaissent, Midnight est devenu Brain II, Jackpot les a rejoints tout comme Eligoal sous le nom Grim Reaper. Pas de temps pour les retrouvailles, ils s’emparent de l'horloge et disparaissent. Fairy Tail se retrouve chez Blue Pegasus. Zentopia est en panique, le cas Oracion Seis prend de l'ampleur ! De son côté, Asuka réalise, grâce au livre de « La clé du ciel étoilé », que les pièces de l'horloge infinie ne devaient pas être rassemblées. Lucy arrive également à la même conclusion, et se sent responsable de ce qui s'est passé. Mais ses amis lui remontent le moral. Elle se rend compte que Natsu s'inquiétait pour elle, même si ce dernier dément. |                                            |                                |                                                                                   |                       |
| 141 | À la poursuite de l’horloge infinie !      | 無限時計を追え！               | Mugen tokei o e ! (À la poursuite de l’horloge infinie !)                         | 28 juillet 2012       |
| [Chapitre filler] – Les Oracion Seis lancent un nouvel assaut sur une église. Kinana se réveille et grave un texte de Will Neville identique à celui apparaissant sur l'aiguille de Lucy. La Légion accueille Guttman Kubrick. Fairy Tail se divise en cinq équipes. À Zentopia, le cardinal Lapointe utilise la torture sur un curé. Un nouvel affrontement approche. |                                            |                                |                                                                                   |                       |
| 142 | Désordres de bataille                      | 戦いの不協和音                 | Tatakai no fukyōwaon (Désordres de bataille)                                      | 4 août 2012           |
| [Chapitre filler] – Michelle, Lucy, Natsu et Elfman se retrouve face à Jackpot et Byro. Wendy et Bixrow tombent sur Grim Reaper. Jubia et Gajil sur Mary Hugues et Guttman Kubrick. Une fille mystérieuse appelée Katja accompagnée de Niko apparaît. Samuel s'allie avec les Exceeds. Gildarts et Lucky arrivent sur les terres de la famille Lobster. Quant à Brain II, il se téléporte sur la cathédrale de Kaldia. |                                            |                                |                                                                                   |                       |
| 143 | Anti-Link                                  | アンチリンク                   | Anchi-rinku (Anti-Link)                                                           | 11 août 2012          |
| [Chapitre filler] – Dan, Grey et Fried affrontent Angel. Erza, Evergreen et Max affrontent Cobra. Laharl et Mest qui rendent visite à Katja se font attaquer par Racer. Grim Reaper se souvient de son passé. Brain II trouve la tombe de Will Neville, sous la cathédrale de Kaldia. Gildarts et Lucky découvre la vraie Michelle Lobster plongée dans le coma, et réalisent que celle qui est aux côtés de Lucy n'est qu'une usurpatrice. |                                            |                                |                                                                                   |                       |
| 144 | Le désespoir libéré                        | 解き放たれた絶望               | Tokihanata reta zetsubō (Le désespoir libéré)                                     | 18 août 2012          |
| [Chapitre filler] – Gildarts et Lucky ramènent la vraie Michelle Lobster et contactent Warren. Cobra et Angel trouvent un détenteur de l'Anti-Link. Natsu bat Jackpot qui se révèle être Kurodoa, le septième membre d'Oracion Seis. L'horloge de l'infinité retentit pour de bon. Kurodoa ordonne ensuite à la fausse Michelle d'arrêter de jouer la comédie et de dévoiler sa véritable identité, mais Lucy refuse de se laisser berner. Malheureusement, Imitatia, la huitième membre d'Oracion Seis, n'a pas d'autres choix que de révéler sa vraie nature. Se sentant déçue et trahie, Lucy est effondrée. Natsu, comprenant qu'Imitatia est une manipulatrice, l'attaque, mais est mis KO par cette dernière, qui capture la constellationniste. |                                            |                                |                                                                                   |                       |
| 145 | Le cauchemar réel                          | リアルナイトメア               | Riaru Naitomea (Le cauchemar réel)                                                | 25 août 2012          |
| [Chapitre filler] – Les archéologues rencontrés précédemment se rendent à Fairy Tail et expliquent tout à propos de l'horloge infinie. L'un d'entre eux se fait appeler Jean-Luc Neville, arrière petit-fils du mage constallationniste Will Neville, ancien écrivain. Il a connu le père de Lucy, Jude Heartfilia, & les deux hommes étaient très proches, jusqu'au jour du décès de celui-ci. En effet, les nouveaux Oracion Seis ont capturé Lucy afin de la sacrifier pour bénéficier du contrôle de l'horloge. Le Conseil découvre que le Cardinal Lapointe est de mèche avec l'ennemi. Blue Pegasus conduit la guilde vers Zentopia. |                                            |                                |                                                                                   |                       |
| 146 | La spirale du temps !                      | 時のスパイラル                 | Toki no supairaru (La spirale du temps !)                                         | 1er septembre 2012    |
| [Chapitre filler] – L'horloge s'est transformée en un grand vaisseau volant dans lequel est emprisonnée Lucy. Gildarts et Lucky tombent sur le Cardinal Lapointe. Racer perd face à Mirajane. Natsu et Coco sont attaqués par Guttman Kubrick et contre toute attente, Mary Hugues leur vient en aide. Fairy Tail arrive à Zentopia. Byro se range du côté de Natsu, Gildarts, Lucky et Coco. |                                            |                                |                                                                                   |                       |
| 147 | En route vers le château infini !          | 無限城へ！                     | Mugen-jō e! (En route vers le château infini !)                                   | 8 septembre 2012      |
| [Chapitre filler] – Natsu et les autres se dirigent en haut du vaisseau de l'infinité mais ils n'avancent pas aussi bien qu'ils l'auraient pensés, en effet, les Oracion Seis interfèrent. Le temps est limité et Happy annonce à Fairy Tail qu'ils doivent battre les nouveaux Oracion Seis pour stopper l'horloge et sauver Lucy. |                                            |                                |                                                                                   |                       |
| 148 | Les larmes d’un ange                       | 天使の涙                       | Tenshi no namida (Les larmes d’un ange)                                           | 15 septembre 2012     |
| [Chapitre filler] – Natsu, Elfman et Coco attaquent Michelle pour pouvoir libérer Lucy mais ils sont tous les trois mis en difficulté. Grey et Dan affrontent Angel et malgré cette dure tâche, ils en viennent à bout. |                                            |                                |                                                                                   |                       |
| 149 | J’entends la voix de mes amis              | 友の声が聴こえる               | Tomo no koe ga kikoeru (Je peux entendre la voix de mes amis)                     | 22 septembre 2012     |
| [Chapitre filler] – Les membres de la guilde qui se trouvent à Zentopia détruisent les chaînes du vaisseau de l'infinité pour sauver Lucy. Imitatia reprend sa vraie forme, Michelle, la poupée de Lucy tandis qu'Erza vient finalement à bout de Cobra. |                                            |                                |                                                                                   |                       |
| 150 | Lucy et Michelle                           | ルーシイ と ミッシェル         | Rūshī to Misshieru (Lucy et Michelle)                                             | 29 septembre 2012     |
| [Chapitre filler] – Kinana rencontre enfin Erik, alias Cobra qui est arrêté. Natsu parvient à vaincre Brain II. Lucy se remémore son passé avec Michelle. Finalement, Michelle et Lucy réussissent ensemble à se débarrasser de l'horloge de l'infinité. |                                            |                                |                                                                                   |                       |

### Saison 4
Diffusée entre le 6 octobre 2012 et le 30 mars 2013 au Japon et depuis le 28 octobre 2013 en France.

#### ArcGrand Jeux Inter-Magiques
Résumé : Fairy Tail s'apprête, après un entraînement acharné, à participer à l’événement créé durant leurs sept années d'absence, les Grands Jeux magiques.
| No | Titre français                                   | Titre japonais                   | Titre japonais                                                                              | Date de 1re diffusion |
| No | Titre français                                   | Kanji                            | Rōmaji                                                                                      | Date de 1re diffusion |
| --- | ------------------------------------------------ | -------------------------------- | ------------------------------------------------------------------------------------------- | --------------------- |
| 151 | Dents de Sabre ! Sabertooth !                    | 剣咬の虎                         | Seibā Tūsu (Saber Tooth)                                                                    | 6 octobre 2012        |
| [Chapitre 258 + filler] – La Légion s'excuse et remercie Fairy Tail pour leur aide. À la guilde, les membres de la Légion et ceux de Fairy Tail font la fête. Coco devient amie avec Panther Lily, qui se bat avec Samuel une dernière fois dans un combat amical. Gildarts et Byro finissent par discuter et Lucy retrouve Mary pour lui remonter le moral. Dranbalt retourne au Conseil. Romeo apprend à Natsu et aux autres que Sabertooth est actuellement la guilde la plus puissante du royaume de Fiore devant Blue Pegasus et Lamia Scale. Les dragons jumeaux, Sting et Rogue ainsi que leur Exceeds, Frosh et Lector entrent en scène.                      |                                                  |                                  |                                                                                             |                       |
| 152 | Nous, on vise le top !                           | そしてオレたちは頂上を目指す     | Soshite ore-tachi wa chōjō o mezasu (Ainsi, nous viserons le sommet)                        | 13 octobre 2012       |
| [Chapitres 259 – 260] – Gildarts a été choisi par Makarof pour devenir le cinquième maître de Fairy Tail mais il renonce à son titre. Pendant ce temps, Natsu rend visite à Polyussica en compagnie de Wendy, Lucy, Grey, Happy et Carla afin d'augmenter leur potentiel magique. Makarof déclare que Fairy Tail participera aux Grands Jeux magiques. |                                                  |                                  |                                                                                             |                       |
| 153 | La chanson des étoiles !                         | 星々の歌                         | Hoshiboshi no uta (Le chant des étoiles)                                                    | 20 octobre 2012       |
| [Chapitres 261 – 262] – L'entraînement commence pour les différents membres de Fairy Tail pour rattraper le vide de sept ans mais pour l'équipe de Natsu qui s'entraîne à la plage, un événement inattendu va se produire. |                                                  |                                  |                                                                                             |                       |
| 154 | Juste le temps de se croiser                     | すれ違った時間の分だけ           | Surechigatta jikan no bun dake (Juste assez de temps pour passer à autre chose)             | 27 octobre 2012       |
| [Chapitres 263 – 264] – Après s'être rendus dans le monde des esprits, les membres de Fairy Tail font la rencontre de la guilde indépendante Crime Sorcière composée d'Ultia, Meldy et Jellal. Grâce à leur aide, Natsu et les autres parviennent à gagner en puissance en développant leur seconde origine. |                                                  |                                  |                                                                                             |                       |
| 155 | Crocus, la cité fleurie !                        | 花咲く都・クロッカス             | Hanasaku miyako: Kurokkasu (Crocus, capitale de la floraison)                               | 3 novembre 2012       |
| [Chapitres 265 – 266] – Les mages de Fairy Tail arrivent à Crocus. Natsu, Lucy et Happy font la connaissance de Sting et Rogue de SaberTooth, deux chasseurs de dragons. Wendy et Carla visitent le palais Mercurius. Peu après, les fées se préparent à l'épreuve éliminatoire mais Wendy qui fait partie de l'équipe n'est toujours pas revenue. |                                                  |                                  |                                                                                             |                       |
| 156 | Sky Labyrinth                                    | 空中迷宮                         | Sukai rabirinsu (Le labyrinthe céleste)                                                     | 10 novembre 2012      |
| [Chapitre 266] – Pendant que Lisanna et Happy partent à la recherche de Wendy, Elfman prend sa place dans l'épreuve éliminatoire. L'équipe de Fairy Tail réussit finalement à se qualifier en atteignant la 8e place. |                                                  |                                  |                                                                                             |                       |
| 157 | Nouvelle guilde                                  | 新規ギルド                       | Shinki girūdo (Une nouvelle guilde)                                                         | 17 novembre 2012      |
| [Chapitres 267 – 268] – Les Grands Jeux magiques commencent enfin. L'équipe de Fairy Tail découvre les autres guildes et est surprise par la présence de Raven Tail et d'une seconde équipe de Fairy Tail. La première épreuve est ensuite annoncée ainsi que les candidats qui y participent. |                                                  |                                  |                                                                                             |                       |
| 158 | Pluie d’étoiles                                  | 星降ル夜二                       | Hoshi furu yoru ni (La nuit des étoiles filantes)                                           | 24 novembre 2012      |
| [Chapitres 269 – 270] – Les participants vont devoir trouver dans une ville créée de toutes pièces leurs adversaires parmi le nombre incalculable de clones créés. Nalpudding de Raven Tail ne semble vouloir s'en prendre qu'à Grey. Quant à Rufus, il s'apprête à montrer un aperçu de la puissance de SaberTooth. |                                                  |                                  |                                                                                             |                       |
| 159 | Lucy contre Flare                                | ルーシィ vs. フレア              | Rūshī vs. Furea (Lucy contre Flare)                                                         | 1er décembre 2012     |
| [Chapitres 271 – 272] – Lucy affronte Flare Corona de Raven Tail qui est prête à tout pour mettre Lucy en difficulté et humilier Fairy Tail. Flare inflige une sévère correction à la constelationniste, voulant prévenir Asuka du danger qui la menace, mais grâce à l'intervention de Natsu, elle reprend l'avantage. Alors qu'elle allait utiliser Urano Metria, elle se fait voler sa magie par Ohbra et perd le combat. |                                                  |                                  |                                                                                             |                       |
| 160 | Mauvais présage                                  | 凶瑞                             | Kyōzui (Mauvais présage)                                                                    | 8 décembre 2012       |
| [Chapitres 273 – 274] – Suite du premier jour des Grands Jeux magiques. Le tournoi bat son plein et les combats s'enchaînent. Alors que tout semble aller pour le mieux, Carla fait une terrible prémonition. |                                                  |                                  |                                                                                             |                       |
| 161 | Les chariots                                     | 戦車                             | Chariotto (Chariot)                                                                         | 15 décembre 2012      |
| [Chapitres 275 – 277] – Deuxième jour des Grands Jeux magiques Natsu, Gajil et Sting se retrouvent malheureusement à concourir dans une épreuve de transports. Carla décide de faire part de sa prémonition à Polyussica. |                                                  |                                  |                                                                                             |                       |
| 162 | Elfman contre Bacchus                            | エルフマン vs. バッカス          | Erufuman vs. Bakkasu (Elfman contre Bacchus)                                                | 22 décembre 2012      |
| [Chapitres 277 – 278] – Elfman est choisi à la place d'Erza pour affronter Bacchus, un vrai combat d'homme s'engage. À son réveil, Natsu se rend compte que Wendy et Carla ont disparu de l'infirmerie tandis qu'Arcadios annonce son plan Éclipse. |                                                  |                                  |                                                                                             |                       |
| 163 | Mirajane contre Jenny                            | ミラジェーン vs. ジェニー        | Mirajēn vs. Jenī (Mirajane contre Jenny)                                                    | 5 janvier 2013        |
| [Chapitres 279 – 280] – Mirajane affronte Jenny de Blue Pegasus et comme son frère, elle accepte un pari. La perdante devra poser nue dans le prochain magazine de Sorcerer. Alors que le duel de tenues commence, d'autres mages féminins se joignent à la fête. Lors du défilé de mariés, Obabama-sama fait son entrée en maillot de bain, glaçant l'ambiance dans le stade. Finalement, Mirajane remporte la victoire. |                                                  |                                  |                                                                                             |                       |
| 164 | Kagura contre Yukino                             | カグラ vs. ユキノ                | Kagura vs. Yukino (Kagura contre Yukino)                                                    | 12 janvier 2013       |
| [Chapitres 280 – 281] – Kagura de Mermaid Heel affronte Yukino de Sabertooth, qui s'avère être une mage constellationniste. Bien que le combat semble s'équilibrer au départ, Kagura s'avère plus forte que Yukino l'avait prévu, et finit par gagner le combat. |                                                  |                                  |                                                                                             |                       |
| 165 | La rancœur enveloppée dans les voiles de la nuit | 怨みは夜の帳に包まれて           | Urami wa Yoru no Tobari ni Tsutsumarete (La malveillance se cache sous le voile de la nuit) | 19 janvier 2013       |
| [Chapitres 281 – 282] – À la suite de sa défaite, Yukino est exclue de Sabertooth par Gemma, le maître de la guilde, après avoir été honteusement humiliée devant ses désormais anciens camarades (elle a été forcée de se mettre toute nue devant tout le monde). Elle rend ensuite visite à Lucy pour lui transmettre ses clés, mais cette dernière refuse catégoriquement. Alors qu'elle allait partir, Natsu la rattrape et apprend par celle-ci l'humiliation qu'elle a subie. Pour la venger, Natsu attaque l'auberge de Sabertooth. |                                                  |                                  |                                                                                             |                       |
| 166 | Pandémonium !                                    | 伏魔殿                           | Pandemoniumu (Pandemonium)                                                                  | 26 janvier 2013       |
| [Chapitres 283 – 284] – Natsu s'est attaqué à l'auberge de Sabertooth pour venger l'humiliation de Yukino. Il combat Gemma, mais est interrompu par Minerva, la fille de ce dernier et la mage la plus forte de la guilde. Celle-ci, qui a capturé Happy, le libère en échange de la réputation de la guilde. Le mage de feu accepte, mais veut leur faire comprendre qu'il faut savoir respecter ses camarades, peu importe la guilde à laquelle ils appartiennent. Le lendemain, l'épreuve Pandémonium commence et Erza et Kanna décident d'y participer. |                                                  |                                  |                                                                                             |                       |
| 167 | 100 contre 1 !                                   | 100対1                           | Hyaku tai ichi (100 contre 1)                                                               | 2 février 2013        |
| [Chapitres 284 – 285] – Contre toute attente et à la grande surprise de tout le monde, Erza décide d'affronter seule les 100 monstres du Pandémonium. Après un long combat acharné, la reine des Fées réussit à les vaincre, au grand étonnement de toute l'assistance, ayant ému la foule. Elle est félicitée par ses équipiers. Pour départager les 7 derniers concurrents, l'organisateur du tournoi leur propose un PMC (Potentio Magic Comet), un appareil d'évalutation de puissance magique. Kanna remporte finalement la victoire en utilisant Fairy Glitter, avec 9999 points.                                                                               |                                                  |                                  |                                                                                             |                       |
| 168 | Luxus contre Alexei                              | ラクサスvs.アレクセイ            | Rakusasu vs. Arekusei (Luxus contre Alexei)                                                 | 9 février 2013        |
| [Chapitre 286] – Millianna de Mermaid Heel affronte Semas de Quattro Cerberos, remportant le combat sans difficulté. Eve de Blue Pegasus affronte Rufus de Sabertooth, mais perd le match. C'est au tour de Luxus d'affronter Alexei de Raven Tail qui semble avoir un but bien précis. Pendant que leurs fantômes combattent réellement dans l'arène, les deux hommes discutent dans une autre dimension. Mais les autres membres de Raven Tail se joignent à eux, leurs fantômes restant dans les gradins. |                                                  |                                  |                                                                                             |                       |
| 169 | Wendy contre Cherrya                             | ウェンディ vs. シェリア          | Wendī vs. Sheria (Wendy contre Shelia)                                                      | 16 février 2013       |
| [Chapitres 287 – 288] – Luxus bat à lui tout seul Alexei et les membres de Raven Tail, vengeant ainsi Wendy, Carla, Grey et Lucy. En voyant leur tricherie, l'organisateur du tournoi prend la décision de disqualifier la guilde, ne pouvant plus participer à un nouveau tournoi avant 3 ans. Les membres de Raven Tail, ainsi qu'Ivan, leur chef, sont appréhendés par les soldats du Palais de Cracus. Le combat féminin entre Wendy de Fairy Tail et Cherrya de Lamia Scale va commencer... |                                                  |                                  |                                                                                             |                       |
| 170 | Les petits poings                                | 小さな拳                         | Chīsana Kobushi (Petits poings)                                                             | 23 février 2013       |
| [Chapitres 289 – 290] – L'affrontement acharné entre Wendy et Cherrya se termine par une égalité à cause du temps écoulé. Après le combat, les deux filles deviennent amies. Jellal, après avoir ressenti la magie similaire à celle de Zeleph, se met en mouvement, mais se retrouve dans une situation délicate à cause de Dranbalt. |                                                  |                                  |                                                                                             |                       |
| 171 | Bataille navale !                                | 海戦                             | Nabaru Batoru (Bataille navale)                                                             | 2 mars 2013           |
| [Chapitres 290 – 291] – Les mages de Fairy Tail fêtent leur remontée au classement des Jeux Inter-Magiques au bar. De son côté, Elfman, toujours en convalescence, s'aperçoit qu'Ever Green est restée auprès de lui depuis tout ce temps et s'est endormie contre lui. Pour le quatrième jour des Grands Jeux Magiques. Cherrya, Risley, Jenny, Rocker, Lucy, Jubia et Minerva participent à l'épreuve aquatique du tournoi. Toutes sont éliminées, sauf Lucy et Minerva. La mage de Sabertooth s'amuse à torturer physiquement la constelationniste, la blessant gravement, mais gagne le combat, permettant à Lucy de finir deuxième après la règle des 5 minutes. |                                                  |                                  |                                                                                             |                       |
| 172 | Le parfum que je te dédie                        | 君に捧げる香り                   | Kimi ni Sasageru Parufamu (Le parfum qui t'est dédié)                                       | 9 mars 2013           |
| [Chapitres 292 – 293] – Blessée par son combat face à Minerva, Lucy est à l'infirmerie de l'arène, soignée par Polyussica. L'équipe de Fairy Tail ne fait plus qu'une à la suite de l'exclusion de Raven Tail. Elle est maintenant composée de Natsu, Grey, Erza, Gajil et Luxus. Ichiya et Nichiya de Blue Pegasus affrontent Bacchus et Rocker de Quattro Puppy. |                                                  |                                  |                                                                                             |                       |
| 173 | La bataille des chasseurs de dragons             | バトル・オブ・ドラゴンスレイヤー | Batoru obu Doragon Sureiyā (Combat de chasseurs de dragons)                                 | 16 mars 2013          |
| [Chapitres 293 – 294 + filler] – Léon et Yûka de Lamia Scale affrontent Millianna et Kagura de Mermaid Heel. Le combat se termine par un match nul à cause du manque de temps. Natsu vient rendre visite à Lucy à l'infirmerie, et cette dernière lui avoue croire en lui, voire avoir toujours cru en lui depuis qu'elle est arrivée à Fairy Tail. Le dernier combat tant attendu de la quatrième journée des Jeux Inter-Magiques va enfin avoir lieu : il opposera Natsu et Gajil de Fairy Tail à Sting et Rogue de Sabertooth. |                                                  |                                  |                                                                                             |                       |
| 174 | Quatre dragons !                                 | 四人の竜                         | Yonin no doragon (Les quatre dragons)                                                       | 23 mars 2013          |
| [Chapitres 294 – 295] – Le combat des chasseurs de dragons a commencé. Natsu et Gajil, d'abord avantagés, sont mis au pied du mur. Sting décide d'affronter les deux en même temps, sa promesse faite à Lector le rend plus fort, mais Fairy Tail n'a pas dit son dernier mot. |                                                  |                                  |                                                                                             |                       |
| 175 | Natsu contre les dragons jumeaux                 | ナツ vs. 双竜                    | Natsu vs. Sōryū (Natsu contre les dragons jumeaux)                                          | 30 mars 2013          |
| [Chapitres 296 – 297] – Natsu, qui a écarté Gajil du combat, se retrouve seul face aux deux chasseurs de dragons de Sabertooth. Note : L'anime s'est arrêté provisoirement après cet épisode avec un changement de studio. |                                                  |                                  |                                                                                             |                       |

### Saison 5
Diffusé depuis le 5 avril 2014 au Japon et depuis 26 janvier 2015 en France.

#### ArcÉclipse
Résumé : Le tournoi de la magie se poursuit avec l'arrivée de la cinquième et dernière journée de compétition, la bataille pour le titre de la guilde la plus forte de Fiore commence. Pendant ce temps, de sombres événements en rapport avec le projet Eclipse se préparent.
| No | Titre français                                             | Titre japonais          | Titre japonais                                                                                     | Date de 1re diffusion |
| No | Titre français                                             | Kanji                   | Rōmaji                                                                                             | Date de 1re diffusion |
| --- | ---------------------------------------------------------- | ----------------------- | -------------------------------------------------------------------------------------------------- | --------------------- |
| 176 | Le roi des dragons                                         | 竜の王                  | Ryū no ō (Le roi dragon)                                                                           | 5 avril 2014          |
| [Chapitres 300 – 301] – Gajil finit par sortir d'un cimetière et retrouve ses camarades de la guilde au bar. Il décide de montrer sa découverte à Natsu et Wendy, pensant qu'il s'agit d'un cimetière de dragons. À l'auberge de Sabertooth, Gemma réprimande Sting et Rogue pour leur défaite face au mage de feu, puis leur inflige une correction. Lecter tente de prendre la défense de son maître, mais le maître de la guilde se débarrasse de lui. Pour le venger, Sting tue Gemma sous les yeux des membres de la guilde. Au cimetière des dragons, Natsu, Lucy, Happy, Grey, Gajil, Wendy et Carla tentent d'invoquer l'âme d'un dragon pour en savoir plus. Wendy utilise « La voie lactée » et invoque Jilkonis, le dragon de jade, racontant aux mages de Fairy Tail une histoire passée, il y a 400 ans. Des dragons se sont livrés une guerre sans merci, car divisés en deux camps : celui des opposés à la cohabitation entre dragons et humains, et celui de ceux qui défendent cet idéal. Mais un chasseur de dragons les tue un par un, sauf qu'à force d'avoir du sang de dragon, il se transforma lui-même en une créature gigantesque : Acnologia. |                                                            |                         | |                       |
| 177 | Le projet Éclipse                                          | エクリプス計画          | Ekuripusu keikaku (Le projet Éclipse)                                                              | 12 avril 2014         |
| [Chapitres 302 – 303] – La vérité sur le projet Éclipse est finalement révélé à Natsu et aux autres. Mais rapidement la situation dégénère et Lucy, Yukino et Arcadios sont capturés et enfermés par les gardes du palais. |                                                            |                         | |                       |
| 178 | La Stratège des fées                                       | 妖精軍師                | Yōsei gunshi (La stratégie des fées)                                                               | 19 avril 2014         |
| [Chapitres 304 – 305] – Les combats de la cinquième et dernière journée du tournoi commencent enfin, mais étrangement Fairy Tail reste en retrait. Une stratégie sur deux fronts supervisée par Mavis se met alors en marche. |                                                            |                         | |                       |
| 179 | Grey vs. Rufus                                             | グレイ vs. ルーファス   | Gurei vs. Rūfasu (Grey vs. Rufus)                                                                  | 26 avril 2014         |
| [Chapitre 306] – Pendant que le groupe de Natsu cherche une solution pour s'enfuir du palais, Grey affronte Rufus. |                                                            |                         | |                       |
| 180 | L’ordre des Loups affamés                                  | 餓狼騎士団              | Garō kishidan (L’ordre des loups affamés)                                                          | 3 mai 2014            |
| [Chapitres 307 – 308] – L'équipe de Natsu, toujours bloquée dans les souterrains du château, trouve Arcadios gravement blessé. Soudain, une escadre secrète du royaume de Fiore apparaît devant eux : l'ordre des Loups Affamés. |                                                            |                         | |                       |
| 181 | Fairy Tail vs. les bourreaux                               | FT vs. 処刑人           | Fearī Teiru vs. Shokeinin (Fairy Tail vs. les exécuteurs)                                          | 10 mai 2014           |
| [Chapitres 308 – 309] – Après avoir détruit une plante carnivore, Natsu et les autres sont séparés et doivent affronter les cinq bourreaux séparément. Lucy, Yukino, Arcadios, Carla et Happy se retrouvent face à Uosuke. |                                                            |                         | |                       |
| 182 | Une mer de lave                                            | 燃える大地              | Moeru daichi (Terre brûlante)                                                                      | 17 mai 2014           |
| [Chapitres 309 – 310] – Lucy et Yukino ont retrouvé leurs clés et peuvent désormais faire face à Uosoke avec l'aide de leurs esprits célestes mais le combat est toujours serré. |                                                            |                         | |                       |
| 183 | Le pays où nous sommes                                     | オレたちのいる国        | Ore-tachi no iru basho (Le Pays où nous sommes)                                                    | 24 mai 2014           |
| [Chapitre 310] – Le combat atteint son apogée dans le palais de l'enfer. Natsu et les autres viennent finalement à bout de l'ordre des Loups Affamés. |                                                            |                         | |                       |
| 184 | Le Pays d'encore un lendemain                              | 明日までの国            | Ashita made no kuni (Le pays jusqu’à demain)                                                       | 31 mai 2014           |
| [Chapitres 311 – 312] – Erza va combattre contre Kagura et Minerva tandis que Jubia affronte Cherrya. La princesse Jade dévoile à Darton l'existence du projet Éclipse 2. Ailleurs, Natsu et les autres rencontrent la Lucy du futur. |                                                            |                         | |                       |
| 185 | Erza vs. Kagura                                            | エルザ vs. カグラ       | Eruza vs. Kagura (Erza vs. Kagura)                                                                 | 7 juin 2014           |
| [Chapitres 313 – 314] – La Lucy du futur est en réalité revenue dans le temps pour empêcher certains événements de se produire. Erza et Kagura s'affrontent afin de décider qui viendra à bout de Minerva, qui a capturé Milianna. Kagura souhaite venger la mort de Simon, qui est son frère, avec l'objectif d'éliminer Jellal. Mais Erza lui avoue avoir aussi une part de responsabilité, car ce dernier est mort en la protégeant. Plus enragée que jamais, Kagura veut désormais tuer Jellal et la reine des fées... |                                                            |                         | |                       |
| 186 | Un futur lancé vers le désespoir                           | 絶望へ加速する未来      | Zetsubō e kasoku suru mirai (Un avenir en proie au désespoir)                                      | 14 juin 2014          |
| [Chapitres 315 – 316] – Les combats du tournoi continuent. L'équipe de Natsu réussit à sortir du palais de l'enfer, la Lucy du futur leur révèle finalement l'avenir qui les attend. Erza et Kagura se livrent un duel sans merci. La reine des fées sauve son adversaire d'un éboulement provoqué par le combat, mais un rocher lui écrase la cheville droite. Elle s'est souvenue de Kagura, car elle a grandi dans le village de Rose-Marie avec Simon et cette dernière et l'a sauvée des acolytes de Jellal, venus capturer des enfants pour les faire travailler comme esclaves à la tour du Paradis. Kagura vient en aide à Erza, reconnait sa défaite, mais se fait surprendre par Minerva qui la transperce au flan par derrière. Erza, malgré ses blessures et son handicap de la cheville droite, affronte Minerva pour venger Kagura et Milianna. Le combat commence réellement entre Luxus et Orga... |                                                            |                         | |                       |
| 187 | La grenouille                                              | カエル                  | Kaeru (La grenouille)                                                                              | 21 juin 2014          |
| [Chapitres 317 – 318] – La Lucy du futur explique les raisons de sa venue dans le passé à Natsu et ses camarades, et le mage de feu la remercie de les avoir prévenus. De son côté, Gajil est toujours aux prises avec Rogue, mais alors que le membre de Sabertooth est en difficulté, une mystérieuse ombre prend le contrôle de son corps, permettant à ce dernier de prendre le dessus sur le mage d'acier. Pour riposter, il mange une partie de l'ombre de son adversaire. |                                                            |                         | |                       |
| 188 | Furieux éclairs !                                          | 激雷！                  | Gekirai! (Tonnerre rugissant !)                                                                    | 28 juin 2014          |
| [Chapitres 319 – 320] – Après avoir mangé une partie de l'ombre de Rogue, Gajil dévoile une nouvelle apparence, qui lui permet de battre facilement Rogue. Arcadios, quant à lui, se rend compte que les propos de la Lucy du futur et ceux de la princesse Jade sont contradictoires. Il décide d'aller voir la princesse pour avoir plus d'explications. Natsu et ses camarades, de leur côté, combattent toujours les soldats de l'armée royale, mais aussi les Loups Affamés, revenus à la charge. |                                                            |                         | |                       |
| 189 | Gloria                                                     | ＧＬＯＲＩＡ            | | 5 juillet 2014        |
| [Chapitres 321 – 322] – Après la victoire de Gajil sur Rogue, Grey et Jubia battent ensemble Léon et Cherrya. Luxus, bien que mis en difficulté face à Jura, réussit à défaire un des plus puissants mages sacrés de Fiore. Erza, de son côté, se débarrasse de Minerva, grâce à l'armure du Dieu des destinées. Il ne reste plus qu'à battre Sting. Les cinq mages de Fairy Tail, blessés et épuisés physiquement, rejoignent le dernier chasseur de dragons de Sabertoorh qui, contre toute attente, abandonne le combat, n'ayant plus la force de se battre depuis la disparition de Lecter, ce qui permet à Fairy Tail de remporter les Jeux Inter-Magiques. Milianna étant emprisonnée avec l'Exceed, Sting retrouve son ami et les retrouvailles sont émouvantes. |                                                            |                         | |                       |
| 190 | Celle qui fermera la porte                                 | 扉を閉めるもの          | Tobira o shimeru mono (Celle qui ferme le portail)                                                 | 12 juillet 2014       |
| [Chapitres 323 – 324] – Rogue du futur apparaît devant Natsu et les autres, toujours aux prises avec les gardes du palais. Celui-ci veut éliminer Lucy afin de l'empêcher de refermer la porte de l'Éclipse. Alors qu'il s'attaque à elle avec une flèche de l'ombre, la Lucy du futur s'interpose, reçoit le coup fatal à la place de sa double et prononce des dernières paroles avant de mourir, sous les yeux d'Happy, Wendy, Panther Lily, Carla, Léo et Natsu. Le mage de feu combat le Rogue du futur pour la venger... |                                                            |                         | |                       |
| 191 | Natsu vs. Rogue                                            | ナツ vs. ローグ         | Natsu vs. Rōgu (Natsu vs. Rogue)                                                                   | 19 juillet 2014       |
| [Chapitres 325 – 326] – Natsu, fou de rage après la mort de la Lucy du futur, affronte Rogue du futur. Pendant ce temps, les guildes se préparent à riposter contre les dragons. Tandis que les portes d'Éclipse s'ouvrent enfin, Lucy s'apprête à interférer. |                                                            |                         | |                       |
| 192 | Pour deux                                                  | あたしの分まで          | Atashi no bun made (Ma responsabilité)                                                             | 26 juillet 2014       |
| [Chapitres 327 – 328] - Lucy décide de fermer les portes d'Éclipse, car les dragons traversent un à un le portail. Elle parvient finalement à fermer le portail, avec l'aide de Yukino, mais sept dragons sont parvenus à rester dans le monde actuel. Pour combattre les dragons de Rogue du futur, Dranbalt décide de libérer temporairement Cobra. |                                                            |                         | |                       |
| 193 | Sept dragons                                               | ＳＥＶＥＮ ＤＲＡＧＯＮ | | 2 août 2014           |
| [Chapitre 329] – Pendant que les mages de toutes les guildes unissent leur force pour affronter les dragons, Rogue du futur expose ses terribles desseins à Natsu. En découvrant ceux-ci, Natsu comprend que les chasseurs de dragons seront d'une grande utilité pour cette bataille. |                                                            |                         | |                       |
| 194 | La magie de Jilkonis                                       | ジルコニスの魔法        | Jirukonisu no mahō (La magie de Jilkonis)                                                          | 9 août 2014           |
| [Chapitres 330 – 331] – La bataille contre les dragons continue. Jilkonis utilise sa magie d'humiliation et tous les soldats, ainsi que Lucy, se retrouvent nus. Avec l'aide de Mirajane, Wendy prend la décision d'affronter Jilkonis. Alors qu'il continue de combattre Rogue du futur, Natsu se fait percuter par Lucy, balancée au loin par Jilkonis. Après avoir obtenu de nouveaux vêtements par Virgo, elle découvre le carnet de son alter égo du futur. |                                                            |                         | |                       |
| 195 | Humains vs humains, dragons vs dragons, humains vs dragons | 人と人、竜と竜、人と竜  | Hito to hito, ryū to ryū, hito to ryū (Humains vs humains, dragons vs dragons, humains vs dragons) | 16 août 2014          |
| [Chapitres 332 – 333] – Natsu a trouvé une stratégie qui consiste à avaler les flammes d'Atlas Flame, le dragon de feu. Ce dernier reconnait le fils adoptif d'Ignir et combat à ses côtés. Pendant ce temps, le combat contre les dragons continue. Milianna surprend Erza et Jellal ensemble. |                                                            |                         | |                       |
| 196 | Crime et sacrifice                                         | 罪と犠牲                | Tsumi to gisei (Crime et sacrifice)                                                                | 23 août 2014          |
| [Chapitre 334] – Ultia révèle à Milianna que c'est elle qui a tué Simon en manipulant Jellal. Pendant ce temps, différents mages de Fairy Tail sont mis en difficulté par les minis-dragons. |                                                            |                         | |                       |
| 197 | Temps de vie                                               | 命の時間                | Inochi no jikan (Le temps de la vie)                                                               | 30 août 2014          |
| [Chapitres 335 – 336] – Après la mort de Grey et d'autres membres de la guilde, Ultia décide d'utiliser Last Age, une technique qui permet de revenir dans le temps. Cependant, pour utiliser cette technique, elle doit sacrifier son temps de vie. |                                                            |                         | |                       |
| 198 | Prairie d'or                                               | 黄金の草原              | Ōgon no sōgen (Les plaines dorées)                                                                 | 6 septembre 2014      |
| [Chapitres 336 – 337] – Natsu met fin à la bataille des dragons en parvenant à vaincre Rogue du futur et à détruire le portail Eclipse. Avant de retourner dans son monde, le Rogue du futur révèle à Natsu que Frosh sera tué dans un an. Les dragons, ainsi que la Lucy du futur retournent dans leur monde d'origine. Cobra se rend de lui-même afin de retourner en prison. Lucy remercie Natsu en le prenant dans ses bras. |                                                            |                         | |                       |
| 199 | Le grand bal                                               | 大舞踊演舞              | Dai buyō enbu (Le grand banquet)                                                                   | 13 septembre 2014     |
| [Chapitre 338] – Quelques jours après le grand tournoi de la magie et la bataille des dragons, les mages sont invités à une grande fête. |                                                            |                         | |                       |
| 200 | Gouttes de temps                                           | 星霜の雫                | Seisō no shizuku (Gouttes de temps)                                                                | 20 septembre 2014     |
| [Chapitre 339] – Les Grands Jeux Magiques sont enfin terminés, et ce pour de bon. Il est donc grand temps pour Fairy Tail de retourner à Magnolia. Pendant ce temps, Jellal et Meldy recherchent désespérément Ultia qui a disparu pendant la bataille. Ils croisent une dame âgée, mais ignorent qu'il s'agit d'Ultia qui a vieilli, à la suite de l'utilisation de Last Age. Cette dernière croise le carrosse de Fairy Tail, et seul Grey a réussi à la reconnaître. |                                                            |                         | |                       |
| 201 | Cadeau                                                     | 贈り物                  | Okurimono (Cadeau)                                                                                 | 27 septembre 2014     |
| [Chapitre 340 + filler] – Les membres de Fairy Tail sont enfin de retour chez eux et sont acclamés par tous les habitants de Magnolia qui, pour les récompenser de leur victoire, leur offrent un cadeau exceptionnel : la reconstruction de leur guilde comme elle était sept années auparavant. Après cela, Lucy, Natsu et Happy partent en mission dans le village de Doromud pour chasser une créature géante. |                                                            |                         | |                       |

#### ArcÉclipse des esprits stellaires
Résumé : Les troubles causés par le plan Éclipse ne sont pas encore finis. Les treize clés d'or n'avaient, en ce jour, pas répondu à leurs invocations. Ce n'était pas qu'un changement dans leurs apparences et leurs personnalités, ils ont aussi rompu les liens des contrats avec leurs constellationnistes.
| No | Titre français                                    | Titre japonais                               | Titre japonais                                                                                   | Date de 1re diffusion |
| No | Titre français                                    | Kanji                                        | Rōmaji                                                                                           | Date de 1re diffusion |
| --- | ------------------------------------------------- | -------------------------------------------- | ------------------------------------------------------------------------------------------------ | --------------------- |
| 202 | Bienvenue chez toi Frosh !                        | おかえり､フロッシュ                          | Okaeri, Furosshu (Bienvenue chez toi Frosh !)                                                    | 4 octobre 2014        |
| [Chapitre spécial] – Lecter et Frosh vont au marché pour faire du shopping, mais à peine l'un n'a tourné le dos à l'autre qu'une minute que Frosh s'est éclipsé. Alors que Sting et ses camarades inaugurent leur piscine intégrée, Lecter prévient son maître de la disparition de Frosh. Rogue le réprimande, mais Sting le défend, ce qui provoque une bagarre chez les deux mages, calmés par Yukino. Les trois mages de Sabertooth se rendent en ville à la recherche de Frosh, croisent des mages de Fairy Tail, ainsi que Ichiya de Blue Pegasus qui leur indiquent le chemin qu'a pris l'Exceed. Lorsqu'ils le retrouvent devant un plan de la ville, ils prennent la décision de laisser Frosh se débrouiller tout seul pour rentrer à la guilde. Ce dernier croise la route de Kagura et Milianna, Grey et Jubia, d'Erza, mais se retrouve finalement devant la guilde de Fairy Tail. |                                                   |                                              |                                                                                                  |                       |
| 203 | Moulin Rouge                                      | ムーランルージュ                             | Mūran Rūju (Moulin Rouge)                                                                        | 11 octobre 2014       |
| [Chapitre spécial] – Flashback sur la rencontre entre Erza et une certaine "Moulin Rouge" : alors qu'Erza jouait dans un bar au billard, elle apprend que quelqu'un du nom de Moulin Rouge se fait passer pour un mage de Fairy Tail tout en utilisant ceci pour obtenir des choses en instaurant la peur. Erza décide de traquer cette personne et finit par la retrouver. Erza veut lui donner alors une bonne correction mais Moulin Rouge ne compte pas se laisser faire. |                                                   |                                              |                                                                                                  |                       |
| 204 | Tout pour vous satisfaire !                       | おもてなし、命かけてます！                   | Omotenashi, inochi kaketemasu! (Hospitalité, des vies en jeu !)                                  | 18 octobre 2014       |
| [Chapitre filler] – Lucy décide de remercier chacun de ses esprits en les invoquant un à la fois pour réaliser un de leurs souhaits. Accompagnée de Natsu, Yukino et Happy, elle va en voir de toutes les couleurs. |                                                   |                                              |                                                                                                  |                       |
| 205 | Le signal de la révolte                           | 反逆の狼煙                                   | Hangyaku no noroshi (Les feux de la rébellion)                                                   | 25 octobre 2014       |
| [Chapitre filler] – Tou(te)s les mages de Fairy Tail sont occupé(e)s à remplir des missions à cause des changements climatiques, à part Natsu, Lucy et Happy. Justement, Mirajane leur en a mis une de côté et elle se situe à Sibéllus. Mais sur place, la constellationniste, qui est attaquée par une limace de mer géante, tente d'invoquer ses esprits des douze clés d'or les uns après les autres, mais aucun d'eux ne répond à ses appels. De retour de leurs missions, les mages de la guilde apprennent d'Erza que le village non seulement n'existe pas, mais la mission demandée est une fausse. Ils reçoivent la visite de Yukino qui leur explique qu'elle rencontre le même problème que Lucy avec ses propres esprits. Lucy invoque Kross et ce dernier lui annonce que quelque chose de terrible s'est produite dans le Monde des Esprits. Hélas, les deux mages et l'Exceed sont attaqués par les esprits des douze clés d'or qui ont complètement changé. Ces derniers ont changé d'apparence, se sont rebellés, annoncent avoir rompu leurs contrats avec la coéquipière de Natsu, car ne se souviennent pas d'elle et cherchent la liberté parfaite. |                                                   |                                              |                                                                                                  |                       |
| 206 | Panique à la bibliothèque                         | パニック・オブ・ライブラリー                 | Panikku obu raiburarī (Panic of Library)                                                         | 1er novembre 2014     |
| [Chapitre filler] – Lucy, Yukino, Réby et Happy vont à la tour de la bibliothèque. Ils découvrent que les esprits cherchent à utiliser « Libérum », un puissant sort capable de libérer les esprits mais qu'ils ont besoin du globe céleste. Virgo malmène les filles et réussit à s'emparer du globe. |                                                   |                                              |                                                                                                  |                       |
| 207 | Jade se lève !                                    | ヒスイ立つ！                                 | Hisui tatsu! (Debout, Jade !)                                                                    | 8 novembre 2014       |
| [Chapitre filler] – Jade et Arcadios disent aux membres de Fairy Tail que le changement d'attitude des esprits célestes est dû au portail Éclipse après sa destruction. Jade, en tant que constellationniste a créé des clés pour pouvoir forcer la porte du monde des Esprits. Ils se dirigent vers Astral Spirytus. |                                                   |                                              |                                                                                                  |                       |
| 208 | Astral Spiritus                                   | アストラル・スピリタス                       | Asutoraru Supiritasu (Astral Spiritus)                                                           | 15 novembre 2014      |
| [Chapitre filler] – Les douze esprits utilisent « Libérum » pour leur liberté mais Natsu et les autres arrivent pour les stopper en se faisant aider par d'autres membres de la guilde. |                                                   |                                              |                                                                                                  |                       |
| 209 | Wendy vs Aquarius. Jouons au parc d’attractions ! | ウェンディ vs. アクエリアス､遊園地であそぼ！ | Wendi vs. Akueriasu, yūenchi de asobo! (Wendy vs Aquarius, jouons au parc d’attractions !)       | 22 novembre 2014      |
| [Chapitre filler] – La lutte continue contre les esprits célestes comme Natsu qui se bat contre Loki. Dans le même temps, Kanna, Lucy et Mirajane sont confrontées à leurs adversaires respectifs et Wendy se retrouve contre Aquarius dans un parc d'attractions. |                                                   |                                              |                                                                                                  |                       |
| 210 | Cartes de la guilde VS Cartes des esprits         | ギルドデッキ vs. 星霊デッキ                  | Girudo dekki vs. Seirei dekki (Carte de guilde vs Carte céleste)                                 | 29 novembre 2014      |
| [Chapitre filler] – Réby commence enfin le quiz contre Caprico. Dans le même temps, Mirajane bat Pisces. Kanna déchiffre les règles du jeu de cartes et affronte Scorpio en utilisant des cartes qui invoquent des illusions des membres de Fairy Tail. |                                                   |                                              |                                                                                                  |                       |
| 211 | Grey VS Cancer Dance Battle !                     | グレイ vs. キャンサー、ダンスバトル！        | Gurei vs. Kyansā, Dansu Batoru! (Grey vs Cancer, Dance Battle !)                                 | 6 décembre 2014       |
| [Chapitre filler] – Alors que Natsu, Happy, Wendy et Carla sont à la recherche de Loki. Kanna bat Scorpio. Grey affronte Cancer et le vainc rapidement. La princesse Jade et Arcadios remarquent qu'une nouvelle porte avec la marque de Ophiuchus est apparu et décident d'entrer. |                                                   |                                              |                                                                                                  |                       |
| 212 | Jubia vs Aries, combat mortel dans le désert !    | ジュビア vs. アリエス、砂漠の死闘！          | Jubia vs. Ariesu, sabaku no shitō! (Jubia vs Aries, affrontement dans le désert)                 | 13 décembre 2014      |
| [Chapitre filler] – Réby parvient à vaincre Capri dans le quiz. Natsu, Wendy, Happy et Carla tombent sur Ophiuchus qui a l'apparence d'une infirmière. Jubia trouve Aries dans le vaste désert et parvient à la vaincre. Jade et Arcadios s'interrogent sur les véritables motivations de Loki. |                                                   |                                              |                                                                                                  |                       |
| 213 | Erza vs Sagittarius, la joute finale              | エルザ vs. サジタリウス、馬上の決戦！        | Erza vs. Sajitariusu, bajō no kessen! (Erza vs Sagittarius, une confrontation à dos de cheval !) | 20 décembre 2014      |
| [Chapitre filler] – Gajil vient à bout de Gemini, Erza remporte deux des trois épreuves face à Sagittarius et Loki est sur le point d'activer Libérum. |                                                   |                                              |                                                                                                  |                       |
| 214 | Natsu vs Leo                                      | ナツ vs. レオ                                | Natsu vs. Reo (Natsu vs Leo)                                                                     | 27 décembre 2014      |
| [Chapitre filler] – Natsu bat Loki mais malgré cela, le globe céleste pour activer Libérum est toujours actif. |                                                   |                                              |                                                                                                  |                       |
| 215 | Ophiuchus le Serpentaire                          | 蛇遣い座のオフィウクス                       | Hebitsukaiza no Ofiukusu (Le serpent charmeur Ophiuchus)                                         | 10 janvier 2015       |
| [Chapitre filler] – Lucy et Yukino parviennent à battre Virgo et Libra mais dès que les douze portes des esprits célestes sont fermées, Ophiuchus révèle que cela faisait partie de son plan pour donner de la puissance au roi des esprits célestes. |                                                   |                                              |                                                                                                  |                       |
| 216 | Des étoiles filantes plein le ciel                | 星満ちて流るる時                             | Hoshi Michite Nagareruru Toki (Quand les étoiles sont remplies partout)                          | 17 janvier 2015       |
| [Chapitre filler] – Les mages de Fairy Tail tentent de stopper Libérum Vérus en voulant détruire la Trinité, les constellationistes utilisent un sort appelé Gottfried pour stopper la lumière du globe céleste. |                                                   |                                              |                                                                                                  |                       |
| 217 | La bête céleste                                   | 星霊獣                                       | Seireijū (L’esprit céleste bestial)                                                              | 24 janvier 2015       |
| [Chapitre filler] – L'esprit céleste bestial s'avère être le roi des esprits qui a absorbé les douze esprits du zodiaque, les mages de Fairy Tail se rendent dans le monde des esprits pour venir à bout de lui. |                                                   |                                              |                                                                                                  |                       |
| 218 | Croire                                            | Believe                                      | Believe (Croire)                                                                                 | 31 janvier 2015       |
| [Chapitre filler] – Natsu a libéré le roi des esprits. Il retourne retrouver ses amis et le monde des esprits est redevenu normal, les esprits célestes ont perdu leurs souvenirs de leur forme d’Éclipse. |                                                   |                                              |                                                                                                  |                       |

#### ArcLa créature mystérieuse
Résumé : Après les Grands Jeux Magiques, les six guildes qui se sont confrontées décident de participer à un programme d'échange mis en place par le conseil. Natsu et les autres membres de Fairy Tail partent alors visiter les autres guildes (Blue Pegasus, Lamia Scale, Mermaid Heel, Quattro Cerberos et Sabertooth). Pendant ce temps, Natsu reçoit un œuf sur la tête qui éclot. En sort alors une étrange créature qu'il décide de nommer Kemokemo.
| No | Titre français                   | Titre japonais                                                  | Titre japonais                                                          | Date de 1re diffusion |
| No | Titre français                   | Kanji                                                           | Rōmaji                                                                  | Date de 1re diffusion |
| --- | -------------------------------- | --------------------------------------------------------------- | ----------------------------------------------------------------------- | --------------------- |
| 219 | Ce qui tisse la sincérité        | 真心が紡ぐもの                                                  | Magokoro ga tsumugu mono (Ce qui tisse la sincérité)                    | 7 février 2015        |
| [Chapitre spécial] – Sous la demande de Biska et Arzak, Natsu et Lucy se retrouvent à garder Asuka, le temps que ses parents reviennent de mission. Pas si facile pour le mage de feu qui se comporte lui-même comme un gamin. Après avoir joué ensemble un certain temps, Asuka demande à aller en mission pour pouvoir racheter un objet précieux appartenant à ses parents, il y a quelques années. Natsu et Lucy, voulant l'aider, décident alors de choisir des missions faciles. |                                  |                                                                 |                                                                         |                       |
| 220 | 413 jours                        | 413 DAYS                                                        | 413 DAYS (413 jours)                                                    | 14 février 2015       |
| [Chapitre spécial] – Jubia décide, sur les conseils d'Erza, d'offrir un cadeau à Grey pour fêter le 413e jour de leur rencontre. Cependant, ce jour est aussi spécial pour lui, car c'est l'anniversaire de la mort de Oul, son ancienne maîtresse. La mage d'eau concocte d'abord un gâteau par elle-même, mais échoue, puis décide de tricoter une écharpe, ce qu'elle parvient à faire. Lorsqu'elle part à la recherche du mage de glace, elle le retrouve, mais celui-ci refuse son cadeau. Elle croise ensuite le chemin de Léon qui décide de lui révéler la raison pour laquelle Grey a besoin d'être seul. Attristée par ce qu'elle vient d'apprendre, elle est réconfortée par Erza. De son côté, Grey récupère finalement l'écharpe que Jubia a tricoté pour lui. |                                  |                                                                 |                                                                         |                       |
| 221 | Le Dédale Blanc                  | 白銀の迷宮                                                      | Hakugin no meikyū (Le Dédale Blanc)                                     | 21 février 2015       |
| [Chapitre filler] – Natsu, Lucy et Happy partent en mission au mont Hakobe pour récupérer de la glace aux propriétés magiques. Malheureusement, une tempête de neige se lève et le groupe se retrouve obligé de s'abriter dans une grotte qui se révèle être un piège. |                                  |                                                                 |                                                                         |                       |
| 222 | Transformation !                 | 変身!                                                           | Henshin ! (Transformation !)                                            | 28 février 2015       |
| [Chapitre spécial] – Natsu, Happy et Lucy essaient, avec l'aide de Mirajane, d'apprendre la magie de la métamorphose. Pendant ce temps, alors qu'elle est dans un magasin de vêtements, Erza aperçoit une étrange tenue, un costume qui selon la légende, aurait été porté par une ancienne justicière qui s'en servait pour sauver la ville de différents dangers. Erza, après avoir l'avoir acheté, décide de faire de même et trouve comme nom de super-héroïne : Fairy Woman. Commence alors sa journée afin de défendre la ville et combattre les forces du mal. |                                  |                                                                 |                                                                         |                       |
| 223 | Kemokemo est arrivé !            | ケモケモが来た!                                                 | Kemokemo ga kita! (Kemokemo arrive !)                                   | 7 mars 2015           |
| [Chapitre filler] – Après avoir terminé une mission, un œuf tout droit tombé des cieux atterrit sur la tête de Natsu, celui-ci décide de le couver à l'aide d'Happy. Une fois éclot, en sort une étrange créature appartenant à une espèce inconnue, Natsu décide alors de le nommer Kemokemo. Plus tard, la guilde de Fairy Tail se voit proposer par le conseil un programme d'échange, qui consiste à prendre 5 membres et de leur faire visiter les guildes concurrentes ayants participé aux Grands Jeux Magiques. Natsu se porte volontaire pour pouvoir aller recueillir des informations sur Kemokemo. Happy, Lucy, Erza et Grey le suivent. Après plusieurs passages (souvent mal terminés) dans les autres guildes, Natsu et les autres s’apprêtent à aller à Sabertooth avant que Sting arrive et les préviennent que le programme d'échange est annulé. Pour cause, une étrange île catégorisée comme étant dangereuse est apparue d'un coup. Sous les ordres du conseil, Fairy Tail et Sabertooth vont devoir s'unir afin d'aller sur cette île et voir ce qu'elle cache.                                           |                                  |                                                                 |                                                                         |                       |
| 224 | L'endroit d'où tu viens          | 君の来た場所                                                    | Kimi no kita basho (L'endroit d'où tu viens)                            | 14 mars 2015          |
| [Chapitre filler] – Fairy Tail et Sabertooth arrivent donc sur l'île pour voir de plus près quelles choses dangereuses elle cache. C'est alors qu’apparaît un serpent des mers gigantesque qui attaque les mages. Tandis que Wendy, Carla, Erza, Grey, Sting, Rogue, Lecter et Frosh subissent un malaise à la suite d'un étrange virus se répandant, Natsu, Lucy, Happy et Kemokemo se réfugient dans des ruines, dans lesquelles sont inscrits des écrits sur les murs. Ces écrits racontent que l'île était autrefois habitée, mais que la civilisation se retrouva mystérieusement pris d'un étrange virus que libérait l'île, et que le roi des plantes était apparu pour les sauver. Le roi des plantes se révélera être Kemokemo qui commencera à devenir énorme tout en libérant un étrange gaz qui détruit le virus. Kemokemo et le serpent de mer se battent donc jusqu'à la défaite de celui-ci. Kemokemo fusionna alors avec l'île et replongea sous l'eau et après des adieux touchants à Natsu, parti pour toujours. Natsu trouva une graine venant de Kemokemo et décida de la planter, pour ne jamais l'oublier. |                                  |                                                                 |                                                                         |                       |
| 225 | L'homme de la foudre             | いかづちの男                                                    | Ikazuchi no Otoko (L’Homme de Foudre)                                   | 21 mars 2015          |
| [Chapitre filler] – Une mission a été donnée à Fairy Tail. Cependant, celle-ci est exclusivement réservée pour Luxus. En effet, il doit aider une ville et ses habitants à arrêter la foudre qui y tombe constamment et ce, depuis un mois. Mais après avoir été accueilli de tout cœur par les habitants, le maire le convoque et lui explique en secret que tout est de sa faute. Il le menace alors de trouver un moyen de stopper ça à tout prix, auquel cas sa réputation ainsi que celle de Fairy Tail en prendra un coup. Même s'il s'agit bien de la foudre de Luxus, quelque chose ne va pas dans tout ça. Et si cela était un coup monté ? |                                  |                                                                 |                                                                         |                       |
| 226 | Fairy Tail of the Dead Bôôôôôôôô | ＦＡＩＲＹ ＴＡＩＬ ｏｆ ｔｈｅ ＤＥＡＤ ＭＥＥＥＥＥＥＥＥＥＮ | Fairy Tail of the Dead Meeeeeeeeen (Fairy Tail of the Dead Meeeeeeeeen) | 28 mars 2015          |
| [Chapitre spécial] – À la suite d'une maladresse d'Ichiya, un de ses parfums est tombé et s'échappe dans l'air. Il se propage partout en ville, ce qui a pour effet de transformer les gens en zombies. Alors que plus de la moitié de la population est transformée, Natsu et les derniers survivants doivent leur échapper et trouver un moyen d'arrêter tout ça. |                                  |                                                                 |                                                                         |                       |

### Saison 6
Diffusé depuis 4 avril 2015 au Japon.

#### ArcLe village du soleil
Résumé : Makarof reçoit une requête, peut-être la plus importante depuis la création de Fairy Tail, venant d'un des quatre rois célestes d'Ishgar, Worlod Seaken, qui demande à Grey et Natsu de partir au village du Soleil afin de libérer les habitants du village ainsi que la flamme éternelle.
| No | Titre français                   | Titre japonais                      | Titre japonais                                         | Date de 1re diffusion |
| No | Titre français                   | Kanji                               | Rōmaji                                                 | Date de 1re diffusion |
| --- | -------------------------------- | ----------------------------------- | ------------------------------------------------------ | --------------------- |
| 227 | Le matin d’une nouvelle aventure | 新たな冒険の朝                      | Arata na Bōken no Asa (L’Aube d’une nouvelle aventure) | 4 avril 2015          |
| [Chapitres 341 – 342] – Après une visite de Flare dans le bain commun des femmes de Fairy Tail. Wendy, Erza, Carla et Lucy partent chercher Natsu, Happy et Grey qui ne sont toujours pas revenus d'une mission banale. Une fois de retour, les mages de glace et de feu reçoivent alors une requête d'un des 4 rois célestes d'Ishgar ayant l'apparence d'un arbre. Il évoque un village totalement gelé dans lequel les maisons, habitants et la flamme éternelle sont figés dans la glace. Wendy, Carla, Natsu, Happy, Erza, Grey et Lucy partent vers leur nouvelle destination. |                                  |                                     |                                                        |                       |
| 228 | Mages vs. chasseurs              | 魔導士 vs. ハンター                 | Madōshi vs. Hantā (Mages contre Chasseurs)             | 11 avril 2015         |
| [Chapitres 343 – 344] – Le groupe de Natsu arrive au Village du Soleil et découvre les habitants. Tout en étudiant la magie de glace qui gèle la ville, les mages rencontrent un trio de chasseurs de trésors de la Guilde Sylph Labyrinth qui ont l'intention de voler la flamme éternelle. |                                  |                                     |                                                        |                       |
| 229 | La loi de la régression          | 退化ノ法                            | Taika no Hō (La Loi de la dégénérescence)              | 18 avril 2015         |
| [Chapitres 345 – 346] – Au village du Soleil, Erza se demande pourquoi elle est transformée en enfant. Pendant ce temps, les chasseurs et les mages continuent de se battre et la bouteille de gouttes de Lune finit par être cassée. Doriate et Minerva de la guilde Succubus Eye font leur apparition et Natsu se retrouve enfant à cause de la magie de régression de Doriate comme pour Erza. |                                  |                                     |                                                        |                       |
| 230 | Le retour du démon               | 悪魔回帰                            | Akuma Kaiki (Le Retour du démon)                       | 25 avril 2015         |
| [Chapitres 347 – 348] – Lucy, Wendy et Flare viennent à bout de Sylph Labyrinth. Erza est confrontée à Minerva, le combat tourne rapidement à l'avantage de Minerva, Erza ne pouvant rien faire en étant transformée en enfant. Natsu de son côté, court dans la forêt à la recherche de la voix qu'il a entendu. Pendant ce temps, Grey se retrouve nez à nez avec Doriate. |                                  |                                     |                                                        |                       |
| 231 | Grey vs Doriate                  | グレイ vs. ドリアーテ               | Gurei vs. Doriāte (Grey vs Doriate)                    | 2 mai 2015            |
| [Chapitres 349 – 351] – Grey utilise son imagination pour tromper Doriate avec sa magie de glace. Cependant, les choses se compliquent quand Doriate se transforme en démon et Grey, redevenu lui aussi enfant, utilise la glace qui gèle le village du Soleil pour vaincre son adversaire. Pendant ce temps, les filles atteignent la flamme éternelle et rejointes par Natsu et Grey, ils ont l'intention de la faire fondre. |                                  |                                     |                                                        |                       |
| 232 | La voix de la flamme             | 炎の声                              | Honō no koe (La voix de la Flamme)                     | 9 mai 2015            |
| [Chapitres 351 – 353] – Déterminé à sauver le village, Grey utilise sa magie pour faire fondre la glace. Par la suite, il est supposé que la flamme éternelle a disparu mais Natsu qui est au milieu d'un combat contre l'oiseau cyclope, bat le monstre et dirige ses flammes vers la flamme éternelle afin de la raviver. La flamme éternelle se révèle être Atlas Flamme qui fait fondre la glace dans le village. |                                  |                                     |                                                        |                       |
| 233 | La chanson des fées              | Ｓｏｎｇ ｏｆ ｔｈｅ Ｆａｉｒｉｅｓ | Song of the Fairies (Song of the Fairies)              | 16 mai 2015           |
| [Chapitres 354 – 355] – Les habitants du village du Soleil et les membres de Fairy Tail font la fête. Minerva rencontre Kyôka, l'une des Neuf Portes Démoniaques de la Guilde Tartaros. Worlod annonce aux mages de Fairy Tail qu'il est l'un des membres fondateurs de la guilde. |                                  |                                     |                                                        |                       |

#### ArcTartaros
Résumé : Alors que la mission au village du Soleil est accomplie, un séisme secoue le conseil de la magie. Neuf conseillers sont tués dans l'explosion d'Era. C'est la guilde clandestine Tartaros qui est derrière tout ça. Dranbalt s'en sort de justesse et va voir Cobra d'Oracion Seis dans sa prison pour lui soutirer des informations. Là, il apprend une vérité incroyable : E.N.D., le démon le plus puissant du livre de Zeleph, est le maître de Tartaros.
| No | Titre français                    | Titre japonais                          | Titre japonais                                                                                                | Date de 1re diffusion |
| No | Titre français                    | Kanji                                   | Rōmaji | Date de 1re diffusion |
| --- | --------------------------------- | --------------------------------------- | --- | --------------------- |
| 234 | Les neuf portes démoniaques       | 冥府の門編 【序章】 九鬼門              | Tarutarosu-hen (Joshō) Kyūkimon (Arc Tartaros - Prologue : Les Neuf Portes Démoniaques)                       | 23 mai 2015           |
| [Chapitres 356 – 357] – Un démon de la guilde de Tartaros qui se nomme Jackal s'attaque au Conseil de la magie. Dranbalt, qui s'en est sorti, va voir Cobra dans sa prison pour obtenir des informations sur la guilde noire. Peu de temps après, Evergreen, Bixrow et Fried sont victimes de l'attaque d'un autre démon de Tartaros, mais Luxus intervient. Note : cet épisode marque le début du prologue de l'arc Tartaros. |                                   |                                         | |                       |
| 235 | Fée vs Enfer                      | 冥府の門編 【序章】 妖精対冥府          | Tarutarosu Hen (Joshō) : Yōsei tai Meifu (Arc Tartaros - Prologue : Les Fées contre l'Enfer)                  | 30 mai 2015           |
| [Chapitres 358 – 359] – Evergreen, Fried, Bixrow et Yajima sont sauvés par Luxus qui se débarrasse de Tempester, mais celui-ci laisse derrière lui des Spores Démoniaques qui met mal en point toute l'unité de Raijin. Natsu, Wendy et Lucy sont chez Michelo pour le protéger de Tartaros. À peine arrivés, sa maison explose, mais Natsu sauve tout le monde en aspirant les flammes et Jackal se présente devant lui. |                                   |                                         | |                       |
| 236 | L'héritage blanc                  | 冥府の門編 【序章】 白き遺産            | Tarutarosu Hen (Joshō) : Shiroki Isan (Arc Tartaros - Prologue : L'héritage blanc)                            | 6 juin 2015           |
| [Chapitres 360 – 361] – Natsu affronte Jackal, responsable du massacre des membres du Conseil Magique. Natsu met rapidement son adversaire à terre, mais se fait ensuite battre à cause de la Malédiction Explosive de Jackal. Ce dernier se lance ensuite à la poursuite de Michelo, Lucy et Wendy interviennent. |                                   |                                         | |                       |
| 237 | Natsu vs Jackal                   | 冥府の門編 【序章】 ナツ vs. ジャッカル | Tarutarosu Hen (Joshō) : Natsu vs. Jakkaru (Arc Tartaros - Prologue : Natsu vs. Jackal)                       | 13 juin 2015          |
| [Chapitres 362 – 363] – Natsu continue le combat contre Jackal, tandis que les autres mages de Fairy Tail sont en route pour rejoindre les conseillers. De leur côté, Elfman et Lisanna se retrouvent confrontés à l'une des membres de Tartaros qui détruit leur seul moyen de communication avec les autres membres de la guilde. |                                   |                                         | |                       |
| 238 | Immoralité et criminels           | 冥府の門編 背徳と罪人                   | Tarutarosu Hen Haitoku to Zainin (Arc Tartaros: Immoralité et criminels)                                      | 20 juin 2015          |
| [Chapitres 364 – 365] – Erza et Mirajane vont à la rencontre de l'ancien président du conseil magique pour en savoir plus sur Face, l'arme que convoite Tartaros, mais on apprend que Crawford est de mèche avec Tartaros. Erza et Mirajane sont aux mains de Tartaros et Natsu arrive au repère de Tartaros pour les délivrer. Note : cet épisode clôt le prologue de l'arc Tartaros et marque le début de la partie « Immortalité et criminels ». |                                   |                                         | |                       |
| 239 | Jellal vs Oracion Seis            | 冥府の門編 ジェラール ｖｓ．六魔将軍    | Tarutarosu Hen Jerāru vs. Orashion Seisu (Arc Tartaros: Gerald vs. Oracion Seis)                              | 27 juin 2015          |
| [Chapitres 366 – 368] – Natsu arrive au QG de Tartaros, un combat s'engage entre lui et Franmalth, Silver interrompt l'affrontement et gèle Natsu. Pendant ce temps, Jellal poursuit son combat contre les Oracion Seis. |                                   |                                         | |                       |
| 240 | Là où les prières arrivent        | 冥府の門編 祈りが届く場所               | Tarutarosu Hen Inori ga Todoku Basho (Arc Tartaros: Là où arrivent les prières)                               | 4 juillet 2015        |
| [Chapitres 368 – 370] – Au QG de Tartaros, Natsu et Lisanna sont toujours emprisonnés. Crawford trouve le moyen de délivrer Face. Il fait passer le sort du lien vivant en lui délivrant Gerald par la même occasion. Ce dernier bat les Oracion Seis. La libération de Face s'effectue finalement avec Kyôka qui tue Crawford. Alors que les Mages de Fairy Tail s'apprêtent à partir à l'assaut contre Tartaros, une explosion retentit. Note : cet épisode clôt la partie « Immortalité et criminels » et marque le début de la partie « Le chant du dragon céleste ». |                                   |                                         | |                       |
| 241 | Réincarnation en démon            | 冥府の門編 悪魔転生                     | Tarutarosu Hen Akuma Tensei (Arc Tartaros: Réincarnation démoniaque)                                          | 11 juillet 2015       |
| [Chapitres 371 – 372] – Alors que le QG de Fairy Tail est détruit à la suite de l'explosion de la lacrima, Kanna sauve tous les membres avec l'utilisation de ses cartes magiques. Les membres de Fairy Tail contre-attaquent et affrontent les sbires de Tartaros. Natsu et Lisanna, sortis de leur prison partent retrouver Mirajane alors que Erza affronte Kyôka. Natsu se retrouve en face de sbires et les élimine sans difficulté. Soudain, Zeleph se tient devant lui, lui disant qu'il se trouve dans sa bibliothèque. |                                   |                                         | |                       |
| 242 | Tuer ou laisser vivre             | 冥府の門編 生かすか殺すか               | Tarutarosu Hen: Ikasu ka Korosu ka (Arc Tartaros: Laisser vivre ou tuer)                                      | 18 juillet 2015       |
| [Chapitres 373 – 374] – Erza, Mirajane et Grey poursuivent leur affrontement contre les démons. Wendy et Carla partent désactiver Face pendant que Natsu et Lucy affrontent Franmalth. Pendant ce temps, Jellal parvient à terrasser Oracion Seis, mais s'étant lui-même crever les yeux pour briser une illusion de Midnight, il devient aveugle. Il propose ensuite à Cobra, Angel, Midnight, Racer et Hot-Eye de les recruter dans sa guilde indépendante. Hot-Eye le suit sans hésiter, mais les quatre autres semblent indécis. |                                   |                                         | |                       |
| 243 | Wendy vs Ezer                     | 冥府の門編 ウェンディ ｖｓ．エゼル      | Tarutarosu Hen: Wendi vs. Ezeru (Arc Tartaros - Wendy vs. Ezer)                                               | 25 juillet 2015       |
| [Chapitres 375 – 376] – Alors que le combat continue dans le quartier général de Tartaros, Wendy et Carla partent désactiver Face. Pendant ce temps, Lucy, Natsu et Happy continuent leur combat contre Franmalth se transformant en Hadès. Grey se retrouve dans les filets de Keith ne voulant pas le laisser s'échapper. Alors que Wendy est attaquée par Ezer, elle réussit à déclencher sa Dragon Force au dernier moment. |                                   |                                         | |                       |
| 244 | Amies pour toujours               | 冥府の門編 ずっと友達で                 | Tarutarosu Hen: Tomodachi ni narou (Arc Tartaros: Amies pour toujours)                                        | 1er août 2015         |
| [Chapitres 377 – 378] – Wendy affronte, vainc Ezer et détruit également Face, mais le compte à rebours continue. Natsu et Lucy continuent leur combat contre Franmalth, mais le Cube commence à trembler et Franmalth annonce que Face va être activé. Wendy et Carla arrêtent Face grâce un sort d'auto-destruction et décident de se sacrifier. Cependant, Dranbalt les sauve. |                                   |                                         | |                       |
| 245 | Hell's Core                       | 冥府の門編 ヘルズ・コア                 | Tarutarosu Hen: Heruzu Koa (Arc Tartaros: Hell's Core)                                                        | 8 août 2015           |
| [Chapitres 379 – 380] – Après que Wendy et Carla aient réussi à désamorcer Face, les mages de Fairy Tail, ayant tous gardé leur magie, peuvent continuer leur combat. Lucy réussit a délivrer Natsu du sort de Franmalth, grâce à une ruse, le mage de feu donne ensuite le coup final au combat. Pendant ce temps, Néo Minerva arrive face à Erza et Mirajane détruit le cœur du QG de Tartaros, puis se retrouve confrontée à Seira sous une forme plus puissante. Enfin, Cobra dit entendre des hurlements et veut voir par lui-même ce qu'il en est. Note : cet épisode clôt la partie « Le chant du dragon céleste » et marque le début de la partie « Le Roi des Enfers ». |                                   |                                         | |                       |
| 246 | Le roi des Enfers                 | 冥府の門編 冥王                         | Tarutarosu Hen: Meiō (Arc Tartaros: Le Roi des Enfers)                                                        | 15 août 2015          |
| [Chapitre 380 + filler] – Jellal et Meldy, accompagnés des Oracion Seis, font la rencontre de Rusty Rose qui a beaucoup changé pendant les 7 années d'absence. Rusty Rose leur divulgue certaines informations sur la guilde Tartaros, avant de tenter de convaincre Meldy de le rejoindre pour reformer la guilde Grimoire Heart. Sauvée par les Oracions Seis, ces derniers décident de suivre Jellal. Celui-ci propose également à Rusty Rose de rejoindre sa guilde s'il le souhaite. |                                   |                                         | |                       |
| 247 | Alegria                           | 冥府の門編 アレグリア                   | Tarutarosu Hen: Areguria (Arc Tartaros: Alegria)                                                              | 22 août 2015          |
| [Chapitres 381 - 382] – Face à la force écrasante de Seira, Mirajane se remémore son enfance et la façon dont elle a acquis ses pouvoirs de démons. Ensuite, Mard Geer lance le maléfice Alegria qui absorbe toutes les personnes se trouvant dans le cube, sauf Lucy. |                                   |                                         | |                       |
| 248 | L'attaque stellaire               | 冥府の門編 星々の一撃                   | Tarutarosu Hen: Hoshiboshi no Ichigeki (Arc Tartaros: L'Attaque des étoiles)                                  | 29 août 2015          |
| [Chapitres 383 - 384] – Lucy a échappé au maléfice Alegria. Aidée de Léo, Virgo et Aquarius, ses esprits célestes, elle tente de se défendre face à Jackal, en vain. Aquarius n'étant pas en mesure de battre Jackal, elle demande à la constelationniste de détruire sa clé afin de pouvoir invoquer le Roi des esprits. Mais Lucy, déboussolée, refuse de perdre Aquarius, qui finit par lui faire entendre raison. |                                   |                                         | |                       |
| 249 | Roi des esprits vs Roi des enfers | 冥府の門編 星霊王 ｖｓ．冥王            | Tarutarosu Hen: Seireiō vs. Meiō (Arc Tartaros: Le Roi des esprits vs le Roi des enfers)                      | 5 septembre 2015      |
| [Chapitres 385 - 386] – Après avoir invoqué le roi des esprits célestes, Lucy continue de pleurer Aquarius, quand elle découvre qu'une partie de la magie d'Aquarius est en elle et parvint à vaincre Jackal. Pendant ce temps, le roi des esprits célestes et le roi des enfers, Mard Geer, ont l'air de se connaître de longue date et d'avoir quelques différents à régler. Commence alors un combat titanesque. |                                   |                                         | |                       |
| 250 | Erza vs Minerva                   | 冥府の門編 エルザ ｖｓ．ミネルバ        | Tarutarosu Hen: Eruza vs. Mineruba (Arc Tartaros: Erza vs Minerva)                                            | 12 septembre 2015     |
| [Chapitres 387 – 388] – Natsu, Gajil, Juvia et Grey sont face à certains membres de Tartaros et s'interrogent sur l'odeur similaire de Grey et Silver, celui-ci décide de prendre Grey à part. Pendant ce temps, Erza et Minerva continuent de combattre tandis que Minerva se remémore pourquoi elle est devenue si forte par son passé. Mard Geer réussit à se libérer du sort du roi des esprits célestes et attaque Erza et Minerva quand Sting et Rogue apparaissent et sauvent Minerva. Note : cet épisode clôt la partie « Le Roi des enfers » et marque le début de la partie « Père et fils ».                                                                          |                                   |                                         | |                       |
| 251 | L'histoire d'un gamin             | 冥府の門編 少年の物語                   | Tarutarosu Hen: Shōnen no Monogatari (Arc Tartaros: L'histoire d'un garçon)                                   | 19 septembre 2015     |
| [Chapitres 389 – 390] – Natsu, Gajil et Jubia affrontent Tempester, Trafzer et Keith tandis que les Dragons jumeaux de Sabertooth affrontent Mard Geer. Erza se dirige à la salle de contrôle de Tartaros pour désactiver Face. Pendant leur combat, Silver fait une révélation étonnante à Grey. |                                   |                                         | |                       |
| 252 | Grey vs Silver                    | 冥府の門編 グレイ ｖｓ. シルバー        | Tarutarosu Hen: Gurei vs. Shirubā (Arc Tartaros: Grey vs Silver)                                              | 26 septembre 2015     |
| [Chapitres 391 – 392] – Fairy Tail continue à lutter contre Tartaros tout en essayant d'arrêter Face. Pendant ce temps, Grey est furieux que Deliora utilise le corps de son père, mais parvient à le battre et se rend compte d'une vérité douloureuse. |                                   |                                         | |                       |
| 253 | La transmission de Silver         | 冥府の門編 銀色の想い                   | Tarutarosu Hen: Giniro no Omoi (Arc Tartaros: Pensées argentées)                                              | 3 octobre 2015        |
| [Chapitres 393 – 394] – Grey réussit à battre son père, mais lorsque ce dernier le supplie de le tuer, il ne se résout pas à le faire. Il se rend compte que celui-ci lui a dit des choses horribles pendant leur combat, mais uniquement pour l'aider à surmonter sa peur. Fondant en larmes, le père et le fils se prennent mutuellement dans les bras. De son côté, Jubia bat Keith pour désactiver les 3000 Face et permettre à Silver de reposer en paix. Note : cet épisode clôt la partie « Père et fils » et marque le début de la partie « Douleur extrême ». |                                   |                                         | |                       |
| 254 | Air                               | 冥府の門編 Ａｉｒ                       | Tarutarosu Hen: Air (Arc Tartaros: Air)                                                                       | 10 octobre 2015       |
| [Chapitres 395 – 396] – La bataille entre les chasseurs de dragons et les démons s'intensifie lorsque Trafzer noie tout le monde avec son eau noire, Gajil fait tout pour sauver et protéger ses amis. |                                   |                                         | |                       |
| 255 | Acier                             | 冥府の門編 鋼                           | Tarutarosu Hen: Hagane (Arc Tartaros: Acier)                                                                  | 17 octobre 2015       |
| [Chapitres 397 – 398 + filler] – Sauvé par Reby de la noyade, Gajil lui demande d'aller sauver les autres. Il se remémore être passé en jugement devant le Conseil de la magie, avoir eu une discussion avec Belno, cette dernière lui disant qu'il lui rappelle son fils, jusqu'au jour où il découvre son cadavre, tuée par un des membres de Tartaros. Pleurant la mort de cette femme qui a veillé sur lui pendant toutes ces années, il bat Trafzer pour lui rendre hommage. Mais alors que Tempester était sur le point de l'attaquer, Luxus fait son apparition et combat le démon avec des spores démoniaques dans tout le corps.                                        |                                   |                                         | |                       |
| 256 | Le dernier duel                   | 冥府の門編 最後の一騎討ち               | Tarutarosu Hen: Saigo no Ikkiuchi (Arc Tartaros: Ultime face à face)                                          | 24 octobre 2015       |
| [Chapitres 398 + filler] – Luxus bat Tempester et lui a fait cracher son sang pour l'antidote contre les spores démoniaques. Arrivée à la salle de contrôle avec son équipe, Erza affronte Kyôka pour désactiver Face. |                                   |                                         | |                       |
| 257 | Les ailes du désespoir            | 冥府の門編 絶望の翼                     | Tarutarosu Hen: Zetsubō no Tsubasa (Arc Tartaros: Les ailes du désespoir)                                     | 31 octobre 2015       |
| [Chapitres 399 – 400] – Acnologia arrive au quartier général de Tartaros pour empêcher la résurrection de E.N.D. Il est temps pour Ignir de faire son apparition et il révèle à Natsu qu'il était dans son corps depuis tout ce temps. |                                   |                                         | |                       |
| 258 | Poing d’acier du dragon de feu    | 冥府の門編 火竜の鉄拳                   | Tarutarosu Hen: Karyūnotekken (Arc Tartaros: Le poing d'acier du dragon de feu)                               | 7 novembre 2015       |
| [Chapitres 401 – 402] – Ignir combat Acnologia. Natsu vient à sa rencontre et demande des explications, mais il refuse et lui dit qu'ils s'expliqueront plus tard, puis lui confit une mission : celle de voler le livre E.N.D à Mard Geer. Mard Geer ordonne à Kyoka de fusionner avec un lien organique pour accélérer l'activation de Face, celle-ci s'exécute puis prend sa véritable forme Etherious. Erza décide de la vaincre pour désactiver Face. |                                   |                                         | |                       |
| 259 | 00:00                             | 冥府の門編 ００ ：００                  | Tarutarosu Hen: 00:00 (Arc Tartaros: 00:00)                                                                   | 14 novembre 2015      |
| [Chapitres 403 – 404] – Dépouillée de ses cinq sens, Erza est mal en point face à Kyoka. Néanmoins, elle est en mesure de contrer la malédiction, riposte et met à terre Kyoka, avant que Minerva ne l'achève. Cependant, le compte à rebours de Face tombe à zéro et la magie est sur le point de disparaître du continent. Note : cet épisode clôt la partie « Douleur extrême » et marque le début de la partie « Magna Carta ». |                                   |                                         | |                       |
| 260 | La fille dans le cristal          | 冥府の門編 水晶の中の少女               | Tarutarosu Hen: Suishō no Naka no Shōjo (Arc Tartaros: La fille dans le cristal)                              | 21 novembre 2015      |
| [Chapitres 405 – 406] – Natsu continue son combat contre Mard Geer, mais Sting et Rogue arrivent pour l'aider. Gajil et Réby emmènent Luxus et Jubia se faire soigner par Polyussica, et Lucy se dirige du côté de Elfman, Lisanna, Jet, Droy et Warren pour les aider à combattre les clones de Lamy. Makarof est sur le point de dévoiler ce qu'est Lumen Histoire. |                                   |                                         | |                       |
| 261 | Le démon absolu                   | 冥府の門編 絶対の悪魔                   | Tarutarosu Hen: Zettai no Akuma (Arc Tartaros: Le Démon absolu)                                               | 28 novembre 2015      |
| [Chapitres 407 – 408] – Natsu et les dragons jumeaux se retrouvent en mauvaise posture face à Mard Geer, mais Grey intervient et gèle le sort de Mard Geer. Il le combat, mais Jienma s'interpose s'attaquant à Sting et Rogue. Mard Geer dévoile sa forme Etherious. |                                   |                                         | |                       |
| 262 | Memento Mori                      | 冥府の門編 メメント・モリ               | Tarutarosu Hen: Memento Mori (Arc Tartaros: Memento Mori)                                                     | 5 décembre 2015       |
| [Chapitres 409 – 410] – Sting et Rogue continuent de se battre contre Jienma qui semble avoir augmenté en puissance depuis la dernière fois, ce qui leur pose des problèmes. Cependant, ils arrivent à le vaincre en mettant leurs dernières forces dans une attaque combinée. Pendant ce temps, le combat fait rage entre Natsu, Grey et Mard Geer, celui-ci décide alors d'utiliser la malédiction suprême qu'il avait créée pour vaincre Zeleph : le Memento Mori qui semble avoir eu raison de Natsu et Grey. |                                   |                                         | |                       |
| 263 | Vol vers Ishgar                   | 冥府の門編 イシュガルに舞う             | Tarutarosu Hen: Ishugaru ni Mau (Arc Tartaros: Danser dans les cieux d'Ishgar)                                | 12 décembre 2015      |
| [Chapitres 411 – 412] – Alors que Natsu et Gray battent Mard Geer et que Erza bat Kyôka, leurs efforts sont vains, car Face est activé et la magie va disparaître du continent. Alors que tout espoir semble perdu, Ignir signale l'arrivée des autres dragons pour arrêter la catastrophe. |                                   |                                         | |                       |
| 264 | Gouttes de feu                    | 冥府の門編 炎の雫                       | Tarutarosu Hen: Honō no Shizuku (Arc Tartaros: Gouttes de flammes)                                            | 19 décembre 2015      |
| [Chapitres 413 – 414] – Aidés des dragons, les humains sont victorieux et ont réussi à détruire tous les Face et donc empêcher la résurrection de E.N.D. Zeleph, après avoir détruit pour de bon Mard Geer, prend le livre de E.N.D avant de disparaître. Peu après, Ignir continue de se battre contre Acnologia et lui arrache un bras, au péril de sa vie. |                                   |                                         | |                       |
| 265 | La force de vivre                 | 冥府の門編 【終章】 それが生きる力だ    | Tarutarosu Hen Shūshō: Sore ga Ikiru Chikara Da (Arc Tartaros - Épilogue: Cela deviendra ta volonté de vivre) | 26 décembre 2015      |
| [Chapitres 415 – 416] – Fairy Tail a battu Tartaros et les dragons ont détruit tous les Face. Natsu pleure la mort d'Ignir et les autres dragons disparaissent. De son côté, Jubia rejoint Grey devant la tombe de ses parents et lui révèle la vérité au sujet de la disparition de l'âme nécromancienne de Silver. Grey la remercie en pleurant dans ses bras. À Sabertooth, Sting et Rogue ramènent Minerva à la guilde, qui est accueillie à bras ouverts par les autres membres. Makarof dissout la guilde et chacun part de son côté. Natsu et Happy partent s’entraîner pendant un an pour devenir plus forts.                                                            |                                   |                                         | |                       |

#### ArcFairy Tail Zerø
Résumé : Il y a de nombreuses années, Mavis Vermillion était une servante sur l’île Tenro, maltraitée par un maître de guilde et sa fille, Zera mais Mavis restait positive parce que sa mère lui avait dit une fois que les fées ne rendent jamais visite aux personnes qui se lamentent sur leurs problèmes. Lorsque la guilde se fit attaquer, Mavis éloigna Zera de ce chaos en rejoignant la forêt. Sept ans ont passé et les puissants chasseurs de trésors, Worlod Seaken, Precht et Yuri Drear arrivèrent sur l’île, recherchant une puissante pierre de jade. Son voyage changera le cours de l’histoire magique.
| No | Titre français          | Titre japonais                                | Titre japonais                                                                      | Date de 1re diffusion |
| No | Titre français          | Kanji                                         | Rōmaji                                                                              | Date de 1re diffusion |
| --- | ----------------------- | --------------------------------------------- | ----------------------------------------------------------------------------------- | --------------------- |
| 266 | Des fées dans le cœur   | ＦＡＩＲＹ ＴＡＩＬ ＺＥＲＯ 心の中の妖精     | FAIRY TAIL ZERØ: Kokoro no Naka no Yōsei (Fairy Tail Zérø : Des Fées dans ton Cœur) | 9 janvier 2016        |
| [Chapitre 01 de Fairy Tail Zérø + filler] –Natsu et Happy partent s'entraîner durant un an. Après une semaine de marche, ils décident d'aller sur l'île Tenro, où ils découvrent un village et une guilde, Red Lizar, détruits... En l'an X679, c'était Mavis qui y vivait : après la mort de ses parents, elle devient l'esclave de la guilde. Alors qu'elle s'endort contre un arbre, Red Lizar se fait attaquer et tout le monde périt, à l’exception de Zera, la fille du maître ! Les deux enfants s'enfuient dans la forêt, et sept ans plus tard, trois chasseurs de trésors arrivent sur l'île Tenro : Warrod, Yuri, et Precht. |                         |                                               |                                                                                     |                       |
| 267 | L'aventure commence     | ＦＡＩＲＹ ＴＡＩＬ ＺＥＲＯ 冒険の始まり     | FAIRY TAIL ZERØ: Bōken no Hajimari (Fairy Tail Zérø : Le Début de l'Aventure)       | 16 janvier 2016       |
| [Chapitres 02 - 03 de Fairy Tail Zérø] – Mavis et Zera rencontrent Yuri qui cherche le jade de l'île Tenro qui est un trésor légendaire. Afin de l'obtenir, Yuri décide de défier Mavis à un jeu de vérité. Après avoir été informée de la disparition du jade de Tenro, Mavis convainc finalement les chasseurs de trésor de les accompagner avec Zera pour le retrouver. |                         |                                               |                                                                                     |                       |
| 268 | Chasse au trésor        | ＦＡＩＲＹ ＴＡＩＬ ＺＥＲＯ トレジャーハント | FAIRY TAIL ZERØ: Torejā Hanto (Fairy Tail Zérø :Chasse au trésor)                   | 23 janvier 2016       |
| [Chapitre filler] – Pendant le voyage en bateau, Mavis décide de profiter d'une pause durant le trajet pour explorer les fonds marins à la recherche d'un trésor. Finalement, Yuri et Warrod viennent à la rescousse de Mavis qui est tombée sur un ancien temple au fond de l'océan. |                         |                                               |                                                                                     |                       |
| 269 | Danse avec la lame      | ＦＡＩＲＹ ＴＡＩＬ ＺＥＲＯ 刃と踊る         | FAIRY TAIL ZERØ: Ha to Odoru (Fairy Tail Zérø :Dance avec les lames)                | 30 janvier 2016       |
| [Chapitre 04 de Fairy Tail Zérø] – Mavis, Zera et les chasseurs de trésor arrivent à Hargeon, Precht décide de partir seul pour rechercher des informations sur Blue Skull et Mavis décide de l'accompagner. Leur promenade les amène dans un bar pour obtenir des réponses. |                         |                                               |                                                                                     |                       |
| 270 | Un lac au clair de lune | ＦＡＩＲＹ ＴＡＩＬ ＺＥＲＯ 月明かりの湖     | FAIRY TAIL ZERØ: Tsukiakari no mizūmi (Un lac au clair de lune)                     | 6 février 2016        |
| [Chapitre 05 de Fairy Tail Zérø + filler] - Mavis, Zera et les chasseurs de trésor arrivent à Magnolia et ils décident de camper pour la nuit. C'est l'occasion pour Precht de raconter une quête du passé à Mavis et Zera. |                         |                                               |                                                                                     |                       |
| 271 | Blue Skull              | ＦＡＩＲＹ ＴＡＩＬ ＺＥＲＯ 青い髑髏         | FAIRY TAIL ZERØ: Burū Sukaru (Blue Skull)                                           | 13 février 2016       |
| [Chapitre 06 de Fairy Tail Zérø] – En arrivant à Magnolia, Mavis, Zera et les chasseurs de trésor constatent que la ville est contrôlée entièrement par Blue Skull. Après avoir sauvé Miko et sa mère des griffes de Blue Skull, le groupe fait face au maître de Blue Skull et ses disciples. Dans la bagarre qui a suivi, Yuri et Precht sont gravement blessés, forçant le groupe à se retirer dans la forêt. |                         |                                               |                                                                                     |                       |
| 272 | Le passeur de magie     | ＦＡＩＲＹ ＴＡＩＬ ＺＥＲＯ 魔道を伝える者   | FAIRY TAIL ZERØ: Madō o Tsutaeru Mono (Ceux qui suivent le mage)                    | 20 février 2016       |
| [Chapitre 07 de Fairy Tail Zérø] – Mavis rencontre Zeleph qui lui explique qu'il détruit tout ce qu'il touche. Puis Mavis présente le mage noir aux chasseurs de trésor et il leur enseigne la magie pour libérer Magnolia de Blue Skull. |                         |                                               |                                                                                     |                       |
| 273 | Trésor                  | ＦＡＩＲＹ ＴＡＩＬ ＺＥＲＯ 宝物             | FAIRY TAIL ZERØ: Takaramono (Trésor)                                                | 27 février 2016       |
| [Chapitres 08 - 09 de Fairy Tail Zérø] – Mavis concocte un plan pour reprendre le contrôle de Magnolia qui est sous l'emprise de Blue Skull. Yuri et Precht s'infiltrent avec succès au QG de la guilde, ils viennent récupérer le Jade de Tenro par la même occasion. Cependant, le jade a un pouvoir maléfique qui emprisonne l'âme de Yuri qui tenait le jade entre ses mains à l'intérieur d'un dragon squelettique qui saccage Magnolia. |                         |                                               |                                                                                     |                       |
| 274 | Law                     | ＦＡＩＲＹ ＴＡＩＬ ＺＥＲＯ ロウ             | FAIRY TAIL ZERØ: Rō (Loi)                                                           | 5 mars 2016           |
| [Chapitres 10 - 11 de Fairy Tail Zérø] – Mavis utilise Law pour dissiper le mal magique et sauver son ami Yuri et la ville. Malheureusement, l'utilisation de ce sort fera que Mavis ne grandira plus. Yuri annonce à Mavis que Zera est une illusion qu'elle a créée. |                         |                                               |                                                                                     |                       |
| 275 | L'aventure éternelle    | ＦＡＩＲＹ ＴＡＩＬ ＺＥＲＯ 永遠の冒険       | FAIRY TAIL ZERØ: Eien no Bōken (Une aventure éternelle)                             | 12 mars 2016          |
| [Chapitres 12 - 13 de Fairy Tail Zérø] – Zera avoue à Mavis qu'elle est bien morte il y a 7 ans sur l'île Tenrō et qu'elle est une illusion de Mavis. Juste avant de disparaître, Yuri voit Zera qui lui dit de prendre soin de Mavis. Une fois les adieux faits, Mavis décide de venir en aide aux habitants de Magnolia en fondant Fairy Tail avec Yuri, Warrod et Precht. Geoffrey décide de fonder Phantom Lord pour tenir tête à Fairy Tail. |                         |                                               |                                                                                     |                       |

#### ArcUn an plus tard
Résumé : Un an après la dissolution de Fairy Tail, l'aventure continue.
| No | Titre français | Titre japonais | Titre japonais                       | Date de 1re diffusion |
| No | Titre français | Kanji          | Rōmaji                               | Date de 1re diffusion |
| --- | -------------- | -------------- | ------------------------------------ | --------------------- |
| 276 | Challenger     | 挑戦者         | Chōsen-sha (Le Challenger)           | 19 mars 2016          |
| [Chapitre 417] – Un an après la dissolution de Fairy Tail, Lucy travaille pour le Sorcerer Magazine sous la tutelle de Jason. Elle couvre les Grands Jeux Magiques de l'an 792 qui voit la victoire de la guilde Skull Millione. Puis un challenger surgit dans l'arène pour les défier et il s'agit de Natsu. |                |                |                                      |                       |
| 277 | Message de Feu | 炎のメッセージ | Honoo no Messēji (Un Message de Feu) | 26 mars 2016          |
| [Chapitres 418 et 419] – Natsu, Happy et Lucy se retrouvent un an après et le duo raconte leurs péripéties à Lucy. Dans la foulée, Lucy leur annonce que Fairy Tail a été dissoute, Natsu se met en tête de reformer la guilde.                                                                                |                |                |                                      |                       |

### Saison 7

#### ArcAvatar
Résumé : Après s'être retrouvés, Natsu, Lucy et Happy partent à la recherche des anciens membres de Fairy Tail afin de reformer la guilde. Cependant, une guilde noire adorateur de Zeleph, nommée Avatar, semble détenir un de leurs camarades.
| No | Titre français                 | Titre japonais | Titre japonais                                                    | Date de 1re diffusion |
| No | Titre français                 | Kanji          | Rōmaji                                                            | Date de 1re diffusion |
| --- | ------------------------------ | -------------- | ----------------------------------------------------------------- | --------------------- |
| 278 | Le Thanksgiving de Lamia Scale | 蛇姫の鱗感謝祭 | Ramia Sukeiru Kanshasai. (La Fête de Thanksgiving de Lamia Scale) | 7 octobre 2018        |
| [Chapitres 420 – 422] – Natsu et Happy sont réunis avec Lucy un an après la dissolution de la guilde. Ils partent ensemble à Lamia Scale retrouver deux de leurs compagnons... |                                |                |                                                                   |                       |
| 279 | Parce qu'il l'aime             | 愛してるから   | Aishiteru kara. (Parce que je t'aime.)                            | 14 octobre 2018       |
| [Chapitres 422 – 423] – Le combat contre la guilde Oroichi Fin se poursuit. Les membres de Fairy Tail retrouvent un adversaire qu'ils avaient déjà affronté auparavant. À la suite de cela, Wendy et Carla choisissent de suivre Natsu, Happy et Lucy pour reformer la guilde. |                                |                |                                                                   |                       |
| 280 | Avatar                         | 黒魔術教団     | Avatāru (Avatar)                                                  | 21 octobre 2018       |
| [Chapitres 424 – 426] – Natsu, Lucy et Happy partent à Sabertooth où il espère obtenir des informations sur Grey. Pendant ce temps, dans un bâtiment perdu au milieu de la forêt, une mystérieuse guilde s’apprête à lancer un funeste plan. |                                |                |                                                                   |                       |
| 281 | Âpre combat en sous-sol        | 地下の激闘     | Chika no Gekitō (Combat en sous-sol)                              | 28 octobre 2018       |
| [Chapitres 427 – 429] – Natsu, Lucy et Happy s’introduisent dans l’église d’Avatar. Mais le secret de leur présence se brise net lorsque le bouillant chasseur de dragon hurle le nom de Grey. |                                |                |                                                                   |                       |
| 282 | Le plan de Purification        | 浄化作戦       | Jōka Sakusen (Le plan de Purification)                            | 4 novembre 2018       |
| [Chapitres 430 – 432] – Grey explique à ses compagnons qu’il s’était infiltré dans la secte Avatar pour les besoins d’une enquête. Aussitôt, Natsu proclame qu’ils vont tous ensemble empêcher la masse des adeptes de purifier une ville entière. |                                |                |                                                                   |                       |
| 283 | Ikusatsunagi                   | イクサツナギ   | Ikusatsunagi (Ikusatsunagi)                                       | 11 novembre 2018      |
| [Chapitres 433 – 435] – Arlock invoque un gigantesque dieu guerrier pour réaliser son véritable plan : sacrifier la vie des adeptes d’Avatar. Révolté qu’un chef traite ainsi ses propres troupes, Natsu se déchaîne pour lui prouver que la force de l’amitié est sans égale. |                                |                |                                                                   |                       |
| 284 | Souvenirs                      | 回想録         | Kaisōroku (Souvenirs)                                             | 18 novembre 2018      |
| [Chapitre 436 – 437] – Endormi seul sur l’herbe, Zeleph rêve du temps où il était un petit écolier prodige à l'académie de magie de Meldian. Il travaillait sur des recherches afin de trouver un moyen de ressusciter les morts. À cause de sa malédiction, il tue tous les maîtres et élèves de l'académie, après en avoir été exclus par son maître. S'adressant à Natsu à travers le livre E.N.D, car le sigle signifie en réalité Etherious Natsu Dragnir, il se remémore du jour où il a créé les démons de ses livres, ainsi que la résurrection de son petit frère sous forme démoniaque. De leurs côtés, Natsu et ses camarades rentrent à Magnolia. |                                |                |                                                                   |                       |

#### ArcArbaless
Résumé : Les membres de Fairy Tail tentent de reformer la guilde. Parallèlement à cela, Natsu et les autres trouvent les réponses aux deux grandes énigmes qui sont la vérité sur la dissolution de la guilde et les raisons de l’absence de Makarof. Les révélations s’enchaînent et le voile est levé sur le secret le mieux gardé de Fairy Tail, un secret lié de très près au Gigantesque Royaume Militaire d’Arbaless.
| No | Titre français                              | Titre japonais            | Titre japonais                                                           | Date de 1re diffusion |
| No | Titre français                              | Kanji                     | Rōmaji                                                                   | Date de 1re diffusion |
| --- | ------------------------------------------- | ------------------------- | ------------------------------------------------------------------------ | --------------------- |
| 285 | Le Septième Maître de la guilde             | 七代目ギルドマスター      | Nanadaime Girudo Masutā (Le Septième Maître de la guilde)                | 25 novembre 2018      |
| [Chapitres 438 – 440] – Les compagnons de Fairy Tail sont mobilisés pour reconstruire le siège de la guilde. Alors qu’une joyeuse bagarre éclate sur le chantier, l’apparition d’une vieille connaissance pourtant oubliée va apporter à cette journée son lot de révélations chocs. |                                             |                           |                                                                          |                       |
| 286 | Les lois de l'espace                        | 空間の掟                  | Kūkan no Okite (La règle de l'espace)                                    | 2 décembre 2018       |
| [Chapitres 440 – 442] – Sur la route maritime qui mène vers Arbaless, Natsu et ses camarades font escale à Caracol, une station balnéaire où ils doivent recevoir les indications d’un espion. Pendant ce temps, au royaume de Fiore, l'équipe B de Gajil s’en va rejoindre Luxus et ses camarades. |                                             |                           |                                                                          |                       |
| 287 | L'Empereur Spriggan                         | 皇帝スプリガン            | Kōtei Supurigan (L'Empereur Spriggan)                                    | 9 décembre 2018       |
| [Chapitres 443 – 445] – L’équipe de Gajil fait halte dans une source thermale qui appartient à Blue Pegasus. Dans les vapeurs du bain, Ichiya fait des révélations sur Luxus et l’unité Raijin. Pendant ce temps sur l’île de Caracol, Natsu et ses camarades font mieux connaissance avec leur adversaire Brandish qui ne se complique pas la vie, mais elle est prête à se débarrasser de son acolyte. |                                             |                           |                                                                          |                       |
| 288 | La terre abandonnée par les Dieux           | 神に見捨てられた地        | Kami ni Misuterareta Chi (La terre abandonnée par les Dieux)             | 16 décembre 2018      |
| [Chapitres 446 – 448] – Délivré par la téléportation de Mest, Makarof révèle aux membres de l’équipe infiltrée que l’empereur Spriggan n’est autre que Zeleph, le mage noir. Alors que Natsu et ses camarades s’apprêtent à quitter le continent ouest, un redoutable manieur de sable se dresse sur leur chemin. |                                             |                           |                                                                          |                       |
| 289 | Mavis et Zeleph                             | メイビスとゼレフ          | Meibisu to Zerefu (Mavis et Zeleph)                                      | 23 décembre 2018      |
| [Chapitres 449 – 450] – Alors que se profile l’assaut d’Arbaless sur Fairy Tail, Mavis est spécialement revenue au siège de la guilde pour révéler quelle fut sa faute originelle. Elle raconte à tous les membres, ses retrouvailles fortuites avec Zeleph, qui lui apprit la vérité sur le maléfice paradoxal. |                                             |                           |                                                                          |                       |
| 290 | Fairy Heart                                 | 妖精の心臓                | Fearī Hāto (Fairy Heart)                                                 | 6 janvier 2019        |
| [Chapitres 451 – 452] – À la veille de l’assaut des troupes d’Arbaless, Mavis dévoile aux membres de la guilde le secret de Fairy Heart qui est une magie surpuissante dont l’usage doit être banni. Natsu assure qu’il a dans son bras droit le secret pour vaincre Zeleph l’immortel. Devant son assurance, le moral de ses camarades remonte en flèche. |                                             |                           |                                                                          |                       |
| 291 | La défense de Magnolia                      | マグノリア防衛戦          | Magunoria Bōeisen (La défense de Magnoria)                               | 13 janvier 2019       |
| [Chapitres 453 – 455] – Avant le début de la bataille, les membres de la guilde passent la dernière nuit à leur manière. Mais lorsque la vaste armée d’Arbaless lance une attaque surprise, le lien de solidarité de Fairy Tail est mis à l’épreuve par l’arrivée des Spriggan 12. |                                             |                           |                                                                          |                       |
| 292 | Étoile du matin                             | 明星                      | Myōjō (Étoile du matin)                                                  | 20 janvier 2019       |
| [Chapitres 456 – 458] – Dans un Magnolia protégé tant bien que mal par le dôme de Fried, la bataille fait rage entre Fairy Tail et Arbaless. Sur le vaisseau amiral de la flotte ennemie, Erza ne parvient plus à réaliser ses transformations. Est-ce la même cause qui neutralise la magie de Lucy, dont la salle de bain est “occupée” par Brandish ? |                                             |                           |                                                                          |                       |
| 293 | Pour qui est ce parfum ?                    | その香りは誰がために      | Sono Parufamu wa Ta ga Tame ni (Pour qui est ce parfum ?)                | 27 janvier 2019       |
| [Chapitres 459 – 461] – Dans la nuit de Magnolia, Natsu court rattraper Erza qui a été projetée du navire volant d’Ajeel. Pendant ce temps, Wall Eehto laisse ses soldats affronter le groupe de Grey et part vers la cathédrale pour éliminer Fried dont l'enchantement protège encore la ville. |                                             |                           |                                                                          |                       |
| 294 | Natsu vs Zeleph                             | ナツ vs. ゼレフ           | Natsu vs. Zerefu (Natsu vs Zeleph)                                       | 3 février 2019        |
| [Chapitres 462 – 464] – Un peu gênée de s’en remettre aux autres guildes de Fiore, Mavis établit toutefois une nouvelle stratégie qui tient compte de ces renforts. Mais au moment de partir vers le sud avec ses coéquipiers, Natsu est introuvable... |                                             |                           |                                                                          |                       |
| 295 | 400 ans d’attente                           | 400年の時を超え           | Yonhyaku-nen no Toki o Koe (400 ans d’attente)                           | 10 février 2019       |
| [Chapitres 465 – 467] – Natsu combat Zeleph et prend le dessus, grâce à son pouvoir caché dans son bras. Ce dernier décide de lui faire des révélations : Zeleph est son frère ainé, appartenant à la même famille. Le mage de feu apprend également sa propre véritable identité : E.N.D. (Etherious Natsu Dragnir), un démon créé par son frère afin de le ramener à la vie, ayant été tué il y a 400 ans. Zeleph l'informe également que s'il le tue, il meurt avec lui. Ce dernier refuse de le croire, et alors qu'il allait le frapper pour le tuer, Happy intervient pour l'en empêcher. Perturbé par les révélations de son frère, Natsu perd connaissance. |                                             |                           |                                                                          |                       |
| 296 | Ce que je veux faire                        | あたしのしたい事          | Atashi no Shitai Koto (Ce que je veux faire)                             | 17 février 2019       |
| [Chapitres 467 – 469] – Aquarius surgit dans l'infirmerie de Fairy Tail, alors que Brandish est sur le point d’étouffer Lucy. De retour dans le monde des humains, l’Esprit du Verseau dévoile aux deux jeunes filles la vérité sur leurs mères. |                                             |                           |                                                                          |                       |
| 297 | Jusqu'à la fin de la bataille               | 戦いが終わるまでは        | Tatakai ga Owaru made wa? (Jusqu’à la fin de la guerre)                  | 24 février 2019       |
| [Chapitres 470 – 473] – Sur le front de l’est, God Serena utilise ses prodigieux pouvoirs face aux quatre Mages sacrés avant que sa démonstration soit interrompue par un voyageur inattendu. Pendant ce temps, sur la route qui mène son équipe vers Harujion, Luxus souffre en secret d’un mal tenace. Mais quel que soit son état physique, il est déterminé à protéger sa guilde. |                                             |                           |                                                                          |                       |
| 298 | Dans l'immobilité du temps                  | 静かなる時の中で          | Shizuka naru Toki no Naka de (Dans l'immobilité du temps)                | 3 mars 2019           |
| [Chapitres 473 – 475] – Natsu est toujours endormi à l'infirmerie. Pendant ce temps, Luxus se bat avec Wahl Icht et Wendy et Cherrya se battent contre Dimaria Iesta. |                                             |                           |                                                                          |                       |
| 299 | Natsu de retour !                           | 復活のナツ!!              | Fukkuasu to Natsu (Natsu de retour !)                                    | 10 mars 2019          |
| [Chapitre 476 – 478] - Pour vaincre Dimaria, Wendy accepte de recevoir le sort d’avenir qui lui fera perdre tout usage de la magie. Pendant ce temps à Magnolia, un ennemi se présente au repaire de Fairy Tail sans avoir été détecté par le radar. |                                             |                           |                                                                          |                       |
| 300 | Historias des morts                         | 屍のヒストリア            | Shikabane no Hisutoria (Historias des morts)                             | 17 mars 2019          |
| [Chapitre 479 – 481] - La grande armée de Zeleph reprend sa marche vers Magnolia, dans le but de s’emparer de Fairy Heart. Au siège de la guilde, Lucy trouve une parade pour délivrer tous les camarades que Jacob a enfermés dans son espace virtuel. En assistant au combat, Mavis a trouvé le moyen de vaincre Zeleph. |                                             |                           |                                                                          |                       |
| 301 | Détermination                               | 気魄                      | Kihaku (Détermination)                                                   | 24 mars 2019          |
| [Chapitre 481 - 484] - Par le biais du sort Historia, les mages de Fairy Tail et leurs alliés sont confrontés aux plus redoutables combattants qu'ils ont en mémoire. Neinhart, le manipulateur de ce pouvoir tente d'utiliser comme "bouclier" l'image de Simon dont la mort pèse sur la conscience de Jellal. |                                             |                           |                                                                          |                       |
| 302 | Le troisième sceau                          | 第三の印                  | Dai San no In (Le troisième sceau)                                       | 31 mars 2019          |
| [Chapitre 485 - 487] - Brandish accompagne Natsu et Lucy vers l'est dans l'espoir de convaincre le redoutable August de rebrousser le chemin. Au sous-sol de Fairy Tail, Kanna rechigne à détruire le corps spirituel de Mavis malgré l'instance de l'intéressée. |                                             |                           |                                                                          |                       |
| 303 | Tous les deux, à jamais !                   | ずっと二人で              | Zutto Futari de (Tous les deux, à jamais !)                              | 7 avril 2019          |
| [Chapitre 487 - 489] - Gajil et Reby combattent toujours ensemble jusqu'à finalement vaincre l'ennemi. Mais alors qu'il semblait vaincu, l'ennemi décide de se sacrifier en emportant Gajil avec lui... |                                             |                           |                                                                          |                       |
| 304 | Fairy Tail Zero                             | フェアリーテイル ＺＥＲＯ | Fearī Teiru ZERO (Fairy Tail Zero)                                       | 14 avril 2019         |
| [Chapitre 490 - 492] - Une vaste lumière rouge a bouleversé la topographie du royaume de Fiore et éparpillé les combattants dans toutes les directions. Les membres de Fairy Tail cherchent le chemin de leur quartier général, où seule Mavis qui vient de sortir du cristal est encore présente. |                                             |                           |                                                                          |                       |
| 305 | Dragnir le blanc                            | 白きドラグニル            | Shiroki Doraguniru (Dragnir le blanc)                                    | 21 avril 2019         |
| [Chapitre 493 - 495] - Sur une plage du royaume de Fiore, Eileen est sur le point d'infliger à Mirajane une mort lente et douloureuse. C’est alors qu’August vient lui annoncer que les Spriggans doivent se rassembler au siège de Fairy Tail. Pendant ce temps dans la forêt, Yukino a retrouvé sa grande sœur Sorano qu’elle cherchait depuis l’enfance. |                                             |                           |                                                                          |                       |
| 306 | Le mage de l'hiver                          | 冬の魔導士                | Fuyu no Madōshi (Le mage de l'hiver)                                     | 28 avril 2019         |
| [Chapitre 496 - 498] - L'immense armée d'Arbaless barre aux membres de Fairy Tail, le passage vers leur quartier général. À l'intérieur du bâtiment, Eileen inflige un traitement de choc à Mavis, mais les souffrances finissent par apitoyer Zeleph. |                                             |                           |                                                                          |                       |
| 307 | Grey et Jubia                               | グレイとジュビア          | Gurei to Jubia (Grey et Jubia)                                           | 5 mai 2019            |
| [Chapitre 499 - 500] - Invel a relié Grey et Jubia par une chaîne de glace, qui disparaîtra seulement lorsque l’un aura tué l’autre. Refusant de se faire du mal, ils s'auto-suicident mutuellement. Cependant, Jubia transfère son sang au mage de glace afin de lui sauver la vie, grâce à une magie de transfusion. Fou de rage, Grey libère son pouvoir de Chasseur de démon de glace et inflige une sévère correction à Invel. Battu, le Spriggan lui dévoile alors la vérité : E.N.D, le démon que Grey veut tuer, n'est autre qu'Etherious Natsu Dragnir, son camarade. |                                             |                           |                                                                          |                       |
| 308 | Le plus puissant démon des livres de Zeleph | ゼレフ書最強の悪魔        | Zerefu-sho saikyō no akuma (Le plus puissant démon des livres de Zeleph) | 12 mai 2019           |
| [Chapitres 501 – 504] - Alors que Neinhart gît à terre, Brandish attaque violemment Natsu, qui perd connaissance. Dans la foulée, elle miniaturise Lucy et manque de l’écraser dans son poing. Mais Dimaria, qui assiste discrètement à la scène, n’est pas dupe du petit jeu auquel se livre sa camarade. Celle-ci attache Natsu et Lucy sur des chaises afin de les torturer. Alors qu'elle allait crever les yeux de la constelationniste, Natsu se libère et lui inflige une sévère correction. Croyant sa partenaire morte, il libère son pouvoir d'E.N.D et se met à la recherche de Zeleph. Tétanisée, Dimaria dit à Lucy que Natsu est devenu un monstre. Le mage de feu, sous sa forme démoniaque, se dirige vers le mage noir, mais croise le chemin de Grey qui découvre sa véritable nature. |                                             |                           |                                                                          |                       |
| 309 | Les liens brisés                            | 壊れた絆を                | Kowareta Kizuna o (Les liens brisés)                                     | 19 mai 2019           |
| [Chapitres 505 – 506] - Grey annonce à Natsu qu'il a l'intention de l'arrêter par tous les moyens, puis un combat titanesque s'engage entre les deux mages de Fairy Tail. Pendant ce temps-là, Erza et les autres mages combattent les soldats de Zeleph, puis Makarof décide d'utiliser « Law », ce qui le transforme en pierre. De son côté, Lucy, inquiète pour Natsu, part à sa recherche, en compagnie d'Happy. |                                             |                           |                                                                          |                       |
| 310 | Plaisir et douleur                          | 快楽と苦痛                | Kairaku to Kutsū (Plaisir et douleur)                                    | 26 mai 2019           |
| [Chapitres 507 – 509] - Après s’être interposée entre Natsu et Grey, Erza évoque leurs nombreux souvenirs communs à la guilde. Et la voix de Makarof, comme descendue des cieux, vient s'ajouter à celle de « Titania » pour appuyer son sermon. Puis cette dernière les prend dans ses bras et leur dit qu'elle les aime. Grey découvre que Jubia, soutenue par Wendy, est toujours vivante et, rassuré, perd connaissance dans les bras de la mage d'eau qui s'écroule à son tour. De son côté, Natsu est rejoint par Lucy qui se réfugie dans ses bras, tout comme Happy, puis tombe lui aussi dans les pommes, épuisé par son combat. |                                             |                           |                                                                          |                       |
| 311 | L'esprit de Natsu                           | ナツノココロ              | Natsu no Kokoro (L'esprit de Natsu)                                      | 2 juin 2019           |
| [Chapitres 510 – 511] - Toujours inconscient après son combat face à Grey, Natsu ne peut être soigné ni par Polyussica, ni par Brandish. Ever Green et cette dernière sont convaincues que Lucy est amoureuse du mage de feu, mais la constellationniste dément en rougissant. Par ailleurs, à cause de sa transformation en démon, le corps de Natsu se refroidit. Tour à tour, Zeleph et Sting s’invitent dans son esprit pour combler les trous de sa mémoire. |                                             |                           |                                                                          |                       |
| 312 | Sting, le Dragon blanc de l'ombre           | 白影竜のスティング        | Hakueiryū no Sutingu (Sting, le Dragon de blanc de l’ombre)              | 9 juin 2019           |
| [Chapitres 512 – 513] - Sting combine sa magie avec celle de Rogue pour affronter Arkheim qui soumet ses adversaires au désir du sommeil, puis le bat sans difficulté. Toujours dans le coma, Natsu découvre, grâce au « spectre » de Rogue, l’existence d’une femme qui ressemblait étrangement à Lucy. Polyussica demande alors à Lucy de se déshabiller et de se blottir contre lui afin de le guider vers le chemin de la lumière et lui permettre de retrouver sa température corporelle. Erza tombe nez à nez avec Eileen qui lui révèle être sa mère. |                                             |                           |                                                                          |                       |
| 313 | Graine de Dragon                            | 竜の種                    | Ryū no Tane (Graine de Dragon)                                           | 16 juin 2019          |
| [Chapitres 514 – 515] - Devant Erza et Wendy, Eileen se lance dans le récit de sa vie de reine, au temps où les dragons maléfiques dévoraient les humains. Toujours inconscient, Natsu se rapproche de la réponse qu’il cherche, aux dires des compagnons qui apparaissent dans son esprit. Lucy, toujours blottie contre lui, tente de le réveiller en lui parlant. |                                             |                           |                                                                          |                       |
| 314 | Enchantement suprême                        | 極限付加術                | Masutā Enchanto (Enchantement suprême)                                   | 23 juin 2019          |
| [Chapitres 516 – 518] - Eileen barre le chemin de la guilde à Erza qui ne compte nullement ménager sa prétendue mère. Wendy, qui est aussi du combat, révèle comment Grandiné, durant de longues années, lui a évitée de se transformer en dragon. |                                             |                           |                                                                          |                       |
| 315 | Dragon ou Démon                             | 竜か悪魔か                | Ryū ka Akuma ka (Dragon ou Démon)                                        | 30 juin 2019          |
| [Chapitres 519 – 520] - Après avoir fait exploser la météorite « enchantée », Erza fond à nouveau sur Eileen. Puis contre toute attente, cette dernière décide de se donner la mort, car elle ne peut se résoudre à tuer sa propre fille. Toujours plongé dans son subconscient, Natsu est pressé par Ignir de choisir entre la graine du dragon et celle du démon. Mais le mage de feu finit par donner une réponse : il ne choisit ni l'une ni l'autre, car il est un être humain avant tout. Il se réveille enfin de son coma et Lucy lui fait un câlin, car elle était très inquiète. Polyussica lui explique que c'est grâce à sa partenaire qu'il a pu reprendre conscience et Natsu la remercie, ainsi que Happy. Après avoir appris que Grey est allé affronter Zeleph, il se rhabille et court rejoindre le mage de glace, accompagné de ses deux équipiers. |                                             |                           |                                                                          |                       |
| 316 | L'atout de Grey                             | グレイの切り札            | Gurei no Kirifuda (L'atout de Grey)                                      | 7 juillet 2019        |
| [Chapitres 521 – 522]- Magnolia reprend sa forme après la défaite d'Eileen. En représailles, August se prépare à détruire la ville et tous ses habitants. Ailleurs, Grey atteint Zeleph et est le premier à découvrir le véritable objectif du mage noir. |                                             |                           |                                                                          |                       |
| 317 | Avenir sombre                               | 黒い未来                  | Kuroi Mirai (Avenir sombre)                                              | 14 juillet 2019       |
| [Chapitres 523 – 524] - Au siège de la guilde, Grey s’apprête à emprisonner Zeleph dans la glace. En contrepartie, il perdra la vie et ne subsistera dans la mémoire de personne. Mais il préfère se sacrifier ainsi plutôt que de tuer son adversaire, ce qui entraînerait du même coup la mort de Natsu. Mais fort heureusement, le mage de feu, accompagné de Lucy et Happy, empêche ce dernier de faire une bêtise, puis prend sa place pour affronter le mage noir. |                                             |                           |                                                                          |                       |
| 318 | Je m'appelle...                             | ぼくのなまえは…           | Boku no Namae wa... (Je m'appelle...)                                    | 21 juillet 2019       |
| [Chapitres 525 – 526] - August menace de tuer Kanna dans le but de sonder la force de l’amour paternel de Gildarts. Au siège de la guilde, alors que Natsu affronte seul Zeleph le mage noir, Grey, Lucy et Happy entendent par télépathie la voix de Mavis qui les presse de venir à sa rencontre. |                                             |                           |                                                                          |                       |
| 319 | Sentiments                                  | 情                        | Jō (Sentiments)                                                          | 28 juillet 2019       |
| [Chapitre 527 - 528] - Au siège de Fairy Tail, Zeleph continue à châtier Arkheid d’avoir fait irruption durant son combat contre Natsu. De son côté, August lance Ars Magia, un sort ancestral qui se met à désintégrer toute la ville et à asphyxier ses habitants. Mais lorsqu'il aperçoit Mavis, il annule sa technique et se désintègre de lui-même en devenant poussière. |                                             |                           |                                                                          |                       |
| 320 | Néo Eclipse                                 | ネオ・エクリプス          | Neo Ekuripusu (Néo Eclipse)                                              | 4 août 2019           |
| [Chapitre 529 - 530] - En tentant d'échapper à Acnologia, le groupe d'Erza apprend que la mystérieuse femme à bord du navire est Anna Heartfilia, l'ancêtre de Lucy qui, avec les cinq chasseurs de dragons, est venue dans le futur pour vaincre le dragon noir. Pendant ce temps, Zeleph révèle à Natsu que, grâce à Mavis et à l'interstice temporel, il sera en mesure de remettre à zéro le temps pour recommencer sa vie. |                                             |                           |                                                                          |                       |
| 321 | Je ne vois plus d'amour                     | 愛はもう見えない          | Ai wa Mō Mienai (Je ne vois plus d'amour)                                | 11 août 2019          |
| [Chapitre 531 - 532] - Rencontrée à bord du Christina, Anna a eu l’idée d’attirer Acnologia pour le faire disparaître dans l’interstice temporel. Au même moment, près du siège de la guilde, Lucy, Grey et Happy ouvrent le livre de Natsu, duquel jaillissent des myriades de phrases. |                                             |                           |                                                                          |                       |
| 322 | La porte des promesses                      | 誓いの扉                  | Chikai no Tobira (La porte des promesses)                                | 18 août 2019          |
| [Chapitre 533 - 534] - Aprè avoir finalement obtenu Fairy Heart en absorbant la magie de Mavis, Zeleph se transforme, bat sans difficulté Natsu et le blesse gravement en lui transperçant l'abdomen. Après avoir ouvert le livre d'E.N.D, Lucy, Happy et Grey s'aperçoivent que des lettres s'effacent du livre. La constellationniste réécrit ces mêmes lettres, mais cela n'est pas sans conséquence... |                                             |                           |                                                                          |                       |
| 323 | Les flammes du dragon déchaîné              | 荒ぶる竜の炎              | Araburu Ryū no Honō (Les flammes du dragon déchaîné)                     | 25 août 2019          |
| [Chapitre 535 - 536] - En replaçant toutes les lettres manquantes du livre d’E.N.D., Lucy a pu soigner Natsu à distance. En contrepartie, son corps est rongé de l’intérieur par les flammes du démon. Grey la soutient et absorbe le fléau avec sa magie de glace anti-démon. Grâce à elle, Natsu retrouve toutes ses forces et parvient à battre Zeleph sans le tuer. Pendant ce temps, Jellal tente de gagner du temps en poussant Acnologia vers l'Interstice temporel, alors que le dragon noir absorbe sa magie, mais son plan échoue. |                                             |                           |                                                                          |                       |
| 324 | Lorsque les flammes s'éteignent             | 炎消える時                | Honō kieru toki (Lorsque les flammes s’éteignent)                        | 1er septembre 2019    |
| [Chapitre 537 - 538] - Zeleph est couché immobile sur le plancher du siège de Fairy Tail. Penchée sur lui, Mavis lui révèle le plan que lui ont inspiré ses sentiments contradictoires. Ailleurs en ville, Lucy continue à remanier le texte du démon lorsque soudain, les lettres en suspens se mettent à retourner dans le livre. Natsu réapparaît devant Lucy, Happy et Grey, puis repart avec eux vers la guilde. Mais au bout d'un certain temps, le mage de feu a subitement disparu, ce qui inquiètent ses trois camarades et plus particulièrement Lucy qui pleure à chaudes larmes. |                                             |                           |                                                                          |                       |
| 325 | Le monde s'écroule                          | 世界崩壊                  | Sekai hōkai (Le monde s'écroule)                                         | 8 septembre 2019      |
| [Chapitre 539 - 540] - Lucy, Grey et Happy sont encore sous le choc de la disparition de Natsu, mais Acnologia refait son apparition sur Terre et attaque Magnolia. Erza apprend à ses trois compagnons que le mage de feu est toujours vivant. En effet, il est, avec Wendy, Gajil, Luxus, Sting, Rogue et Cobra, téléporté dans l'interstice temprel afin d'affronter l'entité spirituelle d'Acnologia. |                                             |                           |                                                                          |                       |
| 326 | Le sort de l'espoir                         | 希望の運命                | Kibō no unmei (Le sort de l'espoir)                                      | 15 septembre 2019     |
| [Chapitre 541 - 542] - Dans l’interstice temporel, Natsu et ses six compères unissent leurs forces pour combattre Acnologia, mais leur adversaire se révèle plus difficile à battre que prévu. À Magnolia, Lucy a une idée : elle souhaite utiliser Fairy Sphere afin d'y enfermer le dragon noir pour pouvoir l'affaiblir. Elle demande l'aide de tous les mages du royaume de Fiore pour accomplir son plan. |                                             |                           |                                                                          |                       |
| 327 | Liés par le cœur                            | 心に縛られて              | Kokoro ni shibararete (Liės par le cœur)                                 | 22 septembre 2019     |
| [Chapitre 543 - 544] - Le combat fait rage entre Acnologia et les sept chasseurs de dragons dans l'Interstice temporel. Pendant ce temps à Magnolia, Lucy met son plan à exécution et réussit à enfermer le dragon noir dans la Fairy Sphere afin de l'affaiblir, aidée par les mages du royaume. Pour terrasser leur adversaire, les six autres chasseurs de dragons transmettent leurs magies au mage de feu. |                                             |                           |                                                                          |                       |
| 328 | Des compagnons Irremplaçables               | かけがえのない仲間        | Kakegae no nai nakama (Des compagnons irremplaçables)                    | 29 septembre 2019     |
| [Chapitre 544 - 545] - Grâce à la magie qu'il a reçue de ses six confrères, Natsu parvient à battre l'entité spirituelle d'Acnologia qui se désintègre, tout comme le dragon situé à Magnolia. Le royaume de Fiore retrouve enfin la paix. Un an s'écoule après la bataille et Lucy est devenue une romancière célèbre. Pendant la fête, Grey se rapproche davantage de Jubia, tout comme Gajil et Réby (qui souhaite avoir un bébé), ainsi que Luxus et Mirajane. Jade est devenue la reine de Cracos et accorde l'amnistie à Jellal, Cobra, Sorano, Racer, Midnight, Hot-Eye et Meldy. Lucy se réveille chez elle, veillée par Natsu qui l'a raccompagnée la veille après avoir trop bu. Elle remercie Happy et lui d'être devenue ce qu'elle est aujourd'hui et pleure dans les bras du mage de feu. Alors qu'il allait lui dire quelque chose et qu'elle s'attendait à recevoir un baiser, ce dernier l'entraîne, avec Grey, Erza, Wendy et Carla vers une nouvelle mission : la Quête de 100 ans !!! |                                             |                           |                                                                          |                       |

#### Épisodes japonais
1. 1 2 3 4 5 6 7 8 9 10 11  (ja) « Épisodes 1 à 11 »(Archive.org • Wikiwix • Archive.is • Google • Que faire ?), sur TV Tokyo.
2. 1 2 3 4 5 6 7 8 9 10 11 12 13  (ja) « Épisodes 12 à 24 »(Archive.org • Wikiwix • Archive.is • Google • Que faire ?), sur TV Tokyo.
3. 1 2 3 4 5 6 7 8 9 10 11  (ja) « Épisodes 25 à 35 »(Archive.org • Wikiwix • Archive.is • Google • Que faire ?), sur TV Tokyo.
4. 1 2 3 4 5 6 7 8 9 10 11 12 13  (ja) « Épisodes 36 à 48 »(Archive.org • Wikiwix • Archive.is • Google • Que faire ?), sur TV Tokyo.
5. 1 2 3 4 5 6 7 8 9 10 11 12  (ja) « Épisodes 49 à 60 »(Archive.org • Wikiwix • Archive.is • Google • Que faire ?), sur TV Tokyo.
6. 1 2 3 4 5 6 7 8 9 10 11 12  (ja) « Épisodes 61 à 72 »(Archive.org • Wikiwix • Archive.is • Google • Que faire ?), sur TV Tokyo.
7. 1 2 3 4 5 6 7 8 9 10 11 12 13  (ja) « Épisodes 73 à 85 »(Archive.org • Wikiwix • Archive.is • Google • Que faire ?), sur TV Tokyo.
8. 1 2 3 4 5 6 7 8 9 10 11 12 13  (ja) « Épisodes 86 à 98 »(Archive.org • Wikiwix • Archive.is • Google • Que faire ?), sur TV Tokyo.
9. 1 2 3 4 5 6 7 8 9 10 11 12 13  (ja) « Épisodes 99 à 111 »(Archive.org • Wikiwix • Archive.is • Google • Que faire ?), sur TV Tokyo.
10. 1 2 3 4 5 6 7 8 9 10 11 12 13  (ja) « Épisodes 112 à 124 »(Archive.org • Wikiwix • Archive.is • Google • Que faire ?), sur TV Tokyo.
11. 1 2 3 4 5 6 7 8 9 10 11 12 13  (ja) « Épisodes 125 à 137 »(Archive.org • Wikiwix • Archive.is • Google • Que faire ?), sur TV Tokyo.
12. 1 2 3 4 5 6 7 8 9 10 11 12 13  (ja) « Épisodes 138 à 150 »(Archive.org • Wikiwix • Archive.is • Google • Que faire ?), sur TV Tokyo.
13. 1 2 3 4 5 6 7 8 9 10 11 12  (ja) « Épisodes 151 à 162 »(Archive.org • Wikiwix • Archive.is • Google • Que faire ?), sur TV Tokyo.
14. 1 2 3 4 5 6 7 8 9 10 11 12 13  (ja) « Épisodes 163 à 175 »(Archive.org • Wikiwix • Archive.is • Google • Que faire ?), sur TV Tokyo.

#### Épisodes français
1. 1 2 3 4 5 6 7 8 9 10  « Épisodes 1 à 10 »(Archive.org • Wikiwix • Archive.is • Google • Que faire ?), sur Kana Home Video.
2. 1 2 3 4 5 6 7 8 9  « Épisodes 11 à 19 »(Archive.org • Wikiwix • Archive.is • Google • Que faire ?), sur Kana Home Video.
3. 1 2 3 4 5 6 7 8 9 10  « Épisodes 20 à 29 »(Archive.org • Wikiwix • Archive.is • Google • Que faire ?), sur Kana Home Video.
4. 1 2 3 4 5 6 7 8 9  « Épisodes 30 à 38 »(Archive.org • Wikiwix • Archive.is • Google • Que faire ?), sur Kana Home Video.
5. 1 2 3 4 5 6 7 8 9 10  « Épisodes 39 à 48 »(Archive.org • Wikiwix • Archive.is • Google • Que faire ?), sur Kana Home Video.
6. 1 2 3 4 5 6 7 8 9 10  « Épisodes 49 à 58 »(Archive.org • Wikiwix • Archive.is • Google • Que faire ?), sur Kana Home Video.
7. 1 2 3 4 5 6 7 8 9  « Épisodes 59 à 67 »(Archive.org • Wikiwix • Archive.is • Google • Que faire ?), sur Kana Home Video.
8. 1 2 3 4 5 6 7 8 9 10  « Épisodes 68 à 77 »(Archive.org • Wikiwix • Archive.is • Google • Que faire ?), sur Kana Home Video.
9. 1 2 3 4 5 6 7 8 9  « Épisodes 78 à 86 »(Archive.org • Wikiwix • Archive.is • Google • Que faire ?), sur Kana Home Video.
10. 1 2 3 4 5 6 7 8 9 10  « Épisodes 87 à 96 »(Archive.org • Wikiwix • Archive.is • Google • Que faire ?), sur Kana Home Video.
11. 1 2 3 4 5 6 7 8 9  « Épisodes 97 à 105 »(Archive.org • Wikiwix • Archive.is • Google • Que faire ?), sur Kana Home Video.
12. 1 2 3 4 5 6 7 8 9 10  « Épisodes 106 à 115 », sur Kana Home Video.
13. 1 2 3 4 5 6 7 8 9  « Épisodes 116 à 124 »(Archive.org • Wikiwix • Archive.is • Google • Que faire ?), sur Kana Home Video.
14. 1 2 3 4 5 6 7 8 9 10  « Épisodes 125 à 134 »(Archive.org • Wikiwix • Archive.is • Google • Que faire ?), sur Kana Home Video.
15. 1 2 3 4 5 6 7 8 9  « Épisodes 135 à 143 »(Archive.org • Wikiwix • Archive.is • Google • Que faire ?), sur Kana Home Video.
16. 1 2 3 4 5 6 7 8 9 10  « Épisodes 144 à 153 », sur Kana Home Video.
17. 1 2 3 4 5 6 7 8 9 10  « Épisodes 154 à 163 »(Archive.org • Wikiwix • Archive.is • Google • Que faire ?), sur Kana Home Video.
18. 1 2 3 4 5 6 7 8 9 10 11 12  « Épisodes 164 à 175 »(Archive.org • Wikiwix • Archive.is • Google • Que faire ?), sur Kana Home Video.
19. 1 2 3 4  « Épisodes 176 à 179 »(Archive.org • Wikiwix • Archive.is • Google • Que faire ?), sur Kana Home Video.
20. 1 2 3 4  « Épisodes 180 à 183 »(Archive.org • Wikiwix • Archive.is • Google • Que faire ?), sur Kana Home Video.
21. 1 2 3 4  « Épisodes 184 à 187 »(Archive.org • Wikiwix • Archive.is • Google • Que faire ?), sur Kana Home Video.
22. 1 2 3 4  « Épisodes 188 à 191 »(Archive.org • Wikiwix • Archive.is • Google • Que faire ?), sur Kana Home Video.
23. 1 2 3 4  « Épisodes 192 à 195 »(Archive.org • Wikiwix • Archive.is • Google • Que faire ?), sur Kana Home Video.
24. 1 2 3 4  « Épisodes 196 à 199 »(Archive.org • Wikiwix • Archive.is • Google • Que faire ?), sur Kana Home Video.
25. 1 2 3 4  « Épisodes 200 à 203 »(Archive.org • Wikiwix • Archive.is • Google • Que faire ?), sur Kana Home Video.
26. 1 2 3 4  « Épisodes 204 à 207 »(Archive.org • Wikiwix • Archive.is • Google • Que faire ?), sur Kana Home Video.
27. 1 2 3 4  « Épisodes 208 à 211 »(Archive.org • Wikiwix • Archive.is • Google • Que faire ?), sur Kana Home Video.
28. 1 2 3 4  « Épisodes 212 à 215 »(Archive.org • Wikiwix • Archive.is • Google • Que faire ?), sur Kana Home Video.
29. 1 2 3 4  « Épisodes 216 à 219 »(Archive.org • Wikiwix • Archive.is • Google • Que faire ?), sur Kana Home Video.
30. 1 2 3 4  « Épisodes 220 à 223 »(Archive.org • Wikiwix • Archive.is • Google • Que faire ?), sur Kana Home Video.
31. 1 2 3  « Épisodes 224 à 226 »(Archive.org • Wikiwix • Archive.is • Google • Que faire ?), sur Kana Home Video.